# 犬夜叉の登場人物
犬夜叉の登場人物（いぬやしゃのとうじょうじんぶつ）は、高橋留美子原作の漫画作品『犬夜叉』に登場する架空の人物の一覧。声の項は特記がない限りアニメ版の声優を示す。
劇場版オリジナルの登場人物は犬夜叉 (アニメ)#劇場版の記事を参照。
戦国時代の人間キャラクターは全員苗字が不明。
続編に当たるオリジナルアニメ作品『半妖の夜叉姫』の登場人物は同記事を参照。同作における本作の登場人物の動向も同記事を参照とし、本記事では簡潔に記載する。

## 犬夜叉一行
犬夜叉（いぬやしゃ）
声 - 山口勝平 / 関俊彦（サンデーCM劇場）
本作の主人公。半妖の少年。人間換算15歳。実年齢は200歳程。
日暮かごめ（ひぐらし かごめ）
声 - ゆきのさつき（旧名義「雪乃（雪野）五月」） / 岩男潤子（サンデーCM劇場）
本作のヒロイン。中学生の少女。15歳→19歳。
弥勒（みろく）
声 - 辻谷耕史 / 幼少：高橋理恵子（第28話） → 高城元気（第100話） → 斎藤千和（第189話） / 保村真（『半妖の夜叉姫』）
女たらしな不良法師。18歳→22歳。普段は法師らしく紳士的で敬語口調だが、時に素の性格が出て言葉遣いが変わり乱暴になる。普段の一人称は「私」、素は「俺」。
奈落に穿たれた祖父の代からの風穴の呪いを打ち破るため、長いこと一人で旅をしていた。強い法力を持ち、邪気に対しての抵抗力も備える。武器は錫杖。主に法力を用いて戦うが、運動能力にも優れており、肉弾戦でも人間や並の妖怪相手なら圧倒できる実力。犬夜叉や雲母とも並行して走ることができる程に足も速く、かごめの自転車を簡単に乗りこなしている。
当初は、大きな屋敷などで妖怪や悪霊の退治を請け負うが家の者が外に出ている間に金目の物を根こそぎ盗んだり、脅迫紛いの事をして家財を頂いて売ったりするなどかなりの悪党ぶりを見せていた。しかし、犬夜叉たちと出会って徐々に変化していく。元来、冷静で頭も良いため、突っ走りがちな犬夜叉を抑えたり、自分や仲間の命を第一に考えて逃げる事も選べる。時には仲間のために自己犠牲も辞さず、自分の怪我や不調を隠そうとする面もある。
風穴は祖父・弥萢が奈落との戦いで穿たれたもので、少しずつ穴は大きくなっていき、いつかその身を食らい尽くす。その呪いを打ち破るには奈落を滅する他ない。幼少の頃、父が自らの風穴に吸われ消滅する様を目の当たりにしている。
大の女好きなため、出会った美女の手を握っては「私の子を産んでくだされ」と口説く（本気で惚れた珊瑚だけにはプロポーズ時を除き言っていない）。しかし、アニメオリジナルエピソード「あれから七年目のなごり雪」でこゆきを口説いた際に、「もう産みました」と返された時には流石に仰天していた。また、女（主に珊瑚）の尻を撫でることが多い。しかし、この軽薄さは、半分は "自分の本心を他人に悟られるのを嫌がるゆえの仮面" とも言え、ある種の見栄っ張りである。
珊瑚とは恋仲となり最終回では祝言を挙げ、かごめが戻ってきた3年後には双子の姉妹に加えて男児も生まれ3人の子供の父親となり、楓の村で暮らしながら犬夜叉と共に妖怪退治を続けている。ただし護符1枚につき米1俵を報酬に貰うなど抜け目のなさはあまり変わっていない。
本作の続編アニメ『半妖の夜叉姫』では、とある妖怪との戦いで風穴を失った事による力不足を感じて、仏法に身を置く法師であるにも関わらず神力を得る為に山奥で千日行を積んでいる（13話時点で800日目）。
技一覧
風穴（かざあな）
奈落の呪いによって敵をブラックホールのごとく吸い込む技。右手の平にある最大の武器であり、普段は数珠で封印されている。吸収の容量は無限に近いが、邪気や最猛勝の毒などを吸い込むと自分の体にも悪影響が及び寿命を縮める。また、風穴の縁にわずかでも傷がつくとそこから風穴が裂けて寿命が縮まる。射程距離は100メートルに及び、引き寄せる力は700キログラム以上。奈落を滅したことで呪いから解放され失われた。
法力（ほうりき）
破魔の札で妖怪を浄化する技（妖怪に操られている一般人にも有効）。魔力を打ち破る法力を込めた護札を刃物のように二枚以上連続で放つ事もできる。
結界（けっかい）
意識を集中して作り出すバリアのような防御手段。あくまで弥勒が集中している間のみ使用でき奈落や桔梗、白心上人などの強力な結界と比べると効力は弱い。それでも蛾天丸の毒の繭から犬夜叉を守ったり狼野干の無数の狼から身を守るのに楓との共同作業などで使用することもできる。

珊瑚（さんご）
声 - 桑島法子
妖怪退治を生業とする退治屋の少女。16歳→20歳。一人称は「私」。退治屋の里では一番の手練れ。飛来骨を用いて複数の妖怪を一度に薙ぎ払う大胆かつ豪快な戦闘スタイルが特徴。それ以外にも腰に差している刀や腕に仕込んだ刃を用いての接近戦も得意としている。重傷を負って埋められても復活する程の執念と生命力を持つ。
奈落の陰謀により父や弟・琥珀を失った。さらに奈落に騙され、犬夜叉を里を滅ぼした仇と信じ込み命を狙ったが、後に誤解が解け仲間に加わる。普段は勝気で男勝りであるが、内面は繊細かつ弟思いの優しい性格。純粋な恋愛を夢見ており、弥勒の女癖の悪さを許せない。琥珀の事になると普段の冷静さを失うことが多い。
普段は髪を降ろした状態で結い、着物を着ている。妖怪退治の際には髪をポニーテールにまとめ、黒いボディスーツのような戦闘用衣装に着替える。飛来骨を用いた戦闘では敵に近づくことなく遠方から仕留めることができる他、腰の刀や腕に仕込んだ刃など、近接戦闘においても優れた戦闘力を発揮する。雲母とはいつも一緒で、雲母に乗って空中戦をすることも多い。邪気を感知できるが、邪気や妖術に対する耐性はほとんどない。
原作では当初、犬夜叉と口論したり彼の実力を疑う発言をしていたが、アニメではそういった描写は無く見事な連携を見せていた。かごめとは仲がよい。弥勒とは恋仲→結婚→双子の姉妹&男児をもつ母親となる。
技一覧
飛来骨（ひらいこつ）
倒した妖怪の骨を固めて作られた数多くの敵を一気に薙ぎ払う巨大なブーメランのような武器。重量は50キログラム程。その巨大さから盾や足場としても使用できる。終盤にて薬老毒仙の薬により強化され、奈落にすら通用する強力な武器となった。
毒粉（どくふん）
毒薬で作った毒の効く妖怪にも有効な毒の玉を放つ技。
雲母召喚（きららしょうかん）
猫又の雲母を呼び、背に乗っての移動や敵を攻撃する時などに使う。

七宝（しっぽう）
声 - 渡辺久美子
子狐妖怪。体重4キログラム、見た目の人間換算年齢は7歳。父親の仇である雷獣兄弟を犬夜叉が討ったことで仲間になった。一人称は「オラ」。少々おませな性格。自身も妖怪なのに妖怪を恐れ、かなり臆病。語尾が「〜じゃ」など、口調が少々年寄り気味。完全な妖怪であり、半妖を見分ける嗅覚がある。妖怪をも凌ぐ妖力を持つ半妖の奈落にはか弱い小妖怪風情と見下された事もあった。人間の少女（五月など）に恋することが多い。よく犬夜叉に殴られている。
主な攻撃は狐火。おとり要員として戦うことが多い。他にも様々なものに変身でき、狐妖術（幻術）を使うが、こけおどし程度（変身した時の姿はギャグ漫画のような可愛らしい姿になる）。球体に変身した際には人を乗せ飛ぶことも可能。中盤からは弥勒の肩の上に乗る、子分的存在。「おらがしっかりせねば」「阿呆じゃ」「しっかりせえよ、弥勒一族」などが口癖。
奈落との戦いが終了した後は立派な妖怪になるため、楓の村の外に出て修行している。
『半妖の夜叉姫』では第39話から本編に登場。老齢の姿に化けて狐妖術の講義を行いつつ、行方不明になった犬夜叉やかごめを捜索していた。
技一覧
狐火（きつねび）
青い火炎を放つ。熱量は低いが木を燃やす事はでき、本物の炎とは相殺し合う為、炎を防御することもできる。
潰し独楽（つぶしごま）
巨大な独楽につぶされる幻を見せる技。狐妖術（幻術）の一つ。
爆雷筒（ばくらいづつ）
いわゆるダイナマイト。爆竹のような音が鳴り響く程度でダメージはない。
分身（ぶんしん）
木の葉で作り出す自分の偽物の分身術。無限に増やすことができる。

雲母（きらら）
珊瑚と一緒にいる猫又。300歳未満。普段はかわいい子猫のような姿だが、戦闘時には炎を纏って巨大化し、牙を持つ化け猫に変化する。人間の言葉を理解できる賢い妖怪で、人間に害を与えることはない。巨大化すると珊瑚たちを乗せて空も飛べる。退治屋の里が妖怪に襲われた際に唯一、生き残っていた。
犬夜叉の鉄砕牙を鍛える練習台になったり、かごめが犬夜叉に内緒で現代に帰る交通手段にされたり、他にも弥勒の女性を気を引く道具にされたりと仲間たちには便利に利用されているが、雲母自身は悪く思っておらず、協力的。仲間思いな温厚な性格で、七宝やかごめを犬夜叉たちに代わって守る場面も多い。
アニメでは、雲母がかつて翠子の飼い猫であったことを裏付ける描写がある。
珊瑚が子供を授かった後も、琥珀と共に妖怪退治の旅をしている。

## 協力者
楓（かえで）
声 - 京田尚子 / 幼少：伊藤実華
桔梗の妹。姉の死後50年間、村の巫女兼まとめ役の老女。一人称は「儂（）」。隻眼（アニメ版では犬夜叉が封印される少し前、妖怪に襲われた際に桔梗が破魔矢で妖怪を貫いた衝撃で潰れた）。
犬夜叉に言霊の念珠をかけた張本人で、かごめと桔梗の関係を最初に見抜いた。効力は弱いが破魔の矢を使うことができ、結界を張ることも可能（破魔の矢は並みの妖怪なら消滅し、結界は意識を集中している間のみ効力があり、弥勒と共同で張った）。薬草作りに長けているほか、妖怪の知識も豊富。かごめへの恋愛の助言も的確である。
劇中では幾度も怪我を負わされているが、見事に復帰。妖怪から身を隠すため、犬夜叉に埋められたが忘れられていたことがある。
かごめの母が作ったお弁当が好物。
復活した姉に対しては「未練を断ち切り再び成仏するように」と望んでいる。
最終的には、かごめの師匠とりんの保護者となる。
最終回から15年以上が経過した『半妖の夜叉姫』においても健在であり、琥珀達に時代樹の力や殺生丸の娘の存在などを伝えた。
冥加（みょうが）
声 - 緒方賢一
犬夜叉の父と犬夜叉に仕える老いた蚤妖怪の男性。一人称は「儂」。登場する時は、大抵誰かの血を吸い、潰される（アニメ版では初登場時、かごめから殺虫剤を吹きかけられた）。
吸血によって気付けや毒を吸い出すことができ、最大までに吸血すると2メートルまで大きくなれる（普段は7ミリメートル）。霧骨の強力な毒で瀕死の状態にあったかごめ、弥勒、珊瑚の毒の混ざった血を吸い出して助けた。血を吸い出すだけではなく、薬の原料を吸って体内で調合することもできる。若くて美肌な女の血が好み。また、犬夜叉の父君の血も好み。豊富な知識を持っているが、臆病者で、危険が迫ると真っ先に逃げ出す（その危機察知能力は「冥加が逃げぬのなら安全」と言われたほど）。
登場初期は犬夜叉と共に旅することが多かったが、刀々斎登場後は基本的に刀々斎の所にいる。
許嫁は、吸血で憑りついた相手を操ることができる同じ蚤妖怪の生姜（声 - 麻生美代子）（アニメ版）。
『半妖の夜叉姫』ではもろはに付き添っている。
刀々斎（とうとうさい）
声 - 八奈見乗児 / 龍田直樹（『半妖の夜叉姫』）
妖怪の刀鍛冶。一人称は「儂」。よぼよぼの老妖怪の男性。犬夜叉の父の依頼で、彼の牙から「鉄砕牙」「天生牙」を作った。冥加の友人なだけあって、自分に原因があるのに都合の悪い事はすっ呆けてみせるなど、かなり無責任な一面がある。一見とぼけているが刀鍛冶としての腕は確かで、右に出るものはおらず、真っ二つにされた飛来骨も修復してみせた。口から火を吹き、手にした金槌で地面から溶岩を出す。その能力により戦闘力も高く、周囲を火の海と化し殺生丸からも容易に逃げおおせる。空を飛べる三つ目の牛・猛々（もうもう）を乗り物とし、普段は火山帯と思われる山中にある、巨大な魚の骨で出来た工房に住んでいるが、主に殺生丸の不興を買った時に引越として逃亡する。かつて弟子（灰刃坊）がいたが、あまりに邪悪すぎて破門した。
阿波の八衛門狸（あわのはちえもんだぬき）
声 - 中嶋聡彦 / 茶風林（『半妖の夜叉姫』）
狸妖怪。弥勒からは「ハチ」と呼ばれている（アニメのみ）。一人称は「あっし」。弥勒には散々こき使われているが、彼を慕っている舎弟（かなり昔からの知り合いらしい）。木の葉で化ける能力を持つほか、長距離を移動する際には巨大な茶色い円筒状の物体に化け、空を飛ぶ。弥勒がかごめの四魂の欠片を狙った時には目晦ましとして使われた。稀に弥勒に反抗することもあるが、逆に殴られている。アニメでは、空腹のため弥勒になりすまし、方々の村で妖怪退治と称した不貞行為を行っていたこともある（そのため、本物の弥勒は犬夜叉一行共々村を追い返されるという仕打ちを受けた）。原作では名前が設定されておらず、第22巻を最後に登場しなく成る迄、単に狸と呼ばれていたが、アニメ化に際して名前が付けられ、「半妖の夜叉姫」では前作より出番が多く成った。
夢心和尚（むしんおしょう）
声 - 藤本譲
弥勒の育ての親の老人男性。一人称は「儂」。弥勒に酒や女遊びなど、いいことも悪いことも教えた張本人。相当な酒好きの生臭坊主で、重度のアルコール依存症の様子。弥勒の風穴を手当てできる唯一の人。手相もできる。
たまに弥勒に笑えない冗談を言っては殴られている。巨大な数珠で鉄砕牙の変化（へんげ）を解くなど、普段の生活態度からは想像できない強力な法力が操れる。1度虫の妖怪（壺使い）に操られ、弥勒を襲ったこともある。
宝仙鬼（ほうせんき）
声 - 大友龍三郎
宝石を司る鬼の大妖怪。犬夜叉の父の友人。かつて犬夜叉の父の依頼で妖怪の墓場に繋がる黒真珠を作った。石の声を聞く力を持ち、四魂のかけらを邪悪な奈落に渡さないため、自らの死と共に妖怪の墓場にかけらを持ち込んだ。その妖力と金剛石の体はかごめの破魔の矢をも無力化し、奈落でさえ容易に手出しできないものだった。当初は犬夜叉の事を半妖と侮っていたが、鉄砕牙の強さに執着せず、自らのやるべき行いを見出だした思念を認め、自らの妖力である「金剛槍破」を授けた。犬夜叉達が会いに行ったときは既に死亡、現在は2代目の息子（声 - 斎藤志郎）が継いでいる。一つの黒真珠を作るのに100年はかかる。授けた金剛槍破は犬夜叉が冥道残月破を得るまで鉄砕牙の最強必殺技となったが、後に魍魎丸が礫の一部を吸収した事で使用できるようになってしまい、魍魎丸を取り込んだ奈落にも悪用されるなど、結果的に意図せずして奈落まで強化させてしまう。
妖霊大聖（ようれいたいせい）
声 - 永井一郎
刀々斎の知人。頼りない老妖怪の男性だが、強い妖気と幻術を使う妖怪の大仙人。一人称は「儂」。胆を盗まれたと偽り、犬夜叉に蛇女（声 - 北林卓美）と牛鬼（声 - 乃村健次）の幻術と戦わせることで、龍鱗の鉄砕牙の極意である妖穴斬りを体得させた。最後に犬夜叉自らが見つけるべき鉄砕牙の最後の形がある事を内心で言っていたことから殺生丸が天生牙で鍛えた冥道残月破が鉄砕牙に吸収され、斬る刀の力として犬夜叉の技になることも知っていた模様。
薬老毒仙（やくろうどくせん）
声 - 稲葉実
薬と毒を扱う妖怪の仙人。一人称は「俺」。妖の酒が入った甕の中で四六時中酔っぱらっている老妖怪の男性で女好き。伸縮自在の両腕と舌を持ち、巨大な甕を持ち上げる際に腕を伸ばし、舌はなめた対象を毒味する。また葉と瓢箪が付いた杖は妖の酒を突く事で毒薬にできる。甕は異空間となっていて水中でありながら呼吸できるが、薬老毒仙が気に入った者しか出入りできない。異空間に無理やり入ろうとした者は入った甕から別の甕にはじき返されてしまう。この甕の異空間を他者が見る際には妖の酒を飲む必要がある。珊瑚の飛来骨を治し、弥勒には毒の苦しみを感じなくなる毒薬を与えた。また、弥勒が毒薬に馴染むまでの時間稼ぎとはいえ、かごめのスカートをめくり、犬夜叉に殴られた。それでも根は真面目で飛来骨に邪気を砕く力を授けた他、犬夜叉に対して「弥勒は治ったわけではなく、瘴気を吸う苦痛を感じなくなっただけだから誤解するな」と警告した。

## 桔梗関連
桔梗（ききょう）
声 - 日髙のり子
犬夜叉の初恋の人。18歳（没年）。死人。50年前犬夜叉と愛し合っていた。裏陶の鬼術で遺骨と墓土から生き返る。

死魂虫（しにだまちゅう）
桔梗の体を動かすための死魂を運ぶ妖怪。常に数匹が桔梗に付き従っており、彼女を乗せて空を飛んだりすることもある。
胡蝶（こちょう）、飛鳥（あすか）
声 - 増田ゆき、清水香里
桔梗の式神。普段は童子姿で行動している。桔梗が「聖様」（身代わりの人形＝傀儡を使用していた）と呼ばれた頃から登場し、動けない彼女をサポートしていた。最後は琥珀を守り夢幻の白夜に倒された。

## 殺生丸一行
殺生丸（せっしょうまる）
声 - 成田剣
犬夜叉の異母兄。人間換算年齢19歳。実年齢は200歳以上。半妖の犬夜叉と違い、完全な妖怪。

邪見（じゃけん）
声 - チョー（旧名義「長島雄一」）
殺生丸に仕える小妖怪。人間の幼児ほどの背丈で、地獄の餓鬼がイメージビジュアルとされている。強力な炎を放ち、探知機能を持つ人頭杖（にんとうじょう）という杖を携えているが、自身の戦闘能力はそれほど高くないとされる。
殺生丸への忠誠心と敬愛の念は強いが、気難しい彼に対する愚痴や苦労が絶えない様子も描かれる。小心者でどこか抜けた面があり、余計な一言を口にしては殺生丸に殴られたり睨まれたりする描写が多い。
作者の高橋留美子は、邪見を殺生丸の通訳と称しており、作中では言葉の少ない殺生丸の心中を読み取り、その言葉にならない思いを代弁する役割を担っている。、
当初は、りんの世話役を渋々引き受けていたが、物語の中盤以降、りんと親しげに会話する描写も増えた。これについて作者の高橋留美子は、りんへの情は多少なりとも持っており、しかし、それ以上に「ちゃんと面倒を見ないと殺生丸に怒られる」ことを恐れていたのではないか、と自身のSNSで明かしている。
闘鬼神を鍛えた灰刃坊に両断された際、殺生丸の天生牙で蘇生された数少ない存在の一人である。
りん
声 - 能登麻美子
野盗に親兄弟を殺され、言葉を無くした人間の少女。犬夜叉との戦いで深手を負った殺生丸を介抱した。自らも鋼牙の手下の人喰い狼に殺されるが、天生牙によって生き返って言葉も取り戻し、以前よりも天真爛漫な明るい性格になった。殺生丸を慕って邪見や阿吽に同行する。邪見のことも大切に思っているが、邪見に突っ込みをいれたりもする。アニメでは最猛勝に射された邪見を助けるために命懸けで千年草の実という毒消しを採りに行った。その際に地念児に会って千年草の実のありかを聞いた。地念児曰く「かごめのように温かい少女」。奈落に捕らわれた時に出会った琥珀とは同年代で同じような境遇から親しくなり、奈落側にいる彼の身も案じ、殺生丸が琥珀を殺してしまうのではないかと不安に思っていた。
旅の中で殺生丸が天生牙を鍛えるため冥界に行くときについて行くも、再び命を落としてしまう。天生牙は同じ者に対しては1度しか使用できないため、殺生丸には生き返らせる術は無かったが、殺生丸の母親が冥界に置き去られていたりんの命を戻したことにより息を吹き返した。
天涯孤独の身であるため、戦国の世で生き抜くことの厳しさも知っており、他人の畑を荒らして食料を調達するなど、逞しい一面もある。
奈落との戦いが終わった後、楓の村で人里にも慣れるように暮らしている。理由は犬夜叉曰くどっちでも暮らせるようにとのこと。最終回では殺生丸からたびたび着物を受け取っている様子があり、作者は、考えると殺生丸が邪見に購入させた着物であり、イメージに会うものを持ってくるまでやり直させていると答えている。作者によれば最終回では殺生丸は保護者で、妖怪か人間か選ぶためのお試し期間であるため会いに行く頻度は少なく、節度を持っているという認識を明らかにしている。
『半妖の夜叉姫』では殺生丸との間にとわとせつなの双子の娘を授かっている。アニメでは最終話と同じデザインの着物で登場するが、作者が描いた少年サンデーSの表紙では大人姿で新しい着物が描かれている。
阿吽（あうん）
殺生丸の連れている、姿形は馬のような、それでいて龍のような風貌の双頭の妖怪。言葉は発しない。邪見やりんを背中に乗せて空を飛び、口から電撃を吐く能力がある。戦いの主力ではないが、千年草の実を採るりんに襲い掛かる多数の妖怪を倒すなど、頼もしい一面も。名前はアニメ化に際して付けられた。

## 妖狼族
狼妖怪の一族。人型で人食い狼を使役する。
長老衆と呼ばれる妖狼族は人型ではなく大型の狼の姿をしている。北を頂点に、東、西、南、中央と計5つの群れがある。北の洞穴は長老衆を擁しており、中央の洞穴は戦えない子供や老人の集まりとなっている。
登場してすぐに、奈落一派（主に神楽）によりその多くが惨殺された。アニメでは狼語と思しき独自の言語で、連れている狼たちとコミュニケーションを取っている描写がある。
鋼牙（こうが）
声 - 松野太紀
妖狼族の東の洞穴の若頭の少年。人間換算年齢15歳。身長は170.2センチメートル。足に四魂のかけらを仕込んでおり、つむじ風のように早く走れる。登場初期は右腕にも四魂のかけらを仕込んでいた。奈落と神楽の策略によって大勢の仲間を殺されたことから、その仇を討つため奈落を追っている。
歯に衣着せぬ物言いをするタイプ。かごめに片想いしているため、犬夜叉とはいがみ合っているが、一枚上手で犬夜叉をうまくあしらうことが多い。喧嘩仲間の犬夜叉とは奇妙な信頼関係を築く。荒っぽい一面はあるが、裏表のない明朗快活な性格の快男児。かごめに会いに来る際、犬夜叉を踏んづけて、別れる際は彼女の手を握ったり抱きしめるのが恒例になっている。
犬夜叉とは似た者同士ではあるが、頭に血が上りやすく力任せに押し切ろうとする犬夜叉と違い、事前に周到な準備をしたり状況を見渡しながら作戦を組み立てながら戦ったり、異様なまでに鋭い直感から不利と判断したら撤退も辞さないなど、頭脳派な一面もある。そのため、犬夜叉とは会うたび喧嘩が絶えないが、鋼牙がかごめにモーションをかけるのが面白くなくて嫉妬し、癇癪を起こして突っかかってくる犬夜叉を軽くいなしたり、そんな態度に怒りを通り越してあきれるなど、若い年齢でありながら荒くれ者の妖狼族をまとめ上げているだけあって精神面では犬夜叉よりは大人なようである。また、自分が半妖であることや様々な強いコンプレックスを抱えているからか、虚勢を張ってばかりいる犬夜叉と違って、弥勒でさえ羨ましがるほど言動や態度も自信に満ち溢れている。
最初の頃は、人間の住む村を狼達に襲わせていたが、かごめに惚れてからは人間を絶対に襲わなくなった。妖狼族であるせいか、人間のかごめに食料として仕留めたばかりの生の猪をあげたり、土産として奈落の首を持ってくるとかごめに宣言するなど、どこか価値観やセンスがズレているところもある。
仲間内からの信頼も厚く、群れを守るためならば我が身の危険も顧みず最前線で戦い抜く親分肌。その一方で、同胞たちへの裏切り者は容赦なく笑みを浮かべながら処刑するという残忍さも持ち合わせている。また、神楽の謀略によって返り血を浴びていた犬夜叉が仲間たちを殺したと誤解した時には、かごめの釈明にも耳を貸そうとしないほど激昂し犬夜叉を本気で殺そうとするなど、自分が見聞きしたものしか信じようとしないなど思い込みが激しい。
桔梗が翠子の魂と同化した後、四魂のかけらを埋め込んだ彼の足は敵の前で動かなくなり窮地に陥ることが多くなった。奈落と戦うため、一時期犬夜叉一行に加わったが、奈落に吸収されかけた上、四魂のかけらを奪われ、自ら戦線を離脱する。桔梗を失い悲嘆に暮れる犬夜叉を思い、かごめをきっぱり諦めた。四魂のかけらによって手に入れた足の速さや足技と、妖狼族に代々受け継がれてきた五雷指を武器に戦う。腰に差している刀は人間の侍を惨殺して奪った刀で武器ではなく飾りらしい。四魂のかけらを奈落に取られた後は犬夜叉達に後を任せ、原作ではその後は登場しない。
アニメでは奈落との戦いが終わって3年後、菖蒲と祝言をあげ、妖狼族の頭になった。
『半妖の夜叉姫』では犬夜叉とかごめの娘であるもろはを託され養父となった。そちらではしゃべる場面はない。
技一覧
五雷指（ごらいし）
妖狼族に代々受け継がれてきた妖爪。電撃を放つ事が出来、冥王獣の鎧甲をも突き抜ける他、この世ならぬ者にも攻撃できる。
仲間狼召喚（なかまおおかみしょうかん）
仲間の人食い狼を呼び集め、目くらましや移動に使う。

銀太（ぎんた）、白角（はっかく）
声 - 吉野裕行、岸尾大輔
鋼牙の仲間の二人組の少年。極楽鳥との戦いで銀太が極楽鳥の巣に連れて行かれそうになった際に、かごめが破魔の矢を放って助けて以来命の恩人であるかごめを姐さんと敬っている。奈落を追う鋼牙に同行するが、鋼牙の無茶なペースにいつも振り回されている。一時期、灰と芯太の兄弟を群れに送り届けるため、鋼牙と離れていたが、鋼牙が戦線離脱する際に戻ってきた。トサカ頭が白角。原作では名前を呼ばれたことがないが、奥義皆伝に銀太、白角と紹介されている。
鋼牙ほど強くはないが、アニメでは豹猫族に捕えられたかごめや城下町の人間たちを助けるべく、豹猫族の雑兵たちを蹴散らすなど一般的な妖怪からしたら、それなりに強いようである。
菖蒲（あやめ）
声 - かかずゆみ
アニメオリジナルキャラクター。鋼牙に片思いしている、北の洞穴に属する妖狼族の美少女。木の葉を手裏剣のように操る技が得意。昔、妖狼族の天敵である妖怪「極楽鳥」に襲われたところを鋼牙に助けてもらい、その時に鋼牙が言った言葉を信じていた純情一途なところがある。長年の修行の成果なのか、四魂のかけらを持っていないにもかかわらず鋼牙に近い速度で走れる。四魂の玉消滅から3年後、鋼牙と祝言をあげる。『半妖の夜叉姫』ではもろはの養母となっていた。そちらではしゃべる場面はない。
長老（ちょうろう）
声 - 中博史
菖蒲の祖父でじさまと呼ばれている。大型の老いた白い狼で北の洞穴に属する妖狼族のトップ。
七人隊の一人、凶骨と妖怪の襲撃を受けるが長老衆の妖狼に助けられる。菖蒲の祝言の前の3年間の間に亡くなっており菖蒲の祝言の場には登場しなかった。
老狼
声 - 西前忠久
北の洞穴の長老衆の一人。年老いた狼。妖怪から長老を守るために囮になり鋼牙に助けられるが、鋼牙に七人隊、凶骨の存在を伝えた後死亡する。原作では、鋼牙との会話から、妖狼族ではない可能性がある。
妖狼族の先祖
声 - 中博史
妖狼族の墓場に鎮座する骸。鋼牙に五雷指を与える試練を行う。鋼牙に五雷指と、鋼牙の持つ四魂のかけらを翠子の意思から1度だけ守る加護を与えた。
灰（かい）
声 - 西墻由香
中央の洞窟に属する妖狼族の男児。芯太という弟がいる。群れの仲間と共に奈落から逃げる旅の途中で奈落の妖怪に襲われた後、白夜によって弟を人質に取られて、弟を救うため鋼牙を襲った。足に白夜から与えられた四魂のかけらを仕込んであり、鋼牙と互角に走ることができる。
芯太（しんた）
声 - 斎藤桃子
灰の弟。まだ幼児と言ってもいい子供で灰のことを「あんちゃん」と呼んでいる。白夜によって人質にされる。

## 奈落一派
作中では特別な呼称はないが、公式ガイド奥義皆伝では奈落一派と称されている。奈落やその分身、奈落に協調する者達。四魂の玉の完成を目指し陰謀、殺戮の限りを尽くす。奈落の分身達は誕生順に兄弟姉妹の関係にあり、初期の分身は兄弟姉妹としての認識が特に顕著である。長子は神無で、末弟は最終的に夢幻の白夜となった。分身は奈落が自分の体の一部を千切って壺の中で熟成させて製造した妖怪。しかし、奈落に絶対服従しているわけではなく、大半が裏切り行為をしている。中には奈落自身を攻撃するものもいた。奈落の分身達は奈落と同じ背中の蜘蛛の傷跡が受け継がれる。高橋留美子は自身のSNSにて、奈落の分身の造形はモンスターか美形の二択であると言及している。
奈落（ならく）
声 - 家中宏（未変化・初期） → 森川智之（人見蔭刀）
犬夜叉一行の宿敵。実年齢は50歳以上。人間換算年齢23歳。一人称は「儂」。
浅ましい心をもった鬼蜘蛛という名の人間の野盗を喰った無数の妖怪が融合して変化した半妖である妖怪の集合体。鬼蜘蛛や肉体の妖怪（アニメオリジナルの三つ目の赤い蜘蛛妖怪など）とは全く異なる独自の人格の持ち主。半妖でありながら妖怪をも凌ぐほどの邪気と妖力を持つ。瘴気が濃く、全身が毒の塊であり相手は迂闊に攻撃できない。物理攻撃で肉体を傷つけられても妖怪の集合体であるため、再生能力で痛手にはならず、浄化の力を持つ聖なる霊力などしか脅威にならない。故に首を斬り落とされても死なずに動くことができる。ただし、自身と同程度の邪気の塊に体を砕かれると再生が困難になる欠点もある。桔梗曰く本体は魂そのもので本当の身体や肉体は存在しない。口調は丁寧で慇懃無礼。50年後は再び世に現れた四魂の玉のかけらを集め始め、邪気で穢れた四魂の玉の完成を目指す。
50年前に犬夜叉と桔梗を憎み合わせ、死に追いやった張本人。自分の存在を危惧して滅そうとした弥勒の祖父・弥萢と戦い、代々受け継がれる風穴の呪いをかけた。50年後は50年前の事件の真相を知った犬夜叉達と対立する。
固有の姿を持たず姿を変化させる能力があり、作中ではとある城の城主・人見蔭刀の姿を仮り、成り代わっている。妖怪の姿（上半身のみ人間で腰から下の下半身が無数の妖怪の融合した姿、解体時は首以外は全て妖怪、新生後はこの姿にはならない）になることもできるが人間の姿を好み、大勢の人間の姿を時代ごとに変えており弥勒の祖父・弥萢との最後の戦いでは貴族の美女の姿をしていた。アニメでは奈落の化けた蔭刀の目元はアイシャドウが入る。50年前は犬夜叉と桔梗にも変化した。姿を変えるのには時間がかかり、その間は妖力が格段に落ちる。初期は狒々の皮を被って姿を隠すことが多かった。蔭刀に完全に成り代わる前も犬夜叉に狒々の皮を破られた時、既に蔭刀に近い姿をしていた。用心深く退却することが多く、その場合後を追えぬほど逃げ足は速い。また、多数の妖怪達が複雑に融合したその醜悪な外見故か妖怪の姿になることはあまり好まない。新生奈落になった後も人見蔭刀の姿をベースにするなど最後までその姿と顔を利用し続け、自分のものとした。
鬼蜘蛛の感情を受け継いでおり桔梗を愛しているが、同時に鬼蜘蛛を喰った多くの妖怪が持っていた桔梗への憎悪や殺意も併せ持っており、2つの相容れぬ感情に苦悩する。背中の蜘蛛の傷跡は鬼蜘蛛（人間）の感情を受け継いでいる証。分身達にも受け継がれる。鬼蜘蛛の感情を色濃く受け継いでいる時は自分の手で桔梗を殺すことはできない。さらに桔梗が思いを寄せる犬夜叉を恨み憎んでいる。怒りや嫉妬に任せて背中の皮を蜘蛛の傷跡ごと剥がすことがある。その後、再生した肉体にも蜘蛛の傷跡が浮かび上がる。アニメでは、その際、人見家の家臣（小姓）を殺し神楽に始末させる描写は省略される。
直接の戦闘よりも人の弱みに付け込む卑劣な策略を好み、性格は冷酷。人と人との絆を呪い引き裂く、それが奈落の行動概念である。しかし、それは奈落が絆の大切さ、そしてそれを失う苦しみを知っているという証明でもあった。手駒を多用し他者を利用するのは自分の滅びを恐れる奈落の弱さでもある。
琥珀を利用して珊瑚に鉄砕牙を持ってこさせ、犬夜叉一行を殺そうとするが、かごめの反撃（破魔の矢）で体を砕かれ、首だけで琥珀に運ばれた以降はかごめの霊力に恐怖を抱くようになる。ただし、アニメでは恐怖心を抱いたり首だけで琥珀に運ばれる描写が無く、省略され逆に琥珀を瘴気や妖気を使って連れ去っている。蠱毒を吸収するまでは傀儡の肉体を代用していた。妖怪を阻む鉄砕牙の結界を無効化し鉄砕牙（勿論、変化せぬぼろ刀のまま）を使うことができる。
半妖の弱点である休眠期に体内の妖怪を解体し不要な部分を捨て、再構成し強化できる。休眠期は自分の意思で自由に選択できる。出生上、他の妖怪を吸収する能力を持つが、相手は完全な妖怪ではなくては駄目で人間や半妖を吸収すると自分を弱めることになる。捨てられた不要な部分の妖怪（毛むくじゃら、目玉など）は再び意志を持ち暴れ出す。絶対的な存在になることを望み、完全なる力を求める。
桔梗から四魂のかけらをもらった後は神無や神楽などの分身を作ることが可能になった。背中の蜘蛛の傷跡は分身にも受け継がれる。分身を作ると体内の妖怪が減るので、また新しく妖怪を吸収するという誰も見ていない所で密かな努力が必要になる。
犬夜叉に赤い鉄砕牙で結界を斬られた後は白心上人が守る白霊山に身を隠し、傭兵として七人隊を復活させ、その間に白霊山にて熟成、新生奈落として胸部に巨大な目玉がある鎧を纏ったような姿にパワーアップを遂げる。放棄した人見城の代わりに小さい山城や洞窟を本拠地にするようになった。
新生後は、相手の妖気の攻撃を返したり粉々に粉砕されても僅かな肉片からその場で再生できるようになり無敵に近い存在となる。肉体から三叉戟などの武器を生成することも可能。肉体の不要な部分を切り捨てて遠隔操作し攻撃することもできる。また、その際に桔梗を慕う鬼蜘蛛の心を捨てることにも成功した（背中の蜘蛛の傷跡が残っているかは不明）。その際、自らの弱点である心臓を持たせた赤子を排出、赤子を誘導して「鎧」（奈落自身は「城」と称しているほどの威力を持つ）である魍魎丸を作らせ、その鎧である魍魎丸を赤子ごと奪い取る事を計画。最終的に魍魎丸に取り込まれたふりをして逆に吸収した。新生後は狒々の皮を被ることはなくなり、様々な妖怪を取り込んで強化していた魍魎丸を吸収した後は金剛槍破と冥王獣の鎧甲を手に入れ、更なるパワーアップを果たした。また新生奈落の姿も竜の尾と鎧が減り、よりシンプルな姿となった。
再び白霊山に戻り、奈落と同じ姿でより長髪の首と小蜘蛛の姿を持つ「人間の負の心」を取り戻した奈落は蜘蛛の糸で桔梗に致命傷を負わせ葬ることに成功する。
その後、鋼牙と琥珀の四魂のかけらを奪って四魂の玉を完成させ超巨大要塞のような巨大な蜘蛛になり（本体は今までの人間体の裸（時に新生奈落形態）の姿で最奥部に潜む、鎧甲を纏った者や新生奈落形態の自分と同じ姿の分身や蜘蛛の肉壁に巨大な顔や目の分身を出せる）、りんを人質にし、犬夜叉、殺生丸らに最後の勝負を挑む。曲霊と共に犬夜叉を妖怪化させ、かごめやりんを襲わせたり、珊瑚に弥勒の父の壮絶な最後を見せる等、犬夜叉一行を肉体的にも精神的に追い詰めるが、かごめに自らの潜在的な願いや心を見透かされ動揺。多量の瘴気とともに巨大な蜘蛛ごと楓の村へと突入し破壊しようとした。最終的に玉と同化して人の心を完全に無くし、悍ましい姿の妖怪と化したものの、曲霊が倒されたことにより霊力が復活したかごめの矢、完全に自分の技として昇華された犬夜叉の冥道残月破、そして殺生丸の爆砕牙の前に破れ、矢が貫通した玉と肉片から繋がる首だけの姿となり、骨食いの井戸へと降り立った。
そのまま消滅したかに見えたが、玉の中の空間に蜘蛛の巣の中心に生首だけが鎮座したような姿で囚われており、玉内の妖怪と翠子の座をかごめとともに継ぐ運命にあったが、かごめが「唯一の正しい願い」を告げたことにより、翠子、妖怪と共に浄化。安らかな笑みを浮かべ完全に消滅した。
声優は誰の姿も借りていない未変化状態を鬼蜘蛛（無双）も演じる家中宏が担当、人見蔭刀の姿を借りた奈落を森川智之が担当と区別している。主要声優は森川智之。家中宏は一部例外以外は序盤の代役声優。無印アニメでは稀に未変化状態を森川が担当するなど混同されていたが、完結編ではしっかりと区別されている。このような声優変更はアニメオリジナルで先に人間の人見蔭刀が登場する事による区別のためだからである。
ゲーム版『犬夜叉』（特に今作は人見蔭刀ではない未変化状態から登場する）・『犬夜叉〜戦国お伽合戦〜』・『犬夜叉 〜呪詛の仮面〜』・『犬夜叉 奥義乱舞』・『犬夜叉 〜奈落の罠! 迷いの森の招待状〜』の声優は一貫して森川智之が担当している。
形態一覧
狒々の毛皮の奈落
奈落の初期形態。特定の誰の姿も借りていない未変化形態（犬夜叉や桔梗、弥萢と戦闘時の美女など様々な人間に変化していた。）で、妖怪の狒々の毛皮を被っている。50年後には毛皮の下に人見蔭刀の姿がある。また、犬夜叉達と初めて会った姿もこの形態で、50年前の真相を犬夜叉が知った際は「お前と桔梗の重んじる信頼とはそんな簡単に崩れるものなのか？お互いを殺そうとする怒りのみが真実。あれがお前達の偽りない真の姿なのだ」と桔梗を疑いもしなかった犬夜叉を逆に言い返した。無印アニメでの声は鬼蜘蛛と同じ家中宏だが、無双が鬼蜘蛛としての人格を押し込められた際の記憶や生前の蛮骨の回想では森川智之となっている。完結編（瞳子の回想）では区別されている。新生奈落になった後も毛皮で顔以外を覆う場合もある。
人見蔭刀の奈落
50年後の奈落の基本形態。人間の若殿・人見蔭刀の姿をしている。たまに狒々の毛皮を被る。妖力を失う弱体化の日を自身の意思で選んで肉体を解体する際は、本体である魂が宿った首だけを残して多数の妖怪達が蠢くおぞましい姿になる。このため、弱体化の日を肉体強化の日として無駄にせず、人間と妖怪の間に生まれた犬夜叉に対して「決まった日にただ妖力を失い、他の妖怪からコソコソ身を隠すだけの哀れな半妖とは違うのだ」と特殊な半妖である事を自慢げに語った事もあった。時に腕が異様に長く、上半身が裸の陰刀、背中に蜘蛛の足、下半身が醜悪な妖怪の集合体という戦闘形態にもなる。吸収した妖怪達で肉体の強化を重ね続け、瘴気と触手の他、強い結界も張れるようになった。
以後はこの姿をベースに人型の新生奈落となる。
大蜘蛛の奈落
劇場版「鏡の中の夢幻城」の冒頭で変化した大蜘蛛形態。牛鬼に似た姿で腹部の背中には巨大な蜘蛛の模様がある。劇中では奈落の本当の姿とされるが、これも仮初なのかは不明。
劇中では、犬夜叉に背中を鉄砕牙で貫かれた直後、バラバラに吹き飛んだ肉片が集まり、腕が異様に長く、上半身が裸の陰刀、背中に蜘蛛の足、下半身が醜悪な妖怪の集合体という戦闘形態へと変化、弥勒の錫杖を合わせた珊瑚の飛来骨で体が崩れた隙に、犬夜叉の風の傷とかごめの破魔の矢を受けて消滅し、完全に倒されたと思われた。
しかし実は、神久夜を誘き寄せる為に一時的に仮死状態になって琥珀の体内に密んでおり、琥珀が犬夜叉達と共に夢幻城に乗り込み、神久夜と戦っている最中、頃合いを見計らって琥珀の背中から出現、神久夜を取り込んで不老不死を得ようとする寸前、命鏡からの破壊光線で吹き飛ばされるも一旦はその場を逃れて隠れ潜み、神久夜が犬夜叉達に倒され肉体を失った隙を狙い、彼女を取り込もうとするうしたが、犬夜叉の風の傷を受けて肉体がバラバラに吹き飛んだ隙に神久夜は弥勒の風穴に吸い込まれて目録は失敗、琥珀を連れて神久夜の鏡から現実世界に戻った。
無印166・167話には鬼蜘蛛を誘惑して奈落を生み出した妖怪の1体である三つ目の赤い蜘蛛妖怪が登場しており、この形態に似ている。
新生奈落
白霊山で無数の妖怪達を使って組み直した奈落の強化形態。桔梗を想う鬼蜘蛛の心を完全に捨て去っている。上半身に複数のトゲの生えた外骨格状の鎧があり、背中には竜の尾が3本も生えている。両手の甲には赤い単眼がある他、腹部の鎧には巨大な赤い目玉がある。桔梗からは飾り立てただけの姿と評されているが、戦闘力はパワーアップしている。性格はさらに傲慢なものとなり、桔梗に対して「運命だの宿命だのは弱者の戯言に過ぎず、本当に力ある強者は運命も宿命も己で作り出すものなのだ」と全ての支配者のような物言いをした他、殺生丸に対してはそれまでしていた様付けではなく、平然と呼び捨てにするなど態度も大きくなっている。この態度は虚勢ではなく新生奈落の妖力は殺生丸と同等であり、殺生丸の攻撃を防御するだけでなく、結界でそっくりそのまま跳ね返している。ただし、奈落自身の肉体の防御力は低く、殺生丸の攻撃で肉体を砕かれてしまっている。新生前と同じく瘴気と触手を武器とする他、鎧のトゲから奈落の骨でできた武器を作り出す事が可能。背中の竜の尾は伸縮自在で尖端からギザギザの牙がある口を展開し、ダメージを受けた場合は傷口から瘴気を吐き出す。心臓である赤子とそれを守る城である魍魎丸を取り込もうとした際は、城攻めの策として妖怪の結界を溶かす触手を持つ溶命樹を吸収した他、魍魎丸にわざと喰われるために肉体を変化させてハサミがない代わりに奈落の頭部と胸部に無数の触手がある赤いサソリのような形態にもなった。
ゲーム版『犬夜叉 〜呪詛の仮面〜』では物語途中から変化し、『犬夜叉 奥義乱舞』では最初からこの姿で登場する。
新生奈落 強化体
魍魎丸と赤子を吸収した新生奈落の更なる強化形態。シンプルな姿で鎧にあったトゲと竜の尾がなくなり、首回りには冥王獣の鎧甲が襟になる形で出現している。魍魎丸が取り込んできた妖怪達の力に加えて、金剛石の触手と鎧甲で防御、瘴気を纏った金剛槍破を放つなど攻撃力が向上している。この形態の両腕の前腕部には亀の甲羅のような模様、胸部の鎧には亀裂の模様が現れ、ときに強化新生前と同じく前腕部には4本のトゲが出現する他、胸部の鎧にも目玉の左右に3対ずつ生えたトゲが現れ、このトゲを伸縮・硬質化させて昆虫の脚のような形状にする事で敵の捕縛も可能。なお、強化新生前にも胸部のトゲは存在するが、強化新生後は形状が異なり、トゲの本数も4本から3本に減少している。以後はこの形態を基本の姿とする。また最終決戦での巨大蜘蛛内部では本体として身を潜めながら、りんを人質に夢幻の白夜と曲霊と共に犬夜叉達を苦しめた他、犬夜叉とかごめに対峙した際は鎧甲の防御力を上げて両肩にも後方に流れた鱗の鎧甲を出現させ、背中からは蜘蛛の巣に似た触手を張り巡らせた。
新生奈落の巨大蜘蛛
穢れた四魂の玉を使って変化した奈落の巨大形態で、外見は赤い8つの複眼と黒い体色が特徴の巨大蜘蛛でその姿は穢れきった巨大な四魂の玉とも称された。強化体の新生奈落を本体とする。内部には冥王獣の鎧甲で覆われた奈落を模した人形が護衛している他、霊体の曲霊が潜み、奈落と夢幻の白夜が操る幻で犬夜叉達を翻弄した。奈落の肉体を基に作り出された化け蜘蛛の超巨大要塞だが、奈落の肉体を再生させる事も兼ねる妖怪の集合体で構成されているため、殺生丸の爆砕牙を喰らった際は内部崩壊を起こした。
全身鎧甲の奈落
蜘蛛内部を護衛する奈落を模した人形。冥王獣や魍魎丸と異なり、顔を含めた全身が鎧甲で覆われており、白髪と赤い目を持つ。邪気砕きの飛来骨は防御できないが、切断面から瘴気で身体を再生させて増殖する能力も持つ。硬度も個体によって異なり、金剛槍破を跳ね返す個体もいれば、粉々に粉砕してしまうほどの個体もいるなどオリジナルである冥王獣、それを取り込んで使用した魍魎丸を凌ぐほどの硬度を持つ。
新生奈落 最終形態
穢れた四魂の玉と一体化した奈落の最終形態。人の心を無くし、完全に妖怪化した姿でもあり、上半身のみの悪鬼にも似ている。曲霊のように髪は白髪になり、残った上半身が禍々しく硬質化している。瘴気の弾を必殺技にしていて、犬夜叉達を苦しめた。また四魂の玉の力で犬夜叉の冥道残月破と殺生丸の爆砕牙を受けてもダメージを無効化させ、即時に再生する事も可能。最後はかごめの矢が貫通した四魂の玉と首だけの元の姿になるまで追い詰められるが、四魂の玉自身の願いを叶える願をかけ、夢幻の白夜に斬られたかごめを冥道に送った。現世から消滅し、かごめを四魂の玉が作り出した冥道の空間に送った後は空間に張り巡らされた蜘蛛の巣の中心に首が鎮座された姿で、犬夜叉の前に再び現れる。かごめは翠子の座、自身は玉の妖怪達の座を継がされて、新たな四魂の玉として永遠にかごめと戦わされそうになるが、鉄砕牙によって導かれた犬夜叉がかごめを救出。最期は犬夜叉とかごめに自身も助けられる形となり、行くところが地獄であってもかごめが告げた四魂の玉の永遠の消滅という正しい願いによって暖かい安らぎを実感し、笑みを浮かべながら完全に消滅した。
技一覧
瘴気（しょうき）
全身からの妖怪の毒気で周りの物全てを融解させる奈落の基本技。主に牽制や逃亡用にも使用するが、攻撃手段としても脅威。山や森を消滅させ、動物や人間を瞬時に白骨化するほどの威力を持つ。瘴気を全身に纏ったまま空を飛行することができる。瘴気で作った暗雲に身を潜めたりもする。多数の妖怪達を吸収しながら、強化を重ね、新生後や魍魎丸を吸収した強化新生後はさらに強力な毒素を持ち、風穴で瘴気を吸収し続けた弥勒にも蜘蛛の足のような傷を与えるほど肉体を蝕んだ。
触手（しょくしゅ）
奈落の基本攻撃。髪の毛や手足などの肉体を妖怪の部分に変化させ、切り取られても再生可能。瘴気も放つ。新生後は胸部から硬質化した触手を出したり肉体の不要な部分を切り捨てて遠隔操作し攻撃できるようになった。相手の妖気の攻撃を返す際は腕の触手の棘を使用する。溶命樹を吸収後はその触手で相手の結界を溶かせる。また、魍魎丸を吸収した強化新生後は、右腕を巨大な金剛石の触手、左腕を冥王獣の鎧甲で覆われた触手に変えて犬夜叉達を追い詰めた。
幻影殺（げんえいさつ）
相手の心の最も弱い部分の幻を見せながら敵を蔦で絞め殺す技。四魂の玉のかけらや強い霊力のあるものには無効化される。アニメでは原作では無効だったかごめも術にかかった。
巫蠱の術（ふこのじゅつ）
かごめの破魔の矢に砕かれた肉体を再生させるために使った妖術。陰陽術の一種。岩山に数多の妖怪を閉じ込めて殺し合わせ、生き残った一匹の鬼妖怪・蠱毒（声 - 西前忠久）を新しい肉体にした。この妖術を使用した際は暗雲が周囲を取り巻き、岩山周辺の村を不毛にし、病人を増やし、岩山の洞窟に入る人間の体調を悪化させるほどの強い瘴気と邪気を放った。
傀儡の術（くぐつのじゅつ）
自身の髪の毛を巻きつけた土くれで作った狒々の皮を被った人形を操る妖術。狒々の皮を被った本体同様、会話も可能で人形は木の幹のような触手攻撃や瘴気を操る。また、奈落本体と視界を共有しており、傀儡の本体である木の人形がダメージをうけると消滅し視界を失う。
結界（けっかい）
居城・人見城を覆い隠すほどの強力な防御手段。バリア。休眠期には隙ができる。肉体再構成の度に強化され、鉄砕牙の「風の傷」や「爆流破」を無効化できるようになる。新生後は常に結界で肉体を防御している。さらに新生後の結界は無効化に加えて攻撃を跳ね返す能力を備え、奈落の意思で白童子も防御している他、異世界に行った奈落の帰り道としても機能する。植物妖怪・溶命樹の触手はこの結界を溶かす事ができるが、溶命樹も奈落が吸収した事で、殺生丸以外にこの結界を破れる妖怪は皆無となった。
融合（ゆうごう）
他の妖怪を吸収し、自分の肉体の一部にする奈落最大の技。鉄鶏（阿毘姫の母）や溶命樹、魍魎丸（&赤子）などの強敵妖怪は雑魚妖怪同様、この力に敗れ去った。相手は完全な妖怪ではなくては駄目で人間や半妖を吸収すると自分を弱めることになる。鬼の首などは奈落が白霊山に身を隠した際、吸収される心配が無くなったため表に出てきた。また、魍魎丸は人間の御霊丸の死体を吸収しているが、こちらは魍魎丸の侵食によって肉体が完全に妖怪化しているため、融合の除外対象ではない。
竜の尾（りゅうのお）
新生後の物理攻撃手段。背中から生えている3本の竜の尾を伸ばし、ギザギザに並んだ牙がある口を先端から展開して敵を襲う。瘴気を吐き出す事も可能でダメージを負った場合も同様。実際は奈落の触手を飾りとして竜の尾に似せただけに過ぎない。魍魎丸を吸収した後は更なる物理攻撃を手に入れた事もあって背中から消えた。
金剛槍破（こんごうそうは）
金剛石（ダイヤモンド）の礫を発射する技。犬夜叉の物とは違い瘴気を纏っており融解作用を持つ。魍魎丸の吸収後に使用できるようになった。巨大な金剛石の触手としても使用し、胸部の目玉からも瘴気を纏った礫を発射できる。この他にも神無の鏡の妖の破片を塗し、鉄砕牙の妖力を写し取った天生牙から瘴気の金剛槍破を遠隔操作で放った事もあった。瘴気を纏った金剛槍破は瘴気の槍とも称される。
冥王獣の鎧甲（めいおうじゅうのがいこう）
数多ある妖怪の中で最も優れた硬度を持つ亀妖怪・冥王獣の甲羅。魍魎丸の吸収後に奈落の物となった。新生奈落の姿になった際は首回りにこの鎧甲が現れる。設定上では魍魎丸が使用していた雷冥砲も放てるが、未使用に終わった。鎧甲の硬度は奈落の意思でコントロールされていて、あらゆる攻撃を防御できるが、珊瑚の邪気砕きの飛来骨に油断した際は身体を砕かれ、自慢の再生能力を阻害されてしまった事もあった。劇中では鉄砕牙の他、体内に隠した四魂の玉を守るために飛来骨の攻撃を防御。巨大蜘蛛内部での最終決戦では全身が鎧甲で覆われた奈落の人形が登場。こちらは個体によっては金剛槍破を粉砕するほどの硬度を持つなど持ち主である冥王獣や魍魎丸を凌ぐ防御力を有する。
蜘蛛の糸（くものいと）
「人間の負の心」を取り戻した時に使える技。触れた人間の意識を奪い、気絶させることができる。普段は見えず、霊力を持った桔梗やかごめにしか確認できない。集合すると可視化され、多数の人間などの重いものも運ぶことができる。桔梗やかごめ、犬夜叉を襲いそれぞれの辛い過去を見せ憑りつき心身に悪影響を及ぼす。桔梗は以前受けた瘴気の傷が広がり致命傷になった。かごめは梓山の精霊の試練で自らの死を望む桔梗の幻影になった蜘蛛の糸を打ち破った。
瘴気の弾（しょうきのたま）
巨大蜘蛛内部の最終形態（上半身のみ残り完全に硬質化した肉体で妖怪化した姿）のみ使用。超速かつ不規則な動きの高濃度の瘴気を自在に操る。四魂の玉と一体化している事もあってか、毒素は曲霊の悪霊の毒にも匹敵し、毒を無効化する殺生丸にも手傷を負わせた。

第一妖怪・神無（かんな）
声 - ゆかな
奈落が生み出した「無」の分身。0歳。人間換算年齢10歳。一人称は「私」。
見た目は幼い少女で、頭には白い椿の花飾りをつけ、白装束を纏っている。常に鏡を携えており、この鏡は魂を吸い取り、吸い込んだ対象を操ることができる。さらに、鏡を介して攻撃を跳ね返すことも可能で、吸い取った魂は自在に出し入れできる。ただし容量には限界があり、超えると鏡は破損する。鏡を通してあらゆる場所を見通す能力も持つとされるが、その範囲は不明である。アニメでは、この鏡は「死鏡（しかがみ）」と呼称されている。
「無」を体現するかのように妖気や匂いを持たず、隠密行動に長ける。性格もまた感情に乏しく、恐れや痛み、悲しみすら理解しないと評される。一方で、自分の側を吹き抜けた風に亡き神楽を思い浮かべたり、アニメでは神楽が亡くなった花畑を訪れて扇子を拾い、それを湖に水葬するなど、最も長く共にあった妹の死を悼む場面も描かれている。
他の分身に比べ奈落との距離が近く、その行動や目的を把握しており、常に従順であった。
最期は奈落の命令により犬夜叉と対峙したが、犬夜叉は彼女に致命傷を与えることを避けた。しかし奈落によって心臓を潰され、自爆させられる形で消滅する。死の間際、かごめに「光が奈落を殺す」と告げ、穢れた四魂の玉の中にある一点の光を見せて消えていった。奈落の分身でありながら、神楽と同様にその境遇から犬夜叉たちに憐憫の情を向けられた存在でもあった。
作者の高橋留美子は、自身のSNSにて「神無は“無”だから自ら企むことはなく、奈落の言葉に従う存在だった」と語っている。また、神無が神楽より“姉”とされているのは、幼い少女が姉という構図の方が印象的で不気味さが増すためであり、「小さい子って怖いなと思って」と、その造形意図を明かしている。
鏡の妖
神無が死鏡を解放することで発生する巨大武者のような妖怪。見た物をそっくりそのまま写し取り、相手の力を奪い取ることができる。鉄砕牙をコピーした。体の中央にある斬撃を発生させる空洞は神無があらゆる位置に発生させる「鏡の影」とつながっており、神無と連携することで敵を逃がさずに斬撃を与え続けることができる。妖の受けた傷は全て使い手の神無が負う。アニメでは神無のために花を摘むなど神無と独立した意識を持つ描写がなされた。後に鏡の妖の破片が奈落に回収されていて、夢幻の白夜を通じて殺生丸に渡される。破片の状態でも鏡の妖の力で、かつて鉄砕牙とひとつであった天生牙に破片の粉を塗した際には、鉄砕牙としての力を奪い取る形で取り戻させた他、鏡の妖同様、鉄砕牙の能力を奪った。

第二妖怪・神楽（かぐら）
声 - 大神いずみ
奈落が生み出した「風」の分身。0歳。人間換算年齢17歳。一人称は「あたし」。
見た目は勝気な美人。髪型は唐輪髷を思わせる形で高く結い上げており、原作においては一貫して紅色を基調とした着物を身に着けている。作中では衣装が損傷するたびに新調される描写があり、他の登場人物に比べ衣装の変化が多いキャラクターである。蓮っ葉な口調で話し、風を操る妖怪としての力を有しており、常に扇子を携えている。
空気中に風の刃を生み出す「風刃の舞（ふうじんのまい）」・竜巻で突き刺す「竜蛇の舞（りゅうじゃのまい）」・死体を操る「屍舞（しかばねまい）」などの技を使う。また、髪飾りの羽根を巨大化させ、風に乗せることで空を飛ぶことも可能である。
自らを風と称し、風のように自由に生きることを望むが、奈落に心臓を握られているため、命令に従うことを余儀なくされる。心臓を奪われてなお生きながらえるその身体は、通常の妖怪なら致命傷となる胸部への攻撃を受けても死に至らず、やがて再生するという特異な力を示す。
当初は犬夜叉一行と敵対していたが、戦闘で深手を負いながらもなお行動する姿を目にした犬夜叉たちは、奈落に心臓を握られている彼女の境遇を知ることとなる。その後は、神楽の安否や動向を気にかける場面が描かれるようになった。
奈落からの解放を望む神楽は、奈落に対抗できる存在として殺生丸に関心を寄せる。当初は四魂のかけらを使った取引を持ちかけるが断られるものの、奈落を追い詰める殺生丸の実力を目の当たりにし、彼こそが奈落を討ち倒せると確信するようになる。その後は、折に触れて奈落の動向を伝えるようになった。
はじめは神楽の言葉に疑念を抱いていた殺生丸だったが、のちに彼女の示した手掛かりを確かめる動きを見せ、その言葉に虚偽がないことが明らかになる。やがて、神楽の裏切りが露見しかけた際には彼女を庇い、その信頼に応えている。
その後、奈落に背く白童子らから協力を強いられ、琥珀の四魂のかけらを奪うよう命じられる。しかし、奈落に抗おうとする琥珀の意思を尊重し、白童子との戦闘のさなか彼を逃がす行動をとった。
白童子との死闘の末、奈落と対峙した神楽は心臓を取り戻すが、直後に攻撃と同時に体内へ瘴気を注ぎ込まれ致命傷を負う。心臓を取り戻したことで再生能力を失った彼女は、自由を目前にして絶望する。
危機を察して駆けつけた殺生丸は天生牙で彼女を救おうとしたが、瘴気に蝕まれゆく体には刃が届かなかった。最期は殺生丸と犬夜叉たちに看取られ、風となって消えていった。殺生丸が天生牙で救おうとした数少ない存在の一人であり、彼女の死は後に彼が会得する冥道残月破を生み出す契機となっている。
作者の高橋留美子は、奈落が死んだ場合、神楽に心臓が戻るかは不明であったが、それでも彼女は一生懸命生き抜くことができたという。
また、自身のSNSにて神楽に愛着を抱いており、「『あたしは風だ。いつか自由になってやる。』と書いた時に死亡を予感した」と述べ、最期の場面では涙を流したことを明かしている。当初は孤独に死を迎える予定であったが、みんなに見送られる形に変更したことも語っている。
最猛勝（さいみょうしょう）
奈落がいる場所に現れる、無数の地獄の毒虫。スズメバチに似た姿をしている。奈落の瘴気から作り上げた奈落の眷属で、毒は奈落の瘴気が素になっている。球体の巣穴があれば、奈落以外でも使用でき、殺生丸も使用した。主に弥勒の風穴を封じるのに使われる他、スパイ、物品運搬など、奈落の手先となり働く。劇中では七人隊にも使役され、蛮骨に蛇骨が煉骨に殺害された事を伝えた他、奈落の命令で用済みとなった白童子を裏切った事もあった。
第三妖怪・悟心鬼（ごしんき）
声 - 佐藤正治
奈落が放った心を悟る「鬼」の分身。一人称は「俺」。0歳。
神楽の事を本人の前では姉上と呼んでいるが陰では呼び捨てにしており、内心では2人の姉を自分が生まれるまでの前座に過ぎなかったとして見下している。人の心を読む能力があるため相手の行動を予見し先回りして戦うことができる。悟心鬼の読心は相手が今考えている事柄を読み取る能力であり、赤子と白童子と違い心の深淵を覗く力はないが、相手を見るだけで心が読める部分では勝っている。鉄砕牙を噛み砕き、犬夜叉を追い詰めたが、犬夜叉が妖怪に変化（へんげ）し、引き裂かれてしまった。なお、首を飛ばされた悟心鬼の牙は天生牙で甦った後、殺生丸の依頼により、灰刃坊が「闘鬼神」という刀に仕立てた。
第四妖怪・影郎丸（かげろうまる）/第五妖怪・獣郎丸（じゅうろうまる）
声 - 共に山崎たくみ
奈落が生み出した双子兄弟の分身。二体とも同じ顔をしている。共に0歳。
弟の獣郎丸は「獣」のように言葉もしゃべらず闘争本能しかない。奈落の壷の中で生まれた途端に奈落の首をはね落とす凶暴な性格。（この場面はアニメでは省略された。）獣郎丸は同じ壺から生まれた兄の影郎丸の言うことしか聞かない。
弟の獣郎丸を「影」で操っているのが小さく、カマキリのような腕と回虫のような体をした兄の影郎丸。普段は獣郎丸の体内に隠れている。
獣郎丸は一切しゃべらないが、影郎丸はそれを補うが如くよくしゃべる。一人称は「俺」。
双方共に鋼牙を上回る戦闘速度を誇り、地中に潜って奇襲をかけることもできる。犬夜叉と鋼牙の共闘によりまとめて倒される。
巨大死魂虫（きょだいしにだまちゅう）
奈落が桔梗を始末するために送りつけた妖怪。死魂虫の巨大な個体。桔梗の死魂を奪って消そうとするが、駆けつけてきた犬夜叉に倒された。
名無しの分身妖怪（ななしのぶんしんようかい）
ゾンビか包帯のないミイラかのような外見の分身。巨大死魂虫から生き延びた桔梗が奈落の城・人見城に乗り込んできた際に奈落が壺から差し向けたが、鬼蜘蛛の洞窟の土で防御したため一瞬で砕け散った。当該場面は原作のみでアニメで描写していないため、アニメでは未登場である。
無双（むそう）
声 - 家中宏
奈落が、桔梗を慕う鬼蜘蛛の心を捨てようとして切り捨てた肉塊が人間＝大火傷を負う前の鬼蜘蛛の外見となった半妖。他の分身とは格の違う特別な存在であり、鬼蜘蛛の心が不完全な形で出された姿で別名「顔のない男」。当初は顔が無く、自身を倒そうとした「無双」という僧侶（声 - 杉田智和）から顔の皮と名前を奪った。背中には他の分身同様、蜘蛛の傷があるが、アニメでは後に鬼蜘蛛にも蜘蛛の傷があった事が判明するため特別な証である他、無双の心臓でもある。身体そのものは妖怪だが、人間である鬼蜘蛛の心も持つため、奈落の分身の中では唯一の半妖。顔がないのは鬼蜘蛛としての記憶がないと同時に大火傷で顔が爛れてなくなっていた名残であり、記憶を取り戻した際は、桔梗を傷つけたのは自分の本意ではなく、やがて鬼蜘蛛としての意識も閉じ込められる形で奈落に支配されたと語った。鬼蜘蛛自身は桔梗を連れ去り四魂の玉を手に入れるだけのつもりだった模様。鬼蜘蛛としての記憶も、奈落の分身としての自覚も無かったが、鬼蜘蛛が寝ていた洞窟に行った事とかごめの姿を見た事をきっかけに記憶を取り戻す。意識は鬼蜘蛛そのものであるため、性格は略奪・殺戮を好む残虐なもの。鬼蜘蛛同様、桔梗に固執する他、犬夜叉にも憎しみを向ける。肉体はダメージを受けると作り物が壊れたような傷口が見える他、奈落の命で監視していた最猛勝が傷を再生させた事で毒性を持ち、弥勒の風穴を封じた。奈落同様、手足を変化させる触手攻撃が主な攻撃手段。粉々に粉砕されても心臓を中心に再び一つに結集して再生し、また体の一部を変形させて武器にする能力を持つ。変化後のモチーフは蠍で、劇中では手足を獣のような形状に変えながら頭部と背中、胸部を除いた全身を硬質化させた上でトゲを生やしながら触手攻撃、蠍のように伸ばした触手の先を手に変えるなどの変幻自在の物理攻撃を展開した。鉄砕牙と風の傷を何度も喰らっても並外れた再生能力で無効化。爆流破も相手の妖気を使うため、肉弾戦だけの無双には無意味で犬夜叉を苦戦させた。自分を“つなぎ”として利用していた奈落を憎み、アニメでは桔梗を殺した事でも更に奈落を憎み、奈落と対峙した時攻撃を仕掛けた。奈落の体はまだつなぎとしての鬼蜘蛛を必要としていたため、再び奈落に取り込まれた。劇中では人間だった頃の名である鬼蜘蛛、僧侶から奪った名である無双の両方で呼ばれている。
その後は奈落が白霊山で新生奈落に変化すると同時に桔梗を慕う心を無数の顔のない小さな人型の肉塊として排出する事で、無双（鬼蜘蛛）の人格も奈落の中から消え、無数の肉塊の完成形にして奈落の心臓である赤子、顔は蔭刀の奈落でありながら無双と同じ声を持つ人間の負の心を生み出すに至った。なお、無双の心臓は奈落の心臓である赤子と同一なのかは最後まで不明。
白心上人（はくしんしょうにん）
声 - 松岡文雄
100年以上前に即身仏となった高僧。生前から大変な法力を持っていたとされ、白霊山に「お清め所」を開き、迷える人々を救い続けてきた。死後も聖島に祀られ、生き仏として人々を救い続けてきたが、入滅の直前に人間本来の死の恐怖に襲われ、「聖人などではなかった」と自己嫌悪に陥り、彼自身は成仏することができなかった。その悲しみを奈落は「人々への怨み」にすり替え白心を説得。奈落に救われたと感じた白心は奈落に協力し白霊山に聖なる結界を施す。
その法力は桔梗の霊力さえもはるかに凌いでおり、桔梗も彼に対しては若輩として接している。邪な力を持つ者に対して絶対的な攻撃力と防御力を誇る。彼が発生させる聖なる結界の力は、殺生丸や桔梗に近づくことすら許さず、奈落すら一瞬で滅ぼすと評される。また、即身仏である本人の身体は動かないものの、周囲に張った結界ごと自由に移動ができる。聖なる結界の強度は、白心本人が解除するまで誰も破れなかったほど強靭であり、限りなく無敵に近い人物である。
聖島で犬夜叉達を仕留める計画に携わるが、蛮骨の腕を信用していなかった白心は法力を用い聖島に聖なる結界を施し鉄砕牙の変化を解くなど数々の補佐を行う。しかし蛮骨がかごめの矢によって腕を失うと、蛮骨を白霊山まで瞬間移動させて救出した。
その後、白霊山へ侵入してきた弥勒の風穴に耐え、白霊山の麓で結界を張り続けたが、自分と同じく生前迷うことを許されなかった死者（死人）である桔梗と魂を触れ合うことで成仏し、白霊山の結界を解いた。
原作では奈落が吸収する事になる結界を溶かす触手を持つ溶命樹、同じく奈落に吸収される魍魎丸が自身の鎧とするために狙った最強の鎧甲を持つ冥王獣を封印した高僧はこの白心上人であると作者がコメントしている。
アニメでは蛮骨に50年の眠りから目覚めた犬夜叉、自信を成仏させた死人の桔梗と共に欲があるから余計に生きている死損ないの上人と唾棄されており、蛮骨自身は桔梗よりも白心上人が聖人ではなく、常人と変わらない心を持つ人間である事をいち早く見抜いていた。また、邪悪な亡霊である七人隊の魂は誰一人として白霊山の結界で浄化されていないなど、どんなに強い法力を持とうと救えない者達も存在するという皮肉になっている。
第六妖怪・赤子（あかご）
声 - 小林愛
奈落が白霊山で生み出した「人」の分身。一人称は「儂」。0歳。
白霊山に蠢く無数の実験体（赤子型の肉塊）の完成形。弥勒曰く薄気味悪いほど色白で赤子の姿でありながら、分身の中では最も格が高く、自身の片割れである白童子すら手駒として操る。他の分身や妖怪達の指揮権を有し、奈落と同等の立場にある「奈落の落とし子」。
その魂の本質は謎に満ちた不明な点が多く、奈落や鬼蜘蛛（無双）とは性格や行動が大きく異なる。魂の本質は最終的に明かされなかった。
桔梗を慕う人間（鬼蜘蛛）の心を除くあらゆる資質を奈落から受け継いでいる。触れた相手の心を読み取る能力により奈落以上に人間の心を利用した謀略に長け、性格も奈落を越えて冷酷非情。桔梗を慕う心を持たず、犬夜叉曰く「奈落の性格がますます捻じ曲がった心の化け物」とのことである。新生奈落の結界に並ぶ力を持つ。
なお、桔梗を慕う心の方は失敗作である無数の赤子型の肉塊に持っていかせている。
最初は一体だったが神楽と共に神官・僧侶を襲っている最中、和尚（アニメでの名前は妖怪封じの名手・神泉和尚）の法力を受けて真っ二つにされ、その際に二体に分裂。その内の一体の片割れは成長して子供の姿をした白童子となった。分裂後の赤子は、白童子や分裂前の赤子に比べて極端に無口でほとんど喋らない。白童子が消滅した後は魍魎丸の本体としてよく喋る。
正体は「奈落の弱点である心臓」。
いつしか心臓を持つ自身こそ本物の奈落だと考え始め、白童子と共に奈落の抹殺を画策するも赤子自身は戦闘能力を持たないため、白童子に「鎧」となる魍魎丸を作らせて魍魎丸の強大化により奈落抹殺を図る。しかし、奈落によれば赤子が裏切ることは目に見えていたらしく、だからこそ動くこともままならない赤子の姿で心臓を外に出し、赤子に強力な鎧を作らせてから再び吸収しようとしていた。強大な力を得た魍魎丸を使い、犬夜叉や殺生丸、鋼牙らと戦い2つの四魂のかけらを奪取するが、犬夜叉一行が見守る中、溶命樹を吸収した奈落と死闘を繰り広げ窮地に陥る。最後には自ら犬夜叉の前に進み出て奈落を道連れにする覚悟を見せるが、金剛槍破を操る奈落に阻止され、遂に吸収される。
犬夜叉一行、桔梗、鋼牙などに奈落の心臓である事を知られた際には長らく弱点として狙われ続けたが、持ち主である奈落が再び吸収した事でその意味を無くした。
技一覧
読心術（どくしんじゅつ）
赤子の最強の技。人間の心を読み、憎悪や嫉妬心などで心の闇を取り込む。この技で四魂の欠片を見つける事ができる目を持つかごめを取り込もうとしたが、かごめの強大な魂と心の強さによって阻まれた。完結編では自身が操る魍魎丸で捕えた琥珀にこの技を使う。
結界（けっかい）
新生奈落と同じ結界で敵の攻撃を反射する。こちらは白童子と違い奈落の任意で張っているわけではなく、赤子自らの結界。強力な結界だが、溶命樹の触手には効かず、この結界を破るために奈落は溶命樹を復活させて取り込んだ。

白童子（はくどうし）
声 - 小林愛
奈落が白霊山で生み出した第六妖怪の片割れ。一人称は「儂」。0歳。片割れである赤子と共に「儂らこそ本物の奈落」と称し、自身が赤子の手駒である事にも一切の疑問を抱かない。
心臓を持つ左の片割れが赤子の姿のままだったのに対し、右の片割れは10代前後の子供の姿となった。肉体を斬られても再生する。赤子と同様の人格。白童子の結界は奈落の結界とつながっており、双方のいる場所へ瞬間移動が可能になっている。奈落はこの方法で犬夜叉の父の墓から脱出した。
アニメにおいては煉獄鬼から奪った薙刀を武器とし、妖馬・炎蹄に乗る。奈落と違い自身の手を汚すことも率先してする。赤子同様に奈落以上に冷酷な性格で、姉にあたる神楽や神無をも見下している。魍魎丸を作り出して奈落を裏切り取って代わろうとしたが、奈落に勘付かれており、最猛勝の護衛と結界を解かれて最期は弥勒の風穴に吸い込まれて消滅した。最後の瞬間まで自身は本物の奈落であると言って憚らなかったが、魍魎丸を使った白童子と赤子の裏切りも奈落にとっては想定内であり、その赤子も魍魎丸も奈落に吸収され、白童子たちの計画は水泡に帰した。
技一覧
瘴気（しょうき）
奈落と同じ技。
結界（けっかい）
新生奈落と同じ結界で敵の攻撃を反射する。奈落が異世界に行った際には帰り道としても機能する。白童子の意思で張っているかに見えるが、実は奈落の任意で結界を解除する事も可能。このため、結界と最猛勝の守りがなければ、驚異的な再生能力を持つ白童子といえど弥勒の風穴には無力になってしまい、この弱点を利用する事で奈落は弥勒に白童子を吸わせるよう仕向けた。
炎蹄（えんてい）
白童子と神楽が殺した和尚に封印されていた妖馬で、封印を解いた礼として、白童子に乗馬として付き従う。元は人食い鬼・煉獄鬼（アニメでの名称）の乗馬だった。高速で空を飛ぶことができ、口から強力な炎を吐く。最期は原作では聖様（桔梗の操る傀儡）の破魔の矢で白童子の結界を破られた後、犬夜叉の風の傷で倒された。アニメでは犬夜叉と雲母の連携により洞窟に誘い込まれた後で犬夜叉の爆流破に討ち倒された。
魍魎丸（もうりょうまる）
声 - てらそままさき
白童子が、妖怪を寄せ集めて作った数々の試作品を経て、新たに作られた人間型の体に妖怪・魄喰いから取り出した人間の魄（ハク）を入れて生み出した合成妖怪。魂魄のうち、肉体を動かす力である魄を動力源にしている。人間の魄が馴染むため、人型でフランケンシュタインのようなツギハギ傷が特徴で赤子（奈落の心臓）の「鎧」として作られた。奈落には自身の心臓を守る「城」とも称される。自分に直接攻撃した相手を取り込んでしまう力がある。後に冥王獣の鎧甲と金剛槍破を取り込み、殺生丸の闘鬼神を折り、犬夜叉の鉄砕牙を圧倒する。その瘴気と妖力は奈落にも並ぶほどで、魍魎丸と奈落が向かい合うだけで山一つが消滅するなど影響力も凄まじい。赤子が隠し持っていた奈落の心臓も受け継ぎ、奈落に最後の戦いを仕掛け、奈落を吸収して喰いつくしたかに見えたが、逆に吸収されていて最終的には奈落に内側から取り込まれてしまう。赤子と白童子と共に、心臓のない奈落は抜け殻も同然と見下していたが、心臓である赤子共々奈落に吸収された際には蛹から脱皮する成虫のごとく魍魎丸の顔を破って奈落の顔が出てくるなど、自身が抜け殻になるという形で消滅した。
融合した御霊丸とは名前も顔も似ているが、人間の御霊丸は存在しているため、御霊丸に似せて白童子が作ったとされるが、両者の詳しい関係と説明はない。本体である赤子は「もう一人の奈落」とされているため、こちらは妖怪の死骸の集合体という奈落の肉体のポジションになる。
原作では殺生丸を追い詰めていたが、アニメでは蒼龍破で逆に追い詰められるという改変を受けることになる。
御霊丸から奪った声で喋り、自我があるかのように見えるが、実際は赤子の指示通りに動いているだけで、意識は赤子とは別個体である模様。
赤子が脱出しようとした際には見向きもせず、奈落による侵食にも苦痛の呻き声すら上げなかった事から魍魎丸の本質は単なる操り人形にすぎない。
御霊丸としての魂や意識、心はなく、融合しているのはあくまで御霊丸の肉体（死体）だけである。一部を除き、3種類の形態が存在する。
形態一覧
御霊丸の異形の右腕
御霊丸の右腕に取り憑いた形態で大小の赤い結晶が3個あり、上に2本、後ろに1本のトゲが生えている。御霊丸の法力でねじ伏せられて彼の意のままに動く武器として使役される。御霊丸の意思で展開すると触手をむき出しにして無数の光球と光の塊にした妖怪達で敵を蹴散らす。御霊丸の死体を取り込んだ魍魎丸も彼の姿でこの技が使える。妖怪の光の塊を利用して御霊壺を作り、配下の子供達に妖怪退治をさせていた他、触手は倒した妖怪の死骸を吸収できる。御霊丸の意思で動くとされているが、実は魍魎丸の侵食で御霊丸を無意識下で操り、配下の子供達が御霊壺で倒した妖怪達の死骸を供養と称して御霊丸の寺にある羅漢像の洞窟に回収させてはその邪気に惹かれた妖怪達を集めて魍魎丸を強化させるパーツに利用していた。御霊丸が白童子に殺されて埋葬された後は、魍魎丸として復活して赤子を持った神無と合流した。
第1形態
完全な人型でトゲの形状で背中に収納しているコウモリ妖怪の翼を展開して飛行が可能。神無に「魂」として赤子を与えられた後、描写はないが御霊丸と戦って彼の右腕を喰らい、法力でねじ伏せられるが御霊丸の肉体の融合に成功。行者である御霊丸の立場と寺、彼の配下である子供達を利用して退治した妖怪の死体を回収させて自身を強化していた。不妖壁を持った赤子を一時的に取り出して寺に隠した後は、御霊丸の意のままに動く武器として使役されていたが、時間稼ぎの盾としての用が済んだ御霊丸を白童子が殺害。これによって魂がなくなった御霊丸の肉体を取り込み、魍魎丸として復活。その後は御霊丸の墓から飛び出て赤子を持った神無を桔梗から守り、神無と合流すると再び赤子を入れられ、第2形態へと変貌した。無印アニメでは165話、166・167話に登場。EDでは赤子を持った神無と共に歩いている描写がある。
第2形態
白童子に殺された御霊丸の肉体と完全に融合した形態。アニメでは完結編1話・2話に登場。この形態から御霊丸の姿になる事も可能だが、犬夜叉達に正体を明かしてからは御霊丸の姿になる事はなかった。赤子に操られて喋るようになり、自我があるかのように振る舞う。こちらも飛行可能で右肩は御霊丸に取り付いてときの貝のような形状で指は両腕ともに3本。奈落同様、触手を伸ばし、口から瘴気を吐く。原作では最猛勝も吐いている。完結編では御霊丸の姿になりながら奈落に幽閉され、神楽に見張られていたが、奈落に反旗を翻そうとする白童子によって解放。第2形態になって鋼牙達を襲うが、桔梗の矢に阻まれて撤退。再び御霊丸の姿になった際は白童子と対峙する犬夜叉達を攻撃。魍魎丸としての正体を現しながらその場から逃げた琥珀を追いかけるも今度は犬夜叉の金剛槍破によって阻まれ、二度目の撤退を余儀なくされた。金剛槍破を取り込む策も兼ねて肉片で復活させた冥王獣を取り込んだ際は第3形態へと変貌した。
第3形態
冥王獣と鉄砕牙から放った金剛槍破を取り込んだ最終形態。右腕を除いた全身を最強の鎧甲とされる冥王獣の硬い甲羅で覆い、とくに赤子を収納している右肩は鱗上の甲羅で頑丈に防御している。鎧甲で覆われていない右腕は金剛槍破を取り込んだ後、巨大な金剛石の右腕となった。こちらも飛行可能で様々な妖怪を取り込みながら、触手と瘴気で犬夜叉達と戦うが、最後は奈落に内側から喰われてしまう。鎧甲と金剛槍破はそのまま奈落のものとなった。原作ではこの形態で追いつめた殺生丸の闘鬼神を折るが、アニメ完結編では神楽を侮辱した事に激怒した殺生丸に亀裂が入った闘鬼神から蒼龍破を喰らい、綻びとなってしまう。また、殺生丸には「自身の妖気は貴様のごとき小さき器に収まりきれるものか！」と酷評されており、奈落からは「儂のためだけによくぞこれほどまでに肥え太ってくれた」と皮肉げに評価されながら喰われてしまうなど、妖怪である前者からは小さな器、半妖である後者からは強くなるための餌でしかない事を断言されている。
技一覧
触手（しょくしゅ）
奈落同様の攻撃手段で全形態から伸縮自在の硬質化する触手を身体から放つ。第2形態で琥珀を捕えた際には読心術も使ったため、赤子のような小さい手にもなった。第3形態では右腕のみ巨大な金剛石の触手となった。また触手で捕えた妖怪を融合・吸収する事も兼ねる。
瘴気（しょうき）
奈落同様の基本技。赤子が入った第2形態で放つ。新生奈落に匹敵するほどの毒素を持ち、奈落が魍魎丸を取り込んだ際には奈落の瘴気をさらにパワーアップさせた。
吸収（きゅうしゅう）
奈落の融合に相当する魍魎丸の技。触手で捕えた妖怪や自身を攻撃する相手の妖力を文字通り吸収する。この力で冥王獣、殺生丸の攻撃、犬夜叉の金剛槍破を取り込めるが、魍魎丸の外側のみ有効で奈落はこの弱点を突いて内部から魍魎丸を逆に吸収してしまった。
読心術（どくしんじゅつ）
赤子の力。第2形態の技で捕えた相手の心を読む。この技を使うと触手も赤子の手の形状になる。琥珀を捕えた際に使用した。
冥王獣の鎧甲（めいおうじゅうのがいこう）
数多の妖怪の中で最も硬い甲羅を持つ亀妖怪・冥王獣の装甲。頭部と右腕を除いた第3形態の全身を覆い、弱点である赤子が入っている右肩は鱗状の甲羅で頑丈に防御している。犬夜叉の鉄砕牙の攻撃を無効化した他、殺生丸の闘鬼神を折ったが、完結編では激怒した殺生丸の蒼龍破を喰らって綻びが生じてしまう。綻びは後に金過と銀過を吸収した事で治すが、奈落が魍魎丸を吸収した事でこの鎧甲も奈落の物になってしまった。原作では魍魎丸の肉片で復活させた冥王獣を犬夜叉の金剛槍破の盾にした後、刺さった金剛石の礫ごと吸収して第3形態になるが、完結編では復活した冥王獣をすぐに吸収した事で金剛槍破を持たない第3形態となる。このため、完結編での犬夜叉達は冥王獣の存在を知らず、魍魎丸の鎧甲として認識しているが、後にかごめを人質に琥珀の欠片を奪おうとする奈落が持ち主である冥王獣の存在を犬夜叉達に説明している。鎧甲で覆われていない右腕は金剛石の触手になった事で防御力を持った他、鎧甲がない頭部は首の左右に1対ずつ生えた蜘蛛の足状の棘を巨大化させて顔を防御する。また鎧甲の硬度は鉄壁というわけではなく、五雷指と竜鱗の鉄砕牙の合体技を喰らった際は赤子がいる右肩を破壊されかけた。
雷冥砲（らいめいほう）
妖力を球体状の雷撃の塊として放つ冥王獣の技。第3形態で放つ。奈落もこの技を使用できるが、未使用に終わった。
金禍銀禍の炎と雷（きんかぎんかのほのおといかづち）
原作にはないアニメ版完結編オリジナルの技。魍魎丸と冥王獣の鎧甲を繋ぎ留める力の強化と殺生丸の蒼龍破と竜鱗の鉄砕牙の攻撃で生じた綻びを治すために吸収した双子妖怪・金禍銀禍の物で炎は金禍、雷は銀禍の技で金剛石の右腕からこの技を放つ。生まれた時から殺し合う宿命にある二人の強い絆の力は、彼らの血を浴びただけで鎧甲の綻びを瞬時に再生させてしまうほど強力でそれに目を付けた赤子と魍魎丸に狙われる。戦闘になった際は二人の同時攻撃を喰らい、鎧甲で防ぎきれないほどの炎と雷で一時的にピンチに陥るが、銀禍を捕縛する触手を緩めて拘束している金禍に止めを刺すよう仕向け、金禍を刺した銀禍を金剛石の右腕で刺殺。続けて抵抗する金禍を金剛槍破の礫で殺害。二人を吸収した後は鎧甲の強化と妖気を繋ぎ留める力を入手し、炎と雷で殺生丸、鋼牙を攻撃するが、殺生丸は冥道残月破で無効化、鋼牙に対しては自身の金剛槍破に炎と雷を纏わせて五雷指の攻撃を無効化するなどしたが、いずれも決定打に欠けていた。また白夜はさすがの奈落も金剛槍破、冥王獣の鎧甲、金禍銀禍の力を持つ魍魎丸には勝てないのではないかと推測していたが、内側から魍魎丸と赤子を吸収するという戦法で逆転勝利を収めた。設定上、雷冥砲と同じく奈落もこの技を使用できるが、未使用に終わった。
金剛槍破（こんごうそうは）
金剛石（ダイヤモンド）で出来た右腕から金剛石（ダイヤモンド）の礫を発射する第3形態の技。犬夜叉の技と同じだが瘴気をまとうタイプが存在し、巨大な金剛石（ダイヤモンド）の触手として敵を貫くこともある。原作では冥王獣を盾にして刺さった礫ごと吸収して使用できるようになるが、完結編の4話で魍魎丸と戦う鋼牙に加勢した犬夜叉が放った金剛槍破を右肩で受け止めて吸収、使用できるようになった。同じく完結編では金禍と銀禍も吸収して金剛石の右腕から炎と雷も放てるようになったが、最終的にこちらも奈落の物となり、宝仙鬼が奈落を倒すために犬夜叉に授けたこの技も結果的に魍魎丸を通じて奈落が常時使用できる必殺技になってしまった。

第七妖怪・夢幻の白夜（むげんのびゃくや）
声 - 真殿光昭
奈落が放った「幻」の分身。一人称は「俺」。0歳。
日本刀を背負った侍のような容姿。女性と見紛うほどの中性的な美貌の持ち主だが、れっきとした男性である。新生奈落になってから初めて作った分身妖怪。
「幻」を司る分身に相応しく、変幻自在かつ強力な幻術で犬夜叉たちを翻弄する。機転も利き、ただ幻を見せるだけでなく、幻という嘘に本物という真実を織り交ぜる事にも長け、劇中では幻の曲霊に曲霊の肉片の匂いを紛れさせて殺生丸を誘導、巨大蜘蛛内部では幻の奈落に人質に取った本物のりんを配置するなどした。奈落が新生後になってから生み出した分身のため、犬夜叉や殺生丸の奇襲をかわすほど身体能力が高く、身のこなしも軽い。
基本的に戦闘には参加せず、犬夜叉や殺生丸の動向を監視し、奈落に報告する「観察者」に徹している(本人曰く、自分の仕事は見る事だけ)。移動の際には、術で巨大化させた白い折り鶴を用いる。遠方の様子は、自身の眼球を変化させた一つ目蝙蝠を飛ばして窺う。
上記の折り鶴や、自身の身代わりを生み出す白い蓮、瘴気の毒蛇を召喚できる瓢箪など、奈落の分身の中では多彩な小道具と武器を用いる。奈落に引けを取らない幻術に加え、前述の道具を用いた多種多様な技を扱うほか、諜報や偵察、奈落の代わりに策を考案・実行するなど、その活動や能力は多岐にわたり、事実上の「奈落の腹心」と呼べる存在となっている。一時期、紅牛魔と行動を共にし、妖狼族のほとんどを惨殺した。
背中に差している刀には刀身が無いが、一度しか使えない切り札として妖力を写し取る複製能力がある。物語終盤で四魂の玉自身の願いを叶えるために奈落に指示され、冥道残月破の力を吸い取ったことで黒い刀身が発生した。
飄々とした性格で掴み所のない人物であり、敵対関係にある犬夜叉や殺生丸にも馴れ馴れしく接する。奈落に対しても例外ではなく、彼とは主従関係というよりも対等に近い関係を築いており、軽口も平然と叩く。完結編では、珊瑚の飛来骨に手ひどくやられた奈落をからかう場面もあった。からかわれた奈落の方も「うるさい、黙れ」と言う程度に留め、罰を与える様子すらなかったことから、彼に心臓を握られて従っていた神楽や神無とはまったく異なる待遇を受けていたことが示唆されている。
上記の通り、立ち振る舞いすべてが異彩を放ち、その行動原理は謎に包まれている。その姿勢は最期まで変化しなかった。これまでの分身たちとは異なって、奈落への嫌悪感や恐怖心は一切抱かず、分身たちの中で唯一最期まで彼に忠実だった。
その一方で、観察者の役割を通り越し「傍観者」然として振舞っている節があり、犬夜叉たちとの闘いや因縁も「他人事」として捉え、一切の関心を示さない。彼らとの闘いにも一貫して消極的であり、奈落に疑問を投げかける描写も見られた。
また、神楽や神無に見られた人間らしい感情も希薄であり、犬夜叉や殺生丸はおろか生みの親たる奈落の言動(「人の心」を持つが故の苦悩等)すら、自分には理解できないと述べる冷徹な一面もある。神無と鏡の妖の弱点を知りながら、彼女に同情して苦戦を強いられた犬夜叉には呆れを示し、「自身が敵ならば躊躇なく弱点を突く」と公言している。
奈落と共同体であり、彼が手傷を負うと、白夜も同じダメージを負う。そのため、白夜は奈落の分身(心臓である赤子は除く)の中で唯一固有の臭いを持たず、完全に奈落と同一の臭いを持つ。それ故、劇中で彼が起こした事件のほとんどが「奈落の仕業」だと犬夜叉たちに誤認されている。最終決戦ではその特性を生かし、犬夜叉に気付かれる事なく、かごめへの接近に成功した(周囲に充満した奈落の体内の臭いと完全に同化してしまう為)。
作中で白夜が犬夜叉一行や殺生丸の攻撃でダメージを負ったことは一度もなく、最終決戦で奈落本体にかごめの破魔の矢が当たった時と、殺生丸の爆砕牙で奈落の体内が斬られた時のみ負傷している。いずれも巨大蜘蛛内部で奈落が負傷し共同体の特性故に巻き添えで喰らった形であり、彼本人に落ち度はない。
最終決戦となった奈落の巨大蜘蛛内部では犬夜叉たちに幻を見せて翻弄した他、弥勒が風穴に吸い込まれる事を恐れる珊瑚を焦燥させ、幻の奈落と四魂の玉ごと本物のりんを飛来骨の巻き添えにするように仕向けた。完結編では幻の奈落を通じて、弥勒には「救いの法師・弥勒。救われたいのは己自身か？」と投げかけ、結果的に人質のりんに向けて飛来骨を投げてしまった珊瑚には「退治屋・珊瑚。退治されたのはお前自身だ」と、彼らの生業を皮肉った台詞で二人を追い詰めた。
最期は冥道残月破の妖力を複製した刀でかごめを斬りつけた直後、犬夜叉の斬る冥道残月破で倒された。その時でさえ「奈落の死と同時に滅びる身体だから未練はない」、「役目は果たした」旨の発言を残し、死の恐怖にも最期まで無頓着だった。
技一覧
幻術（げんじゅつ）
敵に幻を見せる術。作中では無数の折り鶴、殺生丸を誘き寄せるために霊体の曲霊、巨大蜘蛛内部ではりんの幻を見せて翻弄した。
蓮の身代わり（はすのみがわり）
所持している白い蓮を自身の姿に変えて敵の攻撃をかわしたり、注意を逸らす。
蓮の炎（はすのほのお）
所持している白い蓮から炎を出す技。いわゆる火炎放射で、結界に身を隠していた琥珀を守る胡蝶と飛鳥を倒す際に使用。
瓢箪（ひょうたん）
腰に下げている瓢箪。瘴気の毒蛇や空間転移を行う液体が入ってる。また曲霊の匂いがついた借り物の肉体の肉片を入れて、幻の曲霊と共に殺生丸を誘き出した。
瘴気の毒蛇（しょうきのどくへび）
所持している瓢箪から毒々しい紫色の無数の毒蛇を放つ。毒は奈落の瘴気で作中では琥珀の四魂のかけらを穢すために使用し、琥珀と邪見に噛みついた。
空間転移（くうかんてんい）
所持している瓢箪に入った液体で円を描き、円で囲った場所ごと月の幻と共に異空間に移動させる技。奈落の策略で犬夜叉と殺生丸を1対1で戦わせるために使用。また白い蓮を使って自身を転移させる場合もあり、こちらは巨大蜘蛛内部で使用。
一つ目蝙蝠（ひとつめこうもり）
片目から分離した眼球にコウモリのような翼を生やして飛行させる。遠距離や異空間にいる相手を監視できる他、片目の眼窩に奈落が触手を入れれば、奈落の視界にもその映像が共有される。白夜にとって触手を入れられる感触は不快らしく、内心では「気持ち悪い」と愚痴をこぼしていた。
妖力複製（ようりょくふくせい）
背中に刺している刀の技。刀身のない柄には妖力を複製、写し取る能力があるが、一度しか使えない。妖力を複製すると刀身のない柄を収める鞘と同じ太さと長さを持つ刀身が発生する。刀身の姿は写し取った妖力に準じ、一度しか使えない都合上、殺生丸と犬夜叉が苦労と努力を重ねて扱えるようになった冥道残月破を白夜はいとも容易く扱えてしまう。この能力で犬夜叉の冥道残月破をコピーした。
冥道残月破（めいどうざんげつは）
刀身がなく、一度しか使えない妖力を写し取る刀の技。巨大蜘蛛内部にて犬夜叉が放った冥道残月破の傷跡から妖力を写し取って鉄砕牙と同様に黒い刀身を発生させ、かごめを斬った。奈落がかけた四魂の玉自身の願によって発動が遅れ、白夜と奈落、玉が現世から消滅した瞬間にかごめを四魂の玉の空間に繋がる冥道に送った。
紅牛魔（べにぎゅうま）
声 - 西前忠久
角のない赤い牛鬼のような妖怪。欠片集めに本腰を入れた奈落の命を受け、白夜と共に妖狼族狩りを行った。肩に装着した武器を灰に与え、鋼牙の命を狙わせる。
並の妖怪を一蹴する強さだが、鋼牙の五雷爪によって瞬殺された。
巨大蛾（きょだいが）
紅牛魔と同じく白夜に使役された巨大な蛾妖怪。蛹形態で芯太を捕らえていたが、成虫後は妖気を撒き散らしながら鋼牙達を誘導して魍魎丸に喰われた。この蛾に捕らわれていた芯太も喰われそうになるが、その場に駆け付けた珊瑚と雲母によって助けられた。
人間の負の心（にんげんのふのこころ）
声 - 家中宏
白霊山で奈落が赤子の失敗作と共に切り捨てた人間の負の心。首だけの姿で蔭刀の顔の奈落と同じだが、髪が異様に長髪で鬼蜘蛛や初期の奈落と同じ声で喋る。小蜘蛛の姿になる事も可能。鬼蜘蛛の心でもあるらしく、邪な思い、浅ましき願い、薄汚い執着を持つ。四魂の玉に闇の力を与え、桔梗を殺すのにふさわしいと奈落が判断し、小蜘蛛の姿で再び奈落に取り戻された。
曲霊（まがつひ）
声 - 草尾毅
四魂の玉にこもった無数の妖怪達の邪念の化身。奈落の肉体の一部を使い発生した。作者曰く「作中の中では最も邪悪な妖怪」と評しているだけあって邪悪かつ陰湿で奈落以上に冷酷で、性格はまさしく極悪非道そのもの。完全な妖怪であり、半妖の奈落を見下している。
表情は常に狂気を帯びている。奈落同様、高い再生能力と伸縮自在の硬質化する触手などで物理的な攻撃を完全に無効化し、殺生丸を圧倒するほどの戦闘力を有する。「悪霊の毒」と呼ばれる奈落をも越えた毒素を持ち、その毒は殺生丸の毒の爪を溶かし、瘴気の痛みを感じなくなった弥勒すら苦しめる。なお、曲霊を倒しても四魂の玉の邪念は消えない。奈落の肉体の一部を使っているため、当初は夢幻の白夜、殺生丸、琥珀、犬夜叉、かごめからは奈落の分身と誤解された。霊体の曲霊は肉体の曲霊に憑依せず、遠隔操作で借り物の肉体を動かしているが、天生牙で本体の霊体を斬られるとそのダメージが借り物の肉体にも現れる。
異形の鎧を身に纏い、長い白髪と狂気の表情を持つ若い男性風の妖怪の肉体は奈落の肉体の一部で作った借り物の身体で本体は霊体のため、天生牙以外では傷一つつけることができない。霊体は妖怪・人間に対し、生死を問わず憑依することができる。完結編では借り物の肉体の曲霊、霊体の曲霊の声色はそれぞれ異なり不気味なものとなっている。
また新生奈落とは似て非なる異形の鎧は一部が左右非対称で、胸部の左側には四魂の玉のような球体の装飾がある。
「邪視」と呼ばれる霊力を持つ者を昏睡させる術を持つ。また、憑依せずとも四魂の欠片を取り巻く肉片を操れる。生まれながらにかごめの霊力を封印していた張本人であり、曲霊が滅びるとかごめの霊力の封印が解ける。
四魂の玉の完成のために琥珀を襲い、殺生丸や犬夜叉一行全員を相手になお圧倒したが、殺生丸に爆砕牙が発生し、撤退を余儀なくされる。その後、白夜を使って殺生丸を琥珀から遠ざけ、再び襲撃し、奈落の協力もあって遂に四魂の玉を完成させた。
玉の完成後の最終決戦では奈落と並ぶ最後の敵として犬夜叉一行と殺生丸の前に立ちはだかる。犬夜叉を操り、アクロバティックな動きで殺生丸を傷つけるが、最期は竜鱗の鉄砕牙と自我を取り戻した犬夜叉の妖穴に捕らえられ、殺生丸の天生牙で倒された。
名前と概念は初期から登場していた。曲霊は奈落に従属する立場ではなく、分身でもない。戦闘センスは奈落を上回るほどで、自らが最強であるという自負を持つ。さらに戦闘に長ける強者でありながら、更なる強さを求める妖怪特有の貪欲さと弱者を苦しめる嗜虐心を持ち合わせ、奈落ですら使わなかった残酷な手段をも用いる。また奈落は人間らしい情を理解しているのに対し、曲霊はそういう部分が一切ない。作者いわく「絶対悪」「目的が何か不明なもの」。
アニメでは一人称が「儂」から「我」に変更されている。
技一覧
憑依（ひょうい）
霊体を人間・妖怪・半妖に生死を問わずに取り憑き自身の借り物の肉体として操作する。奈落の肉体の一部を使って異形の鎧を纏う白髪の男性の姿で実体化させた際は本体である霊体を借り物の肉体から遠ざけて遠隔操作で操った。爆砕牙で借り物の肉体が破壊された後は、奈落と白夜の策として琥珀に憑依。弥勒と珊瑚に対峙した際は琥珀の声でわざわざ喋ったり、弥勒の風穴に吸い込ませようとした他、穢れた欠片を通じて悪夢を見せていた。琥珀から脱出した後はりんに憑依して人質にするために奈落と白夜が潜んでいる洞窟に誘導し、そのまま四魂の玉の力で造った奈落の巨大蜘蛛の内部に閉じ込めた。その後はりんを見張っていたが、その場に四魂の玉の邪気で妖怪化した犬夜叉に憑依して殺生丸と戦った。
悪霊の毒（あくりょうのどく）
曲霊の最大の武器。毒素は殺生丸はおろか、新生奈落や白童子、魍魎丸の瘴気をも上回り、殺生丸にダメージを与えた他、薬老毒仙の薬で苦痛を感じなくなったはずの弥勒がこの毒を風穴で吸った際は苦痛を蘇らせた。この毒は借り物の肉体、霊体問わずに使用できる。また天生牙で再び霊体にダメージを与えられた際には、琥珀に憑依したときに風穴に吸わせた毒で傷を癒し、弥勒の体内から抜け出て、同じく毒気を浴びて気絶したりんに憑依するなど霊体の曲霊のバックアップも兼ねる。
触手（しょくしゅ）
借り物の肉体の技。奈落や無双、魍魎丸と同じ攻撃手段だが、作中最強レベルの白兵戦で殺生丸を圧倒した。触手からは悪霊の毒を放ち、ダメージを与える他、奈落が触れられない桔梗の浄化の光を持つ琥珀の欠片を一瞬で穢した。
邪気（じゃき）
四魂の玉の中の合体妖怪の禍々しい邪気。奈落の邪気をも上回り、霊力が封じられているかごめの破魔の矢と桔梗の浄化の力も一瞬で無力化してしまう。この邪気で無数の妖怪達を呼び寄せて操る事もできる。また悪霊の毒を生み出す素になっていて曲霊のバックアップも兼ね、この邪気を浴びた者には霊体の曲霊が憑依する。奈落の巨大蜘蛛内部では殺生丸の天生牙から逃れようと犬夜叉からかごめに憑依するために、この邪気をかごめに浴びせるが、竜鱗の鉄砕牙の力によって阻まれた。
邪視（じゃし）
霊力を持つ者を昏倒させる術。狂気の表情を持つ目からこの術を放つ。強大な霊力を持つかごめに対して使用し、本来、桔梗を上回るはずのかごめの霊力もこの術の応用で生まれながらに封じていた。
肉片操作（にくへんそうさ）
妖怪の集合体で構成された借り物の肉体を大小に分けて操る。この技で化け犬化した殺生丸を圧倒し、犬夜叉が冥道残月破を発動しようとした際は肉片を邪視で昏倒したかごめと七宝と珊瑚が乗った雲母、邪気で気絶した琥珀と弥勒とりんが乗った阿吽の周囲に撒き散らせ、発動を封じた。また殺生丸が天生牙で霊体を斬ろうとした際はこの世の物である奈落の肉片で防ぎ、3本の硬質化した肉片の触手で殺生丸を突き刺した挙句、殺生丸を奈落の肉片の塊に取り込もうとした。さらにこの肉片を取り除くために迂闊に鉄砕牙の必殺技が放てない犬夜叉を「自慢の刀で塊ごと吹き飛ばしたらどうだ？心配せずとも中の殺生丸は粉々になっても奈落の一部として復活する」という挑発で苛つかせながら触手で封じるが、最後は殺生丸から覚醒した爆砕牙によって肉片を破壊され、斬られた肉片のダメージが無傷の肉片まで行き届いた事で再生能力までもが無効化されてしまう。
鎌の触手（かまのしょくしゅ）
琥珀が愛用している鎖鎌を妖力で変形させた触手。元の鎖鎌に戻すことも可能。妖怪の骨でできているため、借り物の肉体や肉片操作と同様に自在に操れる。無数の鎌がある歪な形状の触手に巨大化させると、琥珀を逃がさんとする珊瑚を再び傷付けた他、追ってきた犬夜叉達を攻撃するために数本の巨大な鎌の触手にも変えた。この一件で琥珀は長らく使用していた鎖鎌を失うことになる。
悪夢（あくむ）
邪気で黒く穢れた四魂の欠片を通じて見せる悪夢。気絶させた琥珀にかつて奈落に操られて父と退治屋の仲間達と殺し、珊瑚を傷付けた悪夢を欠片の力で何度も繰り返し、体験させる残虐な精神攻撃。曲霊が邪悪かつ完全な妖怪であるが故に使った技だが、人の心を持つ半妖の奈落は意識がある状態の琥珀を操り、珊瑚を再び傷付けようとした事もあるため、人の心があるかないかの差で両者のやり方に大した違いはない。この術で血の涙を流すほど琥珀の心を徹底的に弄び、壊す寸前までじわじわ追い詰めるが、わずかに残っていた桔梗の光が抵抗しながら悪夢に苦しむ琥珀を導き、正気を取り戻させた。

## 七人隊
奈落が白霊山での変化の間、時間稼ぎとして蘇らせた東国出身の傭兵部隊。序列は個人の強さと比例しており、作者により強さの順番が設定されている。十数年前、「七人で百人分の働きをする」といわれるほどの圧倒的な戦力で各地の戦場を渡り歩いていたが、その強さと残虐さを恐れられ、結託した各地の大名たちの軍勢に追い詰められた末に白霊山の近くの寒村で捕らえられ斬首された過去を持つ。白霊山の麓につくられた七人塚に葬られた。奈落によって首（凶骨のみ額）に四魂のかけらを埋め込まれて復活、「犬夜叉たちを全員倒せば四魂のかけらを永久に与える」という条件をのみ犬夜叉一行や鋼牙らと戦う。全員が死人であり、作中では犬夜叉や奈落などの半妖とは異なる人間でも妖怪でもない「亡霊」と称された。全員が顔になんらかの模様を施しており、亡者であるため死人と墓土の匂いがするが、妖気は持たない。体内のかけらを全て抜き取られると骨に戻る。かけらを抜かれない限り死ぬことはないが、治癒能力には各々でかなり差がある。アニメでは彼らが活躍したのは15年前とされ、七人の生前が描かれている。こちらでは非道の限りを尽くした外道の集団とは思えない人間らしい笑顔も仲間内で見せていた。
蛮骨（ばんこつ）
声 - 草尾毅
七人隊（しちにんたい）の首領の少年。序列1位。享年17歳。一人称は「俺」。
かつて、大の男が3人がかりでようやく持ち上がる大鉾「蛮竜（ばんりゅう）」を片手で振るって殺戮をほしいままにした。七人隊最年少でありながらずば抜けた実力を持って6人の荒くれ者を統括する。仲間からは「大兄貴」と呼ばれる。髪型は長い三つ編みで額に十字の形の紋様を持つ。
残忍な性格だが、さっぱりした能天気な一面も持ち、仲間に対する想いは強い。しかし、煉骨を脅し四魂のかけらを独占するなど排他的な一面も併せ持ち、それらが重って煉骨の謀反を招いてしまう。また、煉骨が四魂のかけらを隠し持っていることに気づいたり、奈落の本意（最初から四魂のかけらを差し出す気がないこと）に薄々勘付いているなど、洞察力に長けた一面もある。アニメでは強くなければどうにもならない戦国の世を生きた人物として描かれている他、生前に出会った奈落に対して「生まれたときから妖力なんか持ってる奴らにはわかんねえだろうがな！」と言って斬りかかるなど、妖怪などの生まれながらの力ある者と強者に対する強い羨望と嫉妬心があり、性に合わない法力や神通力を持っていない自分が強くなる方法を模索し、強い人間や妖怪を倒しながら蛮竜に力を宿すことを思い付く。
かなりの重量がある蛮竜を軽々と扱う剛腕は、素手でも脅威的であり、人体に指を刺して煉骨の欠片を取り出すなどした他、白霊山では自慢の腕っ節で半妖の犬夜叉を打ち負かした。この怪力で蛮竜を振り回してヘリコプターのプロペラのように高速回転させる他、モンシロチョウを細かく斬り裂くほどの精密動作も可能（アニメ版）。
裏切りは決して許さず、かつて自分達の首を討った城の大名や侍大将に報復し、蛇骨を殺した煉骨を自らの手で殺害した。
犬夜叉とは計3回戦っており、常に互角の闘いとなるが最後の白霊山の決戦で懐に飛び込んだ犬夜叉の鉄砕牙で切り倒される。その後、新生形態前の奈落に四魂のかけらを取られ死亡する。
アニメでは生前は煉骨とも仲が良く、彼が将軍になりたいなら手を貸すと発言していた。また、犬夜叉との最終決戦では生前に蛮竜にかけた願により、人と妖怪合わせて二千の恨みを蛮竜に宿し妖刀化させた。これにより妖気を用いた攻撃をすることができるようになったが、これが仇となり爆流破で蛮竜共々撃破される。
技一覧
蛮竜閃（ばんりゅうせん）
原作では名前はない。四魂のかけらの妖力により朱色の衝撃破を放ち風の傷を薙ぎ払うことができる。妖刀化してからは風の傷を越える威力にまで成長する。
竜雷閃（りゅうらいせん）
アニメオリジナル技。四魂のかけらの力で落雷を起こす。雷の軌道は制御できない。
熱風（ねっぷう）
煉骨のかけらを使用し風の傷を完全に相殺する熱風を放つ。

煉骨（れんこつ）
声 - 杉田智和
七人隊の副将兼参謀。序列2位。享年24歳。一人称は「俺」。
坊主頭で頭に布を巻いており、顔中に模様が施されている。登場してまもなく、顔の模様がわずかに変更された。仲間からの呼び名は「兄貴」。
策謀を得意とする知将。犬夜叉を舐めきり「風の傷」を受けた蛮骨に対し、煉骨は犬夜叉の鉄砕牙の危険性を察して銀骨に「化け刀を振らせるな」と適格な指示を行っており、本人もそれを意識した立ち回りをするなど優れた戦略で実力以上の戦果を上げる。
戦国時代を超越した技術を持っており、手甲に仕込んだ鋼の糸や油を用いた火炎攻撃、砲筒や爆雷筒といった自作の兵器を使って戦う。犬夜叉を除く一行を釘づけにするなど人間相手には滅法強い。構造は不明だが、指先からライターのように炎を噴出させることができる。初めて侍装束で登場した際には身の丈ほどの棒のような武器を手にしているが、使用される事はなかった。
単身で寺院を襲撃して拠点とし、銀骨に犬夜叉達を、蛇骨には鋼牙の殺害を命じる。両者共に標的を仕留め損ねるが、煉骨は犬夜叉から奈落に関する情報を得ると共にかごめから四魂のかけらを奪った。
四魂のかけらを蛮骨に脅し取られて二度目はないと釘を刺されるが、四魂のかけらの力が弱く鋼牙との戦いの傷が全く再生せず、痛みに耐えかねた煉骨は銀骨のかけらを蛮骨に無断で使用してしまう。少年である蛮骨が当目であることに反感を抱いていて二度目はないという蛮骨の言葉を真に受けた煉骨は蛮骨を凌ぐために四魂のかけらに執着する。
当初は鋼牙の四魂のかけらを狙ったが失敗し、最期には弟分の蛇骨から四魂のかけらを奪取し殺害、仲間殺しを許さない蛮骨によって自らも四魂のかけらを奪われ死亡する。
一方で、弟分である銀骨や睡骨を労わる面倒見のいい兄貴肌の一面もあり、特に銀骨に対しては自ら改造を行っており、かわいがっていた模様。
犬夜叉一行と戦った回数が最も多い七人隊であり、犬夜叉本人と直接戦った回数も4回と七人隊で一番多い。
アニメでは白霊山の麓で蛮骨と戦うシーンが追加。最猛勝から蛇骨の簪とかけらの奪取を知った蛮骨に一度は首のかけらを抜かれるも、再び渡されて怯えながら砲筒を連射。蛮竜を使わない素手の蛮骨に対して砲筒と火炎放射で攻撃するも、既に蛮骨に完全に恐れをなしていた為に全く通用せず、自分とどこが違うと罵りながら欠片を取られて骨に帰った（蛮骨はこれに「俺は仲間を裏切らない」と返している）。また、生前は謙虚な性格であり、将軍になりたいなら手を貸すという蛮骨の申し出を、大兄貴を差し置けないとして断っている。
技一覧
鋼の糸（はがねのいと）
手甲にしこんだワイヤーで敵の動きを封じる。可燃性の油が染みこんでおり着火して相手を火達磨にする。この油は煉骨が調合して作った特殊な物で火種がないにも関わらずに着火する仕組みになっている。
火炎放射（かえんほうしゃ）
瓢箪に入っている油を口に含んで着火し炎を吐く。相手が人間なら一瞬で焼死する。原作では鋼牙にもダメージを与えている技だが、アニメでは全くの無効。同じくアニメでは蛮竜を持たない蛮骨に対しても使用するが、まったく効かず、錯乱した煉骨は蛮骨を倒したと誤解。挙句、その瞬間に蛮骨が投げた蛇骨の簪で銀骨の欠片を奪われてしまう。
砲筒（ほうづつ）
大砲で敵を砲撃する。一つの砲筒に3発の弾を装填可能。アニメではガトリング式のものや火炎放射型がある。また蛮骨との戦いでは6発も弾を連射している。

銀骨（ぎんこつ）
声 - 江川央生
七人隊の一人。序列3位。一人称は「俺」。
戦いで傷付くごとに煉骨に改造され、全身に多数の武器を仕込んでいる半機械人となった。蛮骨以上に煉骨を尊敬しており、煉骨のすることは何でも正しいと思っていたとされる。自ら改造を手掛けた煉骨曰く「妖怪にはさぞかし嫌な相手」。
後に犬夜叉によってバラバラにされ、戦車のような姿に改造された。この時点では人間の体はほぼ頭部しか残っていない。改造されてからは「ギシギシ」としか言わなくなった。
白霊山麓の戦いで鋼牙の捨て身の攻撃を受け、破壊される。銀骨戦車の素材には「銀骨歯車」などの細かい名称がつけられている。また、戦車になる前の装備も原作とアニメで違っている。
銀骨の大砲は蛇骨が拾ってきた種子島銃を煉骨が改造したものという裏設定が奥義皆伝で明かされている。アニメでは蛇骨が種子島銃を煉骨に持ち帰っているシーンが追加されているが、15年前の時点で既に銀骨に大砲が搭載されているシーンも登場し、原作の設定とは矛盾している。
アニメでは煉骨との絆がさらに強調されている。また、鋼牙との戦いでは最終的に自爆し、さらにその爆発から煉骨を守る為に、自分の四魂の欠片を使用している。善行に使われたことがないとされる四魂の欠片が善行に使われた稀な例となった。
形態一覧
人型形態
度重なる戦闘で傷付き、その度に煉骨の改造を繰り返し受けた姿。凶骨の次に巨体を誇り、死人である事を生かして鉄砕牙の攻撃や風の傷を受けても致命傷にならないほどの身体を持つ。生身の部分は頭部の左側と首、ツギハギ傷がある右腕のみで、残りはすべて煉骨が発明した半機械の義体である。ありとあらゆる武器と装備を持ち、鋼の重装備とも称される。アニメでは肩の鎧の形状が原作と異なる。
銀骨戦車
風の傷を受けて頭部のみになった銀骨が煉骨の工房でさらなる強化改造を受けた戦車形態。前方にヤドカリの足のように自動で動く5本の鍬を持ち、左右には巨大な回転ノコギリが車輪として機能している。銀骨の意思で操縦され、蛮骨、蛇骨、煉骨、睡骨の4人が乗れる。銀骨砲の他、アニメでは最終砲撃形態を展開するための火器兵器が搭載してある。さらに銀骨の頭部がある人型部分は胸部から鋼の糸を射出する他、人型部分をロケットとして発射できる。
技一覧
銀骨砲（ぎんこつほう）
煉骨が種子島銃を改造して作った大砲。通常の砲撃タイプと上空で無数に分裂し地上を襲うタイプが存在する。戦車形態では二つ装備されている。
連装カッター（れんそう -）
人型形態の装備。背中に装備された5連装式の回転カッター。鋼の糸に繋がっているため若干のコントロールが可能。左胸のスイッチで操作する。
鋼の糸（はがねのいと）
煉骨の物と同じワイヤー。連装カッターを動かしながら張り巡らすタイプと両肩から展開する穂先付きのタイプが存在する。戦車形態では胸部から発射する。
長槍（ちょうそう）
人型形態の装備。劇中では戦いに使用されず、地面に突き刺し、陽の光に反射した刃を銀骨砲で生じた焼け焦げと火薬の匂いで混乱する犬夜叉を誘導する囮にした。
日本刀（にほんとう）
人型形態の装備。自身に飛び掛かってきた犬夜叉を斬ろうとするが、失敗に終わる。
鎖付きの斧（くさりつきのおの）
人型形態の装備。普段は腰に下げており、劇中では煉骨が潜む寺に行こうとする犬夜叉を捕縛した。
腕部アンカー（きょうぶ -）
人型形態の装備。打ち出すと同時に義手の左腕の先端が展開し、敵を掴む鎖付きのアンカークローとなる。大型の妖怪を捕獲する際などに使用する。
胸部ドリル（きょうぶ -）
人型形態の装備。奥の手として胸部を展開して回転ドリルを出現させる。
最終砲撃形態（さいしゅうほうげきけいたい）
アニメ版でのみの登場。戦車形態から変形する。正面部の脚部が180度回転し、そこから連装式の大砲が出現。本体左右からは一部のパーツが外れ、6連装のミサイルポッドらしい武装が展開。さらに後部には無数の火薬弾が出現と火力が大幅に強化される。

蛇骨（じゃこつ）
声 - 折笠愛
七人隊の一人。序列4位。享年20歳。一人称は「俺」。
女性用の着物を着ており、蝶柄の簪で髪をまとめ、目の下には蛇の毒牙を思わせる模様と紅を口に差している青年。蛇骨刀を自在に操る七人隊の切り込み隊長。俊敏だが、着物の下には薄い蛇皮の手甲と胸当てしか身に着けておらず軽装備。着物の片裾を帯で留め、常に片足を露出させている。
飄々とした性格。男好きの同性愛者で、女嫌いな一面がある。犬夜叉を気に入り、最初の対戦以後執着を向ける。
素直な性格で、子どものようにゴネることはあるものの、最終的には蛮骨と煉骨の命令を忠実にこなす。四魂の欠片にも全く執着がなく、蛮骨から「ちょっと変だけど信用できるのはお前だけ」と言われている。
考案段階では女性だった。中性的なデザインやキャラなのは女性だった頃の名残とされている。
若い色男と殺戮以外に興味は無い。しばしば無邪気な表情を見せるが、残虐性や加虐癖をも持つ。計算が苦手であり、凶骨と霧骨が倒されて七人隊の残り人数を計算して間違えて、煉骨に指摘されている。
七人隊では最初に犬夜叉一行と出会い、計4回戦っている。また、犬夜叉、殺生丸、鋼牙の3人と直接交戦している唯一の人物でもある。蛇骨自身は常に犬夜叉との戦闘を望んでいたが、煉骨の指示により機会を2度失っている。
最期は犬夜叉の風の傷を受け重症を負い、それを見ていた煉骨に四魂のかけらを取られて骨に還る。生への執着はなく、二度目の人生を楽しんだと納得して死んだ。
アニメ版では自分の欠片を取ろうとする煉骨に微笑みかけている。また、生前は七人隊結成以前から蛮骨と行動を共にしており、最も古い付き合いという設定も追加されている。

睡骨（すいこつ）
声 - 平田広明
七人隊の一人。序列5位。享年26歳。一人称は医者人格の時は「私」で、七人隊の殺人鬼人格の時は「俺」。
凄まじい体術と剛腕を誇る接近戦の達人。手甲鉤を用い、鎧以上の強度を持つ犬夜叉の火鼠の衣すら簡単に引き裂く。
善良な医者と残忍な殺人鬼の2つの心を持つ二重人格者。蘇った後は過去の記憶を持たない「医者」の睡骨として白霊山の麓の貧しい村に住み、身寄りのない子どもたちを養っていたが、蛇骨から子どもを庇おうとして負傷したことにより「殺人鬼」の人格が出現してしまう。「殺人鬼」の睡骨は髪が逆立ち、眉毛が消え羅刹と評される凶悪な顔つきになる。加えてこの顔つきには歌舞伎役者の隈取を思わせる緑色の模様が浮かび上がる。また、正反対の人格を併せ持つがゆえに「医者」人格は血を見ることを恐れ、「殺人鬼」人格は医者や僧などの善人を嫌っている。殺人鬼人格は医者人格の記憶を持っているが、医者人格は殺人鬼人格の記憶を持っていない。「殺人鬼」人格状態であっても、隙あらば「医者」人格が表に出てこようとしている。
殺生丸一行との戦闘の途中でりんや邪見とつり橋から川に転落して流された後、外見は「医者」人格だが心は「殺人鬼」人格という、特殊な状態になる。医者のフリをしてりんを連れ白霊山麓の村に戻り、村を出ることを要求した村人達を惨殺するも、「医者」人格の影響で村の子どもたちは殺せなかった。
最期は喉に突き立った桔梗の矢に浄化されて「医者」人格に戻り、死んだ記憶や他人格が殺人者であった記憶も戻り、桔梗に殺してくれるよう頼む。桔梗が四魂のかけらに手をかけようとした直前、蛇骨にかけらを取られ、桔梗に看取られながら骨に還った。四魂のかけらは蛇骨の手を経て蛮骨に渡った。
医者人格の時は華奢だが殺人鬼人格は筋骨隆々の肉体をしており、人格によって肉体も別人へと変貌する。
桔梗のことを医者人格は桔梗様と呼んでいる他、殺人鬼人格は記憶を介して「あの女」と認識している。
アニメでは、戦で逃げ遅れた子供を殺した侍を無我夢中で殺してしまったことで、自分を許せぬ思いに捉われ第二の人格が発現。その後、殺戮を繰り返す中で蛮骨と蛇骨に出会い、七人隊に勧誘されるという過去が追加されている。

霧骨（むこつ）
声 - 稲田徹
七人隊の一人で毒使い。序列6位。一人称は「俺」。
七人の中で最も小柄で白装束を着ている。強力な毒を使うため毒に身体が慣れており、唾液すら毒液として武器になる。醜悪な容貌のために女にモテぬと思い込んでおり、かごめをさらって自分の物にしようとした。彼の毒の強さは蛇骨も認めるところで、かごめ・弥勒・珊瑚・七宝・雲母を苦しめるが、殺生丸には効かず、あっけなく斬り捨てられる。
四魂のかけらは最猛勝に回収されたのち、蛮骨の手に渡った。
蛇骨とは逆で女性をいたぶって殺すという凄まじい趣味を持つ。

凶骨（きょうこつ）
声 - 郷里大輔
七人隊の一人。序列7位。一人称は「俺様」。
小山ほどもある人間離れした巨体の持ち主。妖怪をも食らうその姿から「大鬼」と呼ばれたが、本人は人間と主張している。
その巨体を武器にして力任せに戦う。巨体を維持することが思考の大半を占めており、頭はほとんど使わない。
鋼牙の四魂のかけらを奪おうとするが、弱点である四魂のかけらを埋め込まれた場所を、自ら教えたことで、鋼牙に四魂のかけらを抜き取られ、返り討ちに遭う。力だけは強いが技は達者でなく、蛇骨曰く「（七人隊の中で）一番弱かった」らしい。
再生力が他の七人隊に比べかなり強く、腕が切られたり首が180度捻じ曲げられてもすぐに完治する。また、七人隊の中で唯一、犬夜叉一行と直接会っていない。
四魂のかけらは最猛勝に回収されたのち、蛮骨の手に渡った。
原作では武器を使用していなかったが、アニメでは鎖付きの巨大な鉄球を使用した。また、生前は今ほど巨大ではなく数メートルほどの身長だった。

## 現代の人々

### 日暮家
日暮草太（ひぐらし そうた）
声 - 中川亜紀子 / 榎木淳弥（『半妖の夜叉姫』）
かごめより6歳下（9歳→13歳）の弟。一人称は「僕」。小学3年生→中学生。度胸がなく、暗いところを怖がり、お化けや妖怪の類は大の苦手で腰を抜かしてしまう。犬夜叉のことは「犬夜叉の兄ちゃん」と呼んで慕っている。姉のように井戸を通り抜けることはできないが、戦国時代を行き来する姉のことを気にかけている心優しい性格。日暮家では飼い猫のブヨ（声：松尾銀三→鈴木勝美）に最も懐かれている。同級生のひとみとは恋仲で、キスも済ませている。
テレビアニメ版では「サッカー選手になること」が夢。
『半妖の夜叉姫』では大人になった姿で登場。殺生丸の娘である日暮とわの育ての親であり、妻の萌と実娘の芽衣との4人家族。現在は、実家である日暮神社を継ごうとはせず、家を出てマンションで妻子や養女のとわと共に暮らしている。
ママ
声 - 百々麻子
本名不明。かごめと草太の母親。娘が戦国時代に行く際には、犬夜叉たちのためにと弁当を作って持たせている。娘が戦国時代にいる間には、お菓子やカップラーメンを買い貯めしておくのが日課である。まったく物事に動じぬ性格で、マイペースで少々天然。娘の恋愛事情には鋭い。
流れ星を見つけた際「宝くじが当たりますように」とお願いした（アニメ版）。
草太には「医者になってほしい」らしい。
『半妖の夜叉姫』では芽衣ともろはの祖母となり、親族からの呼称やキャストクレジットが「大ママ（おおママ）」となっている。流石に加齢のためか、頭髪の一部が白髪となっているが、若々しい外見は健在である。
じいちゃん
声 - 松尾銀三（第1話 - 第38話） → 鈴木勝美（第47話 - 第193話、『半妖の夜叉姫』）
本名不明。かごめと草太の祖父。日暮神社の現役宮司。いちいち物の由来を語りたがるため、かごめから面倒がられている。また、年頃の中学生が好みそうにないプレゼントを渡す。日々神経痛に悩まされている。四魂の玉を模したキーホルダーをお守りとして販売しようとしていた。
かごめが戦国時代に行っている間は、学校を休む口実として孫が様々な奇病にかかったことにしており、いつの間にか仮病を考えるのが日課になっている（かごめが帰って来ているのに考えていたこともあった）。一応結界が張れるようで、札にも念を込められる描写があるため、宮司としての実力は多少はある様子。
草太には「神社の跡継ぎになってほしい」らしい（アニメ版）。
『半妖の夜叉姫』でも健在であり、芽衣ともろはの曽祖父となった。また、自分の贈り物を杜撰に扱うかごめと違って、喜ぶもろはの事は大層気に入っている。

### かごめの同級生
北条（ほうじょう）
声 - うえだゆうじ
かごめの同級生（アニメでは文化祭の演劇で犬夜叉と初対面している）、フルネーム不明。少々天然ボケないい人で、おまけに爽やか。かごめに対する恋愛感情の発露もユニーク（青竹を渡して「踏めよ」と薦めるなど）。かごめが学校を休んでいる理由を「病気がちだから」と誤解し続けている。戦国時代の北条秋時は彼の先祖である。
原作では15巻（サンデーでの掲載は1999年）を最後に登場していなかったが、中学卒業の際に8年ぶりに登場した（男子校へ進学するらしい）。
由加（ゆか）、絵理（えり）、あゆみ
声 - 清水香里、増田ゆき、岡本ナミ
彼女たち3人とも、かごめの同級生かつ友達。あゆみは、おっとりしているが頭がよく成績がいい。高校の卒業式では、3人とも大学へ進学。由加は女子アナ、絵理は不明、あゆみは通訳を目指す。3人ともアニメ化に際して名前が付けられた。犬夜叉を「不良の彼」と呼んでいたが、犬夜叉と対面して考えを変えた。

### 草太の関係者
真由（まゆ）
声 - 齋藤彩夏
火事で死亡した小学生の女児の幽霊。弟の悟が小学2年生の頃に死亡した。一人称は「あたし」。
悟（さとる）
声 - 増田ゆき
真由の弟。草太の同級生。小学2年生の頃に起きた火事で火傷を負って入院している。
真由と悟の母親
声 - 佐藤しのぶ
火事で娘の真由を失くし、火傷で入院している息子の悟の見舞いで病院に通っている。

## その他

### 犬夜叉一行の関係者
琥珀（こはく）
声 - 矢島晶子 / 木村良平（『半妖の夜叉姫』）
珊瑚の弟。そばかすが特徴の11歳の少年。勝気で男勝りな姉の珊瑚と違って、やや臆病ではあるが優しい性格の持ち主で、珊瑚も自慢の弟と言っている。一人称は「俺」。武器は鎖鎌。奈落の謀略により一度死んだが、奈落が四魂のかけらを入れたことにより蘇生、奈落に記憶を操作され忠実な手下と化した。蔭刀の父の城主に憑りついた蜘蛛妖怪に操られ自分の手で父親や仲間を殺したことがトラウマになり、奈落に記憶操作されていた。その間に本来の記憶を取り戻し、奈落の心臓（赤子）を狙うが、自分のかけらを取り込もうとしている魍魎丸の陰謀を知った神楽の手によって逃がされ、一時期、犬夜叉一行に加わっていた。その後、桔梗と行動を共にし、桔梗の死後は殺生丸一行に加わっていた。四魂のかけらで命を繋いでいるため、りん同様、天生牙で生き返らせることはできない。彼の持つ四魂のかけらは奈落を倒す鍵となっていたが、結局は琥珀の抵抗と桔梗の死を無駄にせんとする曲霊と奈落によって追い詰められる形で奪われるも、桔梗が四魂のかけらに遺した光によって、生きながらえることができた。戦線を離脱していたが、奈落との最後の戦いでは、途中から加わり、りんを救出する活躍を見せた。
3年後、珊瑚が弥勒との間に子供を儲けた後は、弥勒のことを「義兄上（あにうえ）」と呼び、雲母と共に妖怪退治と修行の旅をしている。また、曲霊に取りつかれた際に鎖鎌を失ってしまうも刀々斎によって新しい鎖鎌を得ている。
ゲーム版『犬夜叉』では、四魂のかけらを抜いても生きられるよう改変されている。奈落に操られてかごめを襲う最中に正気を取り戻した後、自分で四魂のかけらを抜き犬夜叉やかごめ達に渡して何処かに去ってしまう。
『半妖の夜叉姫』では成長した姿で登場。鼻の上に傷ができている。妖怪退治屋の頭となっており、殺生丸の娘であるせつなを引き取っている。犬夜叉とかごめの娘であるもろはとは第2話の時点まで面識が無かった。
犬夜叉の父
声 - 大塚明夫
西国を支配していた犬の大妖怪。本名は不明。従者からは「お館様」、友人からは「犬の大将」、敵からは「やつ」と呼ばれる。人間の姿と化け犬の姿、さらに途方もなく巨大な変化を解いた真の姿を併せ持つ。一人称は「私」。彼の墓はこの世とあの世の境に存在し、次男・犬夜叉の右眼の中にあった黒真珠、火の国の「門」、「血の川」などを通じることで行くことができる。かつて、犬夜叉の母を守るために鉄砕牙を刀々斎に作らせた。
かつて鉄砕牙によって死神鬼を倒し、冥道残月破を奪い取った。しかし、冥道残月破が付加された鉄砕牙では犬夜叉が使いこなせないと考えた為、刀々斎に冥道残月破の力を天生牙として打ち出させる。そして、天生牙を殺生丸に与え、冥道残月破を完成させて再び鉄砕牙に吸収させ、冥道残月破をも次男に継承させる計画を練った。しかし、生きていた死神鬼により天生牙の秘密が白日のもとにさらされ、殺生丸を憤怒させるだけでなく、兄弟仲の悪さを決定的なものにしてしまう。
犬夜叉が幼少期の頃、武蔵の国の大妖怪・竜骨精に戦いを挑むも、倒しきれずに爪を心臓に突きさして封印、自身は竜骨精の迎撃による致命傷によって死亡した。作者は竜骨精に挑んだ理由は「強い奴がいるから叩きに行った」というヤクザの勢力争いのようなものと表現しているが、意外と人間を守るタイプで、竜骨精のように単に強いだけの妖怪ではなかったという。
過去の情報は最低限という方針と、映画にしてもらえたから十分という高橋の方針により、原作でその詳細が明かされる事はなかった。
アニメでは劇場版「天下覇道の剣」で殺生丸に似た姿（髪型が異なり、髷を結んでいる）が描かれた。竜骨精との戦いの傷が癒えぬまま、犬夜叉の母（アニメ版のみ十六夜と名付けられている）を救出に向かい、刹那猛丸と相打ちになったとされている。ただし、アニメコミック版において冥加が彼の死因はあくまで竜骨精の攻撃と説明しており、猛丸との戦いが直接的な死因となったわけではない。鉄砕牙、天生牙の他に叢雲牙という自我を持つ呪われた刀を持っていたという設定も追加された。その他、アニメオリジナル設定として竜骨精と死神鬼以外にも、飛妖蛾（ひょうが）、刹那猛丸、四闘神、豹猫族などの妖怪・人間と因縁を持つ。『半妖の夜叉姫』では東を治める獣王・麒麟丸とも因縁を持っている。こちらでは西国を治める獣王でもあった事が判明し、かつては戦国時代から500年前に麒麟丸と共に異形の彗星・妖霊星の破片を打ち消した事もあった。この時、死神鬼から奪った冥道残月破を刃の形にして放ったと思われる回想が描写されている。それから300年後、死神鬼に続いて竜骨精に傷を負わされたまま、犬夜叉と十六夜の救出に向かったとされている。彼の孫である双子の半妖のとわとせつな、四半妖のもろはは四魂の玉が麒麟丸とその姉・是露に残した予言によって過酷な運命を背負わされてしまう。
半妖の夜叉姫では友人からの呼び名である「犬の大将」が正式名称として扱われている。また、犬夜叉の父が回想で登場するなど完結編ではなかった活躍が描かれているが、犬夜叉本編とは設定が大きく食い違っており、前述の通り犬夜叉の母を守るために作ったはずの鉄砕牙を500年前の妖霊星破壊時点で所持しており、死神鬼から冥道残月破を奪ったのはさらにその前の時系列となってしまう。
犬夜叉の母
声 - 井上喜久子
没落系貴族の人間の女性。息子が幼いときに亡くなった。一人称は「私」。とても美しく、心優しい人間だったが、妖怪との間に子どもを成したため、肩身の狭い思いをしていたようである。本人は冥加の回想でのみ登場しており、鉄砕牙は元々彼女を守るために鍛えられた事が明らかになっている。アニメでの名前は十六夜（いざよい）。劇場版「天下覇道の剣」では、刹那猛丸に斬り殺されるが天生牙によって蘇生。死後、息子に火鼠の衣と紅差しを遺した。後にこの紅差しは桔梗に渡される。また、アニメでは生前の頃に息子に風邪を引いた時の治療薬としての肝汁の作り方も教えていたようである。
作中では無女という妖怪が化けて犬夜叉を取り込もうとした。
殺生丸の母
声 - 榊原良子
殺生丸と同じく犬妖怪。名前は不明。普段は人型をしており、容姿は銀髪のツインテールで、額に月の印がある他、両腕に毛皮を巻き付けている。一人称は「私」。性格は厳格でありながら冷笑的な一面も持ち、冗談を言うなど余裕のある態度を見せる。
邪見からは「御母堂様」と呼ばれているが、自身は彼の名を覚える気はなく、終始「小妖怪」と呼んでいた。
弥萢（みやつ）
弥勒の祖父。回想では真面目な描写しかないが弥勒同様、女たらしな性格だった。50年前、一人で奈落と渡り合っていた法師で、最期の戦いの際に美女に変化した奈落に右手を貫かれ風穴の呪いを受けた。四魂の玉に関する考察「一霊四魂論」を残しており、作中で弥勒が語った四魂の玉の説明はその引用である。映画では神久夜を封印する程の能力を持つ。
裏陶（うらすえ）
声 - 太田淑子
大鎌を持った鬼術を使う鬼女。一人称は「儂」。桔梗の霊骨を奪い、墓土の体で桔梗を復活させようとするが、桔梗の魂はかごめに転生していたため桔梗の抜け殻しかできなかった。そこでかごめを拉致し、鬼術の薬漬けで魂を抜け殻に取り込み見事桔梗を復活させるが、逆に復活した桔梗にあっけなく倒されて生首だけとなって塵となった（アニメでは黒焦げになって灰になった）。
骨と墓土で作った兵士人形を手下にしている。
鬼蜘蛛（おにぐも）
声 - 家中宏
50年前、爆薬を操る強力な野盗「羅刹の勘助」の仲間だったが、彼を裏切ったために逆襲され、勘助の起こした爆発による遊郭の大火事に巻き込まれて大火傷を負った挙句、崖から奈落の谷底へ落とされたため、両足の骨を骨折し動けなくなる（アニメ版での設定）。一人称は「俺」。それでもなお生き延び、桔梗に匿われた邪悪な人間の野盗。桔梗を手に入れるために動けぬ体を妖怪に差し出し、数多の妖怪と結合し半妖・奈落となる。いずれも過去の回想のみの登場で、全身大火傷を負っていたため、顔も焼け爛れ、歯が数本欠けた口と生気のない右目がある他、全身を包帯で巻かれた姿で素顔は不明。この時点で背中には蜘蛛のような火傷があり、この火傷は大火傷を負わされても消えず、勘助に大火傷を負わされる前は長髪だった。後に奈落の分身・無双として目を覚ます。アニメでは桔梗を恨む三つ目の赤い蜘蛛妖怪（声 - 西前忠久）に誘惑され奈落になったことになっている。体は妖怪達に食いつくされ、邪悪な魂と邪念を依り代に桔梗を慕う鬼蜘蛛の心と桔梗を憎む妖怪達の心を持つ奈落を生み出した後は、眠っていた洞窟に焼け跡の他、50年の時が経っても草も苔も生やさないほどの妖怪の邪気を残した。
無双は記憶を取り戻した時、桔梗を傷つけたのは自分の本意ではなく、やがて閉じ込められる形で奈落に支配されたと語った。鬼蜘蛛は桔梗を連れ去り四魂の玉を手に入れるだけのつもりだった。その後は無双として再び奈落に吸収されて白霊山にて人型の肉塊として吐き出されるが、鬼蜘蛛の人格がその後どうなったかは不明。
翠子（みどりこ）
かつて四魂の玉を生み出したと伝えられる巫女。妖怪の魂を奪って浄化することで妖怪を無力化する技を心得ており、その技を用いて一度に10匹の妖怪を浄化できたと言われている。珊瑚の故郷である退治屋の里の洞穴の奥に、妖怪とともにミイラ化している。後にその死魂は桔梗のものとなり奈落の呪いの侵蝕を抑え込むのに大きな役割を果たす。
終盤、四魂の玉の中で登場し、四魂の玉を生み出した妖怪と闘い続けていた。剣から竜巻を発して戦闘を行う。アニメでは、翠子の亡骸が眠る洞窟には結界が張ってあり、好奇心から来る見たさに入ろうとする者や、四魂の玉を悪い事に使おうとする心を持つ者は立ちどころに追い出されてしまう設定がある。
犬夜叉の父を含め、過去の情報は必要最小限でやりたいという高橋の方針から、その詳細はあえて描かれる事はなかった。しかし、桔梗以上に孤高な道を歩んだ人物であり、孤高に妖怪と戦う人生を歩んだ桔梗も、翠子に比べれば人として生きてきたと語っている。また、その霊力は桔梗に匹敵するか、それ以上だったのではないかとしている。
アニメ版では、かごめによって玉が消滅する際、翠子は戦いをやめ、玉内の妖怪とともに浄化され消えていった。
四魂の玉を生み出した合体妖怪
数百年前、翠子に恋した人間の男をつなぎに無数の妖怪が集合して生まれた妖怪。奈落と同じ妖怪の集合体だが、人間の心を持つ半妖というわけではなく、つなぎにされた男が肉体に埋もれておりその人格は死んでいる。果てしない妖力と巨大で邪悪な魂をもって、翠子の術を無効化した。
翠子との七日七晩の闘いの末に四魂の玉を生み出した。翠子と共に退治屋の里でミイラ化しているが魂は四魂の玉の中で翠子と闘い続けている。
アニメではつなぎの人間の男の設定は無くなっていたが完結編では説明なく描写されている。また、四魂のかけらで一時的に魂が復活し冥加や雲母に襲い掛かったが犬夜叉に撃退された。その時の犬夜叉の姿が冥加には翠子の魂に見えた。
実は桔梗がかごめに生まれ変わった際に自分達が生み出した邪念の化身・曲霊によってかごめの霊力を封じ込め、時空を超えて再び戻った戦国時代で四魂の玉を巡る争いと奈落をも操った真の黒幕。四魂の玉が完成に近づいた際は奈落と言葉なき会話を交わし、彼の肉体の一部を使って曲霊を実体化させた事もあった。
四魂の玉が完成した際は奈落、夢幻の白夜、曲霊と共に犬夜叉達に最終決戦を仕掛け、生き残った奈落と共に追い詰められるも奈落がかけた願と冥道残月破の妖力を写し取った白夜によって、かごめを玉が作り出した空間に繋がる冥道に送ることに成功する。真の目的はかごめに翠子、奈落に自分達の座を継がせ、二人を新たな四魂の玉として、玉の内部で戦わせ、決して断ち切れない玉の因縁と浅ましい願いを持った者達に永遠に叶うはずのない願いを巡る戦いを続行、永続させる事であったことが判明する。
朴仙翁（ぼくせんおう）
声 - 鈴木泰明 / 土師孝也（『半妖の夜叉姫』）
樹齢2000年の朴の木が妖怪化したもので、犬夜叉の父とは友人だった。一人称は「ワシ」。鉄砕牙・天生牙の鞘は彼の枝から作られたもので、その関係で刀々斎とも面識がある。犬夜叉が妖怪化した事について聞くために訪れた殺生丸に犬夜叉の変化の事や鉄砕牙との関係について教えた。
映画では、犬夜叉の父が亡くなった後に刀々斎が遺言通り殺生丸に天生牙を渡す際、直接手渡したら間違いなく殺されると思った刀々斎が、「殺生丸へ（ハートマーク付き）」というメッセージと共に天生牙を朴仙翁に押し付け、彼のもとに行くように仕向けたことが判明している。
竜骨精（りゅうこつせい）
声 - 井上和彦
かつて武蔵の国を支配していた竜の大妖怪。一人称は「儂」。西国から攻め込んできた犬夜叉の父を迎撃、致命傷を負わせたが胸に爪をつきたてられ谷に封印される。
竜の額にある人面が主人格。全長が見渡せないほどの巨体は鋼をも超える防御力を持ち、口からは灼熱の炎球を放つ。心臓を貫く程度では到底倒せず、強靭な肉体を打ち砕いてやっと致命傷を与える事が出来る。その強さは犬夜叉の父でさえ封印するだけでやっとだったと言われるほどだが、作者は竜骨精は暴力だけを積み重ねてきたと語り、竜骨精と違って犬夜叉の父は単に強いだけの妖怪ではなかったと評した。
犬夜叉の父が引き分けた竜骨精を倒すということは、犬夜叉の父を超えることを意味する。その為、自分の牙で修復した鉄砕牙を軽くすべく父を超えようとしていた犬夜叉は竜骨精に挑むこととなった。奈落の傀儡によって封印を解かれた竜骨精は、風の傷を受け付けない防御力と灼熱の炎を操り犬夜叉を窮地に追い込むが、犬夜叉が勘で放った鉄砕牙の奥義「爆流破」によって粉々に粉砕された。
死神鬼（ししんき）
声 - 佐久田修
かつて犬夜叉の父に敗れた大妖怪。一人称は「ワシ」。先端部に満月と三日月の装飾、下部の石突に三日月状の刃がある杖を持っている。冥道残月破をもともと持っていた人物で、犬夜叉の父に冥道残月破を奪われて顔の一部を消された。
再生能力はないのか、それとも戒めとして敢えて残しているのかは不明だが、片方だけ仮面で隠している。殺生丸が冥道残月破を得たことを知り、同じ使い手は2人もいらないとして殺生丸を呼び出し、天生牙の秘密を教え、動揺する殺生丸を殺そうとした。彼の発言で天生牙が元々鉄砕牙の一部であったことが判明する。
天生牙が犬夜叉の鉄砕牙と共鳴したことで、殺生丸の放った完全な円形の冥道残月破に飲み込まれた。ただし、死神鬼は冥道残月破を使用できるため、冥界から現世へ戻ることができる。また飲み込まれた際には冥道残月破がいずれ半妖である犬夜叉の技になる事をいち早く感づいた。なお、冥道残月破は奪った犬夜叉の父を通じて殺生丸の天生牙から犬夜叉の鉄砕牙に渡った他、犬夜叉に憑依した曲霊、犬夜叉が放った冥道残月破の妖力を写し取った夢幻の白夜が一度だけ使用している。
『半妖の夜叉姫』では麒麟丸配下の渾沌が犬夜叉の父を追い詰めた竜骨精と共に死神鬼の名を挙げている。また犬夜叉の父が麒麟丸と共に妖霊星の破片を消滅させるために冥道残月破を使用していることから、死神鬼と犬夜叉の父が戦ったのは殺生丸と会う500年前であることも判明した。
さらに渾沌が「死神鬼と竜骨精が深手を負わせた」と発言していることから、300年後に犬夜叉の父に再戦を仕掛けた可能性を示唆している。
冥道残月破（めいどうざんげつは）
死神鬼が愛用している杖から放つ必殺技。冥道を切り開き、敵を直接あの世へ送る。逆に冥界から現世への道を作ることも可能。大きさは小さいが、死神鬼の技であるため、完全な真円を描いており、殺生丸の不完全かつ徒に巨大な冥道残月破を逆に吸収してしまえるほどの威力を持っている。当然、犬夜叉の父が自身から奪った冥道残月破を持たない鉄砕牙はもちろん、犬夜叉がこれまで使ってきた技も無効化した他、金剛槍破も吸収して無力化した。
使用者の資質により威力や特性が変化する。死神鬼の場合は、一度に複数の冥道残月破を放つことが可能。
死神鬼の使い（ししんきのつかい）
声 - 市来光弘
死神鬼の使いの童子。顔には眼球がなく、眼窩のみという不気味な外見をしている。死神鬼が操る妖怪なのか傀儡なのかは不明。殺生丸に冥道残月破の話で死神鬼の下へと誘き寄せる。

### 奈落の関係者
人見蔭刀（ひとみ かげわき）
声 - 森川智之
奈落が成り代わった最後の人物。人見家の跡取りである若殿。23歳。一人称は「私」。
病弱ゆえに部屋に籠ることが多いものの、父親の城主が蜘蛛妖怪に憑依されていることに気づくなど、鋭い感性を持つ。奈落の策略により命を落とした退治屋たちを供養し、珊瑚を助けた。原作では奈落の芝居だが、アニメでは人間の人見蔭刀が行った行為に変更されている。
原作では初登場時、アニメ版では珊瑚の敵討ちに出た後、奈落に謀殺される。それ以降、ストーリー中盤まで人見城を奈落に利用されてしまい、拠点・人見城を移動する際に家臣たちは全員死亡している。
三つ目の赤い蜘蛛妖怪
声 - 西前忠久
無印アニメ147・148話「めぐり逢う前の運命恋歌（さだめのこいうた）」登場のオリジナル妖怪。赤い体色を持つ小型の蜘蛛妖怪で顔は三つ目の鬼の顔になっているなど、さしづめ「妖怪の鬼蜘蛛」といった外見をしている。桔梗に恨みを持つ妖怪の1匹で、人間の野盗・鬼蜘蛛が匿われていた洞穴に巣を張り、桔梗と鬼蜘蛛を監視していた。その後は無数の妖怪達と共に鬼蜘蛛の邪悪な魂に惹かれ、鬼蜘蛛を誘惑して奈落を生み出した。
狼野干（ろうやかん）
声 - 梁田清之
平面顔の狼妖怪で自称「地獄の狼」。口から無数の狼を吐く。一人称は「俺」。奈落の命令で重傷を負った犬夜叉を襲った。その後、四魂のかけらのついた苗を奈落に頭に入れられ凶暴化するが、かごめに取ってもらい、何事もなかったかのように笑顔で去って行った。アニメ版では実は犬夜叉の父派閥の妖怪で、50年前は殺生丸の下で豹猫族との戦に参加した。妖怪の間ではかなり顔が広く、妖狼族にも地獄の狼として恐れられている。
退治屋の里を襲撃した妖怪たち
妖怪退治屋の里を襲った無数の妖怪達。長年積もった退治屋への恨みは強く、その凄まじい妖気は、かごめから「ただの妖気じゃない」、弥勒から「禍々しさに気分が悪くなる」と圧倒される程。
奈落に「手練れの退治屋が留守で里の守りは手薄」と伝えられたことで、一斉に里へ向かった。大半は里の退治屋と相討ちになり、アニメでは一部の妖怪は四魂のかけらを互いに奪い合おうとした際、同じくかけらが目的の奈落に吸収された。
白霊山の妖怪たち（はくれいざんのようかいたち）
白霊山内部で新生奈落となるため、奈落が融合・吸収してきた無数の妖怪達。白心上人が結界を解いた際は、奈落が用済みと判断したおびただしい数の妖怪達が逃げ出した。アニメでは一部が残り、犬夜叉と蛮骨の戦いを見守りながら生き残った方を喰おうしていたが、最後は蛮骨に蛮竜を妖刀にするための餌として斬られ、残った個体も妖刀化した蛮竜に倒された。なお、蛮竜が斬った1000匹目の妖怪は頭頂部と左右の頬に角が生えたトカゲのような顔と鎌の足を持つムカデのような身体を持っているなど白霊山の妖怪の中で一番強そうな外見をしている。
逃げ出した大群は白霊山周辺の村をいくつも襲うなど、白心上人の結界がなくなった影響力に加え、以前よりもひどくなった奈落との戦いの巻き添えになり、犬夜叉に奈落を追い詰めて炙り出した結果として心に苦痛を与えた他、村人達を弔っている最中に神楽の屍舞で操られた高僧の「桔梗は生きている」という偽情報を聞かせるきっかけにもなり、犬夜叉とかごめ達は赤子の策で一時的に分散されてしまう。
耳千里（みみせんり）
声 - 西村淳二 / 麻生智久（『半妖の夜叉姫』）
耳たぶが異常に長い老人のような妖怪。一人称は「ワシ」。とある沼に住んでおり、常に目を閉じている。
自身の耳でこの世のあらゆることを聞き取ることができる。奈落が自分の元に来ることも聞き取り、最後の四魂の玉のかけらのありかを彼に伝えた。アニメでは現代の犬夜叉やかごめのオリジナルストーリーを挟んで報告が遅れるようになったため、奈落をイラつかせ怒らせていた。
無印アニメ第5弾オープニングでは奈落一派の一員であるかのような紹介をされていた。
阿毘姫（あびひめ）
声 - 島津冴子
鳥使いの鉄鶏一族の女妖怪。一人称は「私」。母親の食らった毒を薄めるため、妖怪鳥を使って人間の血を大量に集めていた。残忍で気性の荒い凶暴な性格。あの世とこの世の境への道を開こうとしていた奈落から自らの骨で作り上げた三叉戟を渡され手を組む。しかし犬夜叉の邪魔が入り血を集めにくくなったことで奈落に不信感を募らせていき、奈落の支配下にあった人間の城を襲撃し血を収集。その結果、鉄鶏は回復したものの、巣に出向いてきた奈落によって鉄鶏は内側から返り討ちされ、阿毘姫自身はこれまで武器として使用してきた奈落の一部である三叉戟を自爆されて右腕を失った挙句、四魂の欠片を見つけるために働いてきた褒美として苦しまぬよう触手の一撃で消滅させられてしまう。邪悪な大妖怪とはいえ、利用するだけされて用済みになった阿毘姫と鉄鶏の無残な最期を見た犬夜叉一行はこれまで見てきた奈落の非道なやり方に加えて更なる怒りを募らせた。
鉄鶏（てっけい）
声 - 麻志那恂子
阿毘姫の母親。一人称は「私」。地獄に住む鳥の亜種であり、鉄鶏一族の長。外見は巨大な鶏。鬼の顔の蜘蛛型の毒妖怪を喰って毒にあたり、崖に身を潜めていた。阿毘姫に近づいた奈落を逆に利用することを考え、奈落の支配下にある人間の城を突き止め阿毘姫に襲わせた。城の人間の血を得たことで毒を調和した後、奈落を殺すため崖から姿を現す。奈落を丸飲みにするが、奈落の触手で体内から頭を破られて死亡。その後あの世とこの世の境へつながる血の河の道を作るため、奈落の触手で首を切断される。犬夜叉達が奈落を追って血の河に入った際はこれまで阿毘姫の妖怪鳥に襲われた人間達の怨念が無数の不気味な顔になる形で現れ、四魂の欠片ひとつを見つけるためだけに出した犠牲者達に犬夜叉一行は、胸を痛めながら一刻も早く奈落と四魂の玉を巡る戦いに終止符を打つ決意を改めた。
人の心を捨てた奈落を半妖と見抜いたり、奈落の持ち城を探し当てるなど、優れた洞察力を持っていた。
また奈落を飲み込んだ事を犬夜叉一行が知った際には、珊瑚と弥勒に「あの奈落がそう簡単にやられるはずがない」と否定された他、七宝とかごめから「もたれそう」と評された。
冥王獣（めいおうじゅう）
声 - 西前忠久
1本角が生えた鬼の頭がある巨大な亀のような大妖怪。数多ある妖怪の中でもっとも堅い鎧甲の甲羅を持つ。弱体化時と通常の甲羅は普通の亀と同じ形状だが、防御力を上げた際はワニガメのような鱗状の物に変化する。弱体化した状態でも風の傷をそよ風と言えるほどの硬度を持ち、鱗状の完全体では金剛槍破の礫を跳ね返すほどの防御力を持つ。鎧甲はかごめの破魔の矢も無効化するが、高僧・白心上人の破魔の札によって倒されている事から術者の力量によっては無効化できない模様。雷雲を伴う浮遊能力を持ち、戦闘の際は硬度を上げた鎧甲と妖力を雷撃の塊として放つ雷冥砲という技で戦う。その昔、高僧・白心上人によって滅っせられたが魍魎丸の肉片を食べて骨の姿から復活。甲羅の一枚を人間の鎧に仕立てられ、とある城の家宝にされていた。最後は金剛槍破を取り込むための盾として操られ、魍魎丸に取り込まれる。原作では犬夜叉と戦うが、完結編では甲羅は最初から鱗状で魍魎丸の肉片で復活させられた後にすぐに吸収された。このため、完結編での犬夜叉達は鎧甲を魍魎丸の鎧甲として認識している。最強の硬度を誇る鎧甲は魍魎丸を経て奈落のものとなり、最終決戦で飛来骨から四魂の玉を守ったり、全身鎧甲の奈落を出現させるなどの活躍を見せた。
二枯仙（にこせん）
声 - 手塚秀彰（半妖の夜叉姫）
樹木の精気を喰う妖怪で、元は仙人だった。首をはねられても精命幹がある限り再生できる。奈落に四魂のかけらを渡され、犬夜叉に竜鱗の鉄砕牙を使わせるための刺客として差し向けられる。
完結編では登場しないが、『半妖の夜叉姫』に登場する。
金禍（きんか） / 銀禍（ぎんか）
声 - 保村真、遠藤大輔
二つの頭を持って生まれた妖怪。一人称は「我」。金禍は褐色の肌に金髪で炎を操る力を持つ。銀禍は白い肌に銀髪で雷を操る力を持つ。完全な一匹の妖怪と化すためどちらかの頭を食らう宿命であり、産まれてから幾度と無く争っていたが、決着がつかずに争い続けていた。元はそれほど凶暴な妖怪ではなく、人間を故意に傷つけることは無かった。彼らの血が魍魎丸の鎧甲を強化する役割を持っていたため、魍魎丸に襲われる。原作では銀禍は魍魎丸に取り込まれ、金禍は鉄砕牙と同化したが、アニメでは両者共に魍魎丸に取り込まれた。
溶命樹（ようめいじゅ）
声 - 西前忠久
樹木の精気、人間や妖怪を喰う木の妖怪。一人称は「ワシ」。枝から溶解液を放ち、柳に似た触手は奈落の結界をも溶かすことができる。原作では昔の高僧・白心上人、完結編では生前の桔梗によって封印されていたが奈落の四魂のかけらによって復活し、奈落に吸収され、奈落の心臓である赤子を吸収するために利用された。

### その他の登場人物（人間）
甘利信長（あまりのぶなが）
声 - 石田彰
武田家につかえる侍の少年で、露姫の身を案ずる主人から、挙動不審（九十九の蝦蟇に取り付かれたため）な嫁ぎ先の領主から露姫を救出する命を受けた。一人称は「ワシ」。露姫を好きだったが、露姫は夫を愛していたため失恋に終わる。織田信長を「うつけ」呼ばわりしているが、こちらも間が抜けていて、かごめからうつけと思われた。
露姫（つゆひめ）
声 - 柚木涼香
武田の姫。嫁いでまもなく、夫の殿様が九十九の蝦蟇に取り憑かれる。一人称は「私」。そうとは知らぬ露姫は、異様な姿に変わってしまった夫に、恐れながらも仕えていた。愛らしい容姿。素直な性格から、幼なじみの信長はもちろん、九十九の蝦蟇にさえひどく愛される。犬夜叉達が悪行をはたらく九十九の蝦蟇を倒したことで夫の殿も元の姿に戻った。
なずな
声 - 折笠富美子
蜘蛛頭に父親を殺されて妖怪を憎む少女。一人称は「私」。和尚に化けていた蜘蛛頭に騙されて寺に住んでいた。七宝によれば料理は上手なようである。助けて貰ったにもかかわらず半妖の犬夜叉や妖怪の七宝を毛嫌いしていたが、犬夜叉達に父親の仇を討ってもらったことから、いい妖怪もいることを認めた。
紅達（こうたつ）
声 - 島田敏
都落ちしてきた流れ者の絵師の男性。一人称は「ワシ」。地獄絵をこよなく愛する悪趣味な性格で、絵の題材を求めて戦場を彷徨っているうちに偶然四魂の欠片を入手した。やがて血と生き胆で墨を溶き、四魂のかけらを投入して作った特製の墨で絵を描くとそれが実体化することを知った彼は、この墨を使って戦国の世の覇者になることを画策。同時に前々から片思いしていたとある地方領主の娘に侍に化けて求婚するものの、呆気なくばれてしまい無意識のうちに自作の妖怪軍団を屋敷に突撃させたことで偶々領主の屋敷に逗留していた犬夜叉一行と対立することになってしまった。紅達の操る妖怪たちは、攻撃すると猛烈な腐臭を放つ墨に戻る為、嗅覚の鋭い犬夜叉を苦戦させる。それでも追いすがってきた犬夜叉に墨を入れていた水筒を壊され、墨を失うことを恐れて自ら水筒に近寄って行ったことより、最期は暴走した墨に喰らいつくされ消滅してしまった。
太郎丸（たろうまる）
声 - くまいもとこ
名主の跡取り息子。一人称は「俺」。自分の身代わりに生贄になった友達の末吉（声 - 野田順子）を救うため、犬夜叉たちを雇った。父に似た顔立ちをしており、最初は横柄な態度をとるが、責任感の強さと行動力は父をはるかに凌ぐ。
小春（こはる）
声 - 岩坪理江
14歳（アニメ版では言及なし）の少女。一人称は「オラ」。3年前（当時11歳）に弥勒と初めて出会い、「私の子を産んで下され」と言われて惚れてしまった。
ユキの兄
声 - 松本さち
悟心鬼に両親を喰い殺された男児。悟心鬼から妹・ユキを庇った。
ユキ
声 - 相田さやか
悟心鬼に両親を喰い殺された幼女。
男児
声 - 佐藤ゆうこ
祖父（声 - 西川幾雄）を助けてくれた犬夜叉に蛇の抜け殻をあげた。一人称は「オラ」。村を襲った蛾天丸が妖怪に変化した犬夜叉に倒された際に歩み寄ろうとするも村の人達に止められるが、その制止を振り切り、化物だろうと祖父の仇を取ってくれたと訴えた。
五月（さつき）
声 - 市原由美
戦に行った兄（声 - 太田真一郎）の死を信じることができず、待ち続けていた女児。「石の花」石英を四魂のかけらと信じ、兄が帰ってくるよう願をかけていたが、名主の家から追い出されて兄に化けたイモリ妖怪（声 - ふみおき）に利用される。七宝は五月に恋心を抱く。
椿（つばき）
声 - 山田みほ / 老女：有馬瑞香
四魂の玉を手に入れようとして奈落と手を結び、式神を使ってかごめを呪殺しようとした黒巫女。一人称は「私」。妖怪に魂を売って永遠の若さを手にし若い姿に化けているが、本来の姿である老女になることもある。生前から桔梗のライバル的存在だったようだが、共闘した際のコンビネーションは絶妙であった。体内に多数の妖怪を飼っている。眼球より妖怪を召喚して攻撃する。
アニメでは、原作では曖昧に描かれていた50年前からの桔梗との確執も深く掘り下げられている。かごめによって呪い返しを受けた後も犬夜叉達にリベンジするべく、かつて巫女としての修行をした場所を訪れ、そこで出会った紅葉と牡丹を言葉巧みに騙して犬夜叉達の相手をさせている間に、多宝塔に封印されていた巨大な鬼（声 - 川津泰彦）を吸収・変化し犬夜叉を取り込もうとしたが、爆流破を受けて鬼の体は崩壊、体に飼っていた全ての妖怪を失い、四魂の玉を神楽に取り返されたため（体内に潜む最猛勝は珊瑚に倒された）本来の姿の老女になり、自分の人生をどこで間違えたのかを思い返した後消滅した（原作では呪い返しを受けた後、四魂の玉を体内に潜む最猛勝に取り返されたが生存している）。
椿（巨大鬼）
四魂の玉の力で鬼を吸収した椿が変貌した姿。外見は椿の格好をした巨大な鬼。
犬夜叉の鉄砕牙を素手で払ったり、風の傷やかごめの破魔の矢を受けてもダメージを受けない強固な防御力を持ち、空から周囲に雷を落としたり、その雷を手に集めて相手に放つことも出来る（妖気を伴っていないので犬夜叉の爆流破も使用出来ない）。
犬夜叉達を追い詰め、更に四魂の玉の力で犬夜叉を吸収しようとしたが、自らの邪念で四魂の玉が穢れていたためか吸収出来ず、逆上して周囲に雷を落とし続けるも、それをものともせずに正面から向かった犬夜叉に妖気を伴った炎を吐いたことが仇となり、最後は爆流破を受けて体が崩壊してしまった。
紅葉（もみじ） / 牡丹（ぼたん）
声 - 菊池志穂 / 西村ちなみ
アニメオリジナルキャラクター。椿と同門の巫女。それぞれ赤巫女・白巫女と名乗る。仲が良くいつも二人でいるようである。当初は椿を信じきっていたので、椿に利用され犬夜叉たちを足止めした。犬夜叉とかごめに似た巨大な式神人形を呼び出す。和解してからの言動はごく普通の女の子。
紫津（しず）
声 - 山口由里子
紫織の母。アニメでの名前。一人称は「私」。月夜丸の死の真相を知らなかった。半妖の娘がいる事から村人たちからは度々迫害を受けていた。
『半妖の夜叉姫』では後に病死した事が判明する。
武田蔵之介（たけだくらのすけ）
声 - 宮本充
アニメオリジナルキャラクター。珊瑚に惚れているが、珊瑚には忘れられていたお殿様。居城に呪いがかかり困っていたが、原因は蔵にある以前珊瑚が退治した熊妖怪（声 - 西前忠久）の毛皮だと弥勒が気付く。
祓い屋（はらいや）
声 - 藤田淑子
妖怪退治の老女。清めの灰塩を使って、お祓いをする。一人称は「ワシ」。犬夜叉一行を鬼の首城に導いた。邪気を感じることが無いため姫に化けた鬼の首の邪気縛りの邪気が通じず、歳のわりにすこぶる元気。男女の仲など、世俗のことにも通じている。
羅刹の勘助（らせつのかんすけ）
声 - 野島昭生
病を患い死に場所を探す野盗の老人男性。一人称は「俺」。奈落の行方を探す桔梗に遭遇する。死が間近にせまっている。髻を切って、悪人でも救われる場所（白霊山）に収めてきてほしいと頼む。無印アニメの87話では羅刹の勘助という名がつき、この男が50年前、鬼蜘蛛に大火傷を負わせ崖から突き落とした事にされる。
アニメでは爆薬を操る凶悪な野盗の頭領で鬼蜘蛛とも仲間だったが、50年前、鬼蜘蛛から四魂の玉の存在を聞き、一人で桔梗を殺して奪おうとしたところを犬夜叉に見つかり、犬夜叉の爪の攻撃で右目を失ってしまう。その後は仲間の下へ戻るが、鬼蜘蛛が四魂の玉を餌に自分を騙し、自身の留守の間に仲間を連れて行く計画に気付いて激怒。復讐として鬼蜘蛛達がいる遊邸を逆襲し、複数の爆弾と爆雷筒を爆破し鬼蜘蛛を爆死させようとしたが、仲間を取り戻した後は焼け跡からしぶとく生きていた鬼蜘蛛を発見して、奈落の底に突き落とした。このため、アニメでは奈落を生み出した元凶の一人となっている。またこの話を聞いた桔梗はこれこそが奈落の名の由来である事を推察して皮肉げに笑った。
桔梗が新生奈落と対面した際には、勘助に白霊山の噂を教えたのは奈落で、白霊山に桔梗を誘き寄せる餌にも使われていた事が判明する。
侍大将（さむらいだいしょう）
声 - 荒川太郎
無印アニメ110話登場のオリジナルキャラ。15年前に七人隊を直接討った鬼と呼ばれる壮年の大侍の男性。人間離れした七人隊のように強い実力を持っているわけではなく、数多の大名が七人隊に差し向けた軍勢を統率していた。彼自身は並の人間に過ぎないため、四魂のかけらで力が増した蛮骨には全く敵わず、あっさりと率いていた軍勢ごと殺された。なお、作画によって目付きが異なる。
お館様（おやかたさま）
声 - 島香裕
七人隊を討った侍大将が所属する城の武将。討った証として蛮骨から奪った蛮竜を家宝にしていたが、蘇った蛮骨に奪い返されて殺される。アニメでは蛮骨が蛮竜で斬った1000人目の武将となり、その恨みは蛮竜を妖刀にするための肥しとなった。大の男3人でやっと持てた蛮竜を持ち主である蛮骨が片手で振るえる事は知らなかった模様。
家臣（かしん）
声 - 中嶋聡彦
蛮竜を家宝としている城の家臣。亡霊として暗躍する七人隊の情報を知り、城の警護を万全にするが、蛮骨によってお館様と共に殺された。
万願寺の神泉和尚（まんがんじのしんせんおしょう）
声 - 永田博丈
かつて炎蹄を封印した有名な高僧。弥勒曰く妖怪を封印させれば右に出る者はいない。神官殺しを行っていた神楽と赤子を相手に戦った。神楽の攻撃により重傷を負うも法力で赤子を真っ二つに引き裂いた。原作にも登場しているが名前は判明していない。
北条秋時（ほうじょうあきとき）
声 - うえだゆうじ
アニメオリジナルストーリーや二作目の映画『鏡の中の夢幻城』に登場。現代の北条君の先祖であり、容姿はほぼ同一の少年。かごめからは「北条くん」と呼ばれている。「天女の羽衣」を持っており神久夜に命を狙われたり神久夜の「明鏡止水の法」によって動きを封じられたり、妖忍衆の朱雀に襲われたりと何かと不運な役が多い。犬夜叉たちと別れた後、かごめという女性と結婚する（妻の旧名は朱雀だったが、前述の朱雀と同じ名前だったため、かごめに改名させた）。
篠助（しのすけ）
声 - 佐々木望
若い男性。許嫁の若菜を捜していた。一人称は「俺」。
若菜（わかな）
声 - 大原さやか
篠助の許婚の若い女性。
月黄泉（つきよみ）
声 - 天野由梨
アニメオリジナルキャラクターの女性。妖忍衆の首領・星黄泉と恋仲であり、乾坤の薙刀に憑りつかれた星黄泉を封印してその後死亡する。
シャコ
声 - 滝沢秀明（TV版）/ 磯部弘（ビデオ・DVD版）
珊瑚と琥珀の祖父。50年前、妖怪退治の里の頭領であった頃、桔梗に汚れた四魂の玉を清めるよう依頼する。元々、珊瑚の飛来骨は彼の武器であり、雲母も彼に従っていた。原作では名前は判明していないが、四魂の玉を得た妖怪を倒したとして珊瑚の会話に存在を窺い知ることができ、珊瑚からはじいさんと呼ばれている。
志麻（しま）
声 - 桑谷夏子
以前、弥勒のお世話になった女の子。
雲涯（うんがい）
声 - 小村哲生
アニメオリジナルキャラクター。妖怪退治の僧侶。
御霊丸の行者の子供達（ごりょうまるのぎょうじゃのこどもたち）
声 - 佐藤ゆうこ / 真田アサミ / 奥島和美 / 水城レナ
御霊丸の下で行者として働く子供達。両親を妖怪に喰われ、御霊丸に引き取られた者達で構成されている。妖怪退治の訓練は受けておらず、御霊丸が作った御霊壺で妖怪退治をしている。退治した妖怪は供養するために御霊丸の寺に持ち帰っているが、実は魍魎丸に無意識下で操られている御霊丸が死体の邪気を使って新たな妖怪を誘き寄せて魍魎丸を強化させるパーツとして利用している。偶然にも不妖璧を奪った奈落を追う岳山人を殺害した事で犬夜叉一行からは御霊丸と奈落の関係を疑われるきっかけを作り、一時は御霊壺の光を犬夜叉の鉄砕牙が斬るというひと悶着も起こった。御霊丸が白童子に殺害された後は犬夜叉達と共に御霊丸を埋葬。御霊丸を弔った後は犬夜叉と弥勒に妖怪の邪気が溢れる寺から出ていくよう言われ、御霊丸の寺から去った。これによって御霊丸の死体を取り込んだ魍魎丸と出くわす事はなかった。
刀秋（とうしゅう）
声 - 飛田展男
刀鍛冶の若い男性。一人称は「私」。誰にも負けない、どんなものでも切り刻める最強の刀を鍛えたいという願望を持っており、あらゆる鋼を試して鍛える内に、打ち込む陰の気が強い程鋭い刀が出来ることを知ってからは、合戦の後を放浪しては、無念の思いや怨みの血を吸った折れ刀を集め、それらを溶かして刀を打ち続けた。ある日、合戦の後を放浪していた時、自らの発した陰の気に呼び寄せられた竜人と出会い、恐怖よりも最強の刀を打てる可能性を得た喜びを覚え、刀を打たせてほしいと竜人の鱗をもらい「奪鬼（だっき）」を鍛え始めた。最も最初から刀を渡す気はなく、刀を完成させるには竜人の妖力を吸い取るだけだったものの、刀秋自身は只の人間であるために勝ち目も無く、更に逃げられないように竜人から顔に竜の鱗のような刻印を施され、やむを得ず奪鬼を抱えながら竜人から逃げ続けていた時、何も知らない犬夜叉達に助けられ、彼らを利用して奪鬼を完成させることを画策、「竜人に無理矢理刀を打たされた」と騙して犬夜叉と竜人を戦わせ、敗れた竜人の隙を付いて妖力を吸い取り、完璧な奪鬼を完成させた。
犬夜叉の鉄砕牙の妖力をも奪鬼に吸い取らせようと犬夜叉と交戦、奪鬼の妖力に体が竜人のような姿に変貌しつつ互角以上に渡り合い、鉄砕牙の変化を解かせるほどに追い詰めたが、それでもなお立ち向かう犬夜叉を切り捨てようとした直後、鉄砕牙の力で折れることを恐れた奪鬼に全てのダメージを受けさせられ死亡した。
瞳子（ひとみこ）
声 - 折笠富美子
小さな村に住まう若い巫女。一人称は「私」。巫女としての霊力は桔梗に匹敵するほど高かったが、奈落の策により殺される。己の死後に首と胴を分けて埋葬しろと村人に言い残したが実行されず、魂と肉体を奈落に捕らえられ、かごめを殺す刺客として差し向けられる。身の自由は利かないが自我は保っている。アニメでは完結編に登場し、15年前に奈落に命を狙われるが、少女ながら高い霊力で追い払った。最期に、かごめに「何かがあなたの本当の霊力を生まれた時から封印している」と言い残す。後に霊力を封印した存在が四魂の玉の邪念・曲霊であることが判明する。

### その他の登場人物（妖怪・神・精霊）
百足上臈（むかでじょうろう）
声 - 五十嵐麗
上半身が六本腕の女、下半身が百足の妖怪。
アニメ版では、50年前に一度はシャコの率いる妖怪退治屋たちに頭を潰され息の根を止められるも、体内に取り込んだ四魂の玉の力で復活、倒されてから3日後に、退治屋たちを奇襲しシャコに傷を負わせるが、シャコに飛来骨で体を真っ二つに両断され命からがら逃走。玉の力で暫くは生きていたが、四魂の玉の力が無くなる前に玉を奪い返すべく各地を放浪し、楓を人質に四魂の玉を奪おうとしたところを犬夜叉に散魂鉄爪でトドメを刺され、桔梗によって骨を骨喰いの井戸に封じられたが、現代に甦ったかごめの四魂の玉に反応して現れ、彼女を戦国時代に引き込み、全ての始まりとなった。
一度はかごめの霊力に腕を１本吹き飛ばされるもその場を逃れ、二度目はかごめに全ての腕を吹き飛ばされむも彼女の体に噛み付いて四魂の玉を取り出し、封印状態の犬夜叉とかごめを下半身で巻き付けながら玉を飲み込んだことで吹き飛ばされた腕がくっつき、更により禍々しい姿に変貌したが、玉を完全に取り込む寸前に、かごめに封印を解かれた犬夜叉の散魂鉄爪でバラバラにされ、体内の四魂の玉も取り出されたことで再び骨と化した。
屍舞烏（しぶがらす）
外見は三つ目の烏のような妖怪。
死体に巣食うことで人を操る妖怪だが、本体は弱く、野盗の頭領の死体を操りかごめから四魂の玉を奪った。その後、玉を飲み込んで大きくなり、一度は犬夜叉の散魂鉄爪でバラバラに引き裂かれるも、四魂の玉の力で肉片が集まって復活、そのまま飛び去ろうとしたが、残った足の肉片を矢に結んで飛ばしたかごめに玉ごと射貫かれ、四魂の玉が欠片となって四散することになった。無印アニメ95話では牛王に寄り付く別個体が登場。
逆髪の結羅（さかさがみのゆら）
声 - 矢島晶子
毛髪を操る鬼娘。露出度の高いくノ一のような恰好をしている。
四魂の玉が四散した後、犬夜叉とかごめが最初に戦った相手。人間を獲物として首ごと髪を集め、それを武器や住処の材料として利用している。集めた髪は自身の櫛により操ることができ、ワイヤーのように張り巡らせて罠としたり、人間を傀儡のように利用することも可能。
戦闘では「鬼火髪（おにびぐし）」「髪檻（くしのおり）」「髪籠（くしのかご）」など髪を使った術のほかに腰に帯刀している宝刀「紅霞」も利用する。魂を櫛に移しており、肉体がどんなに傷つけられても死ぬことはなく、犬夜叉に腕を切断されたり胸部を貫かれても動じず、逆に切断された腕を髪で操作して攻撃するなどした。
半妖である犬夜叉のことは終始見下していたものの、かごめの持つ霊力にいち早く気づくなど、見た目のわりに鋭い一面がある。
四魂の玉に反応し、その欠片欲しさに犬夜叉やかごめらを襲い、前述の不死の肉体と髪を操る能力で一行を苦戦させるが、魂を移している櫛の存在をかごめに察知され、最期はかごめに櫛を破壊されたことで紅霞と頭のリボン以外の着衣全てを残して消滅した。
アニメでは、全身を切り裂かれても五体満足に再生するなど、原作以上に生命力が強調された。また、アニメにおいては鬼では無く、死体の化粧に使う櫛が化けた妖怪という設定になっている。
無女（むおんな）
声 - 井上喜久子
飢えや戦で子を失った母たちの無念の魂が寄り集まってできた妖怪。犬夜叉から父の墓の場所を聞き出すため、殺生丸の差し金で犬夜叉の母・十六夜の姿に化けて現れた。子を思う情念の妖怪でもあり、殺生丸の爪から犬夜叉をかばって死んだ。
九十九の蝦蟇（つくものがま）
声 - 立木文彦
ある国の領主の体を乗っ取っていた齢300歳の蛙の妖怪。領主の権限で若い女性を集め、魂を抜き出して喰らっていた。舌を伸ばす以外に攻撃手段を持っていないものの、乗っ取った領主の肉体を人質兼盾代わりに利用しているため迂闊に攻撃することが出来ず、犬夜叉たちを苦戦させる。最期は、かごめにスプレー缶と灯篭の火を用いた即席の火炎放射器の炎をあびせられ、たまらず領主の身体から抜け出して逃げようとしたところを犬夜叉の散魂鉄爪で倒された。後に別個体・九十九の蝦蟇次郎が登場。
肉づきの面（にくづきのめん）
声 - 弥永和子
能面の一種である小面に命が宿って誕生した現代の妖怪。一人称は「わらわ」。所有者の女性に怪しまれ、お祓いしてもらう為に日暮神社に持ち込まれたことで、かごめの持つ四魂のかけらの存在を知って奪い取ろうと画策。所有者の肉体を乗っ取り、行動を開始しようとした矢先に脇見運転の車にはねられてしまい、破損した肉体を補強する為に夜の公園で親父狩りをしていた不良中学生4人を惨殺し、犠牲者の体の面影が残る肉塊の異形の肉体を構築した。かごめを襲撃して高層ビルの建築現場まで追いつめ、喰らおうとしたところで駆けつけた犬夜叉と交戦して敗れた。
アニメでは日暮神社の倉庫に封印された状態で放り込まれていたが、手違いで封印が解けてしまい復活。交通事故を引き起こし、駆け付けた消防士や警察官を襲撃して能役者を模した肉体を構築するなど、設定や行動が大幅に変更されている。こちらでは戦国時代で四散した四魂の欠片が入った木から能面が作られ、妖怪化したことになっている。現代まで密かに人間を食い続け、日暮家に封印されていたが、四魂の欠片を狙って暗躍するも、犬夜叉の鉄砕牙に倒される。
タタリモッケ
黄色く丸い姿で、オカリナのようなものをふいている。冥加曰く「幼子の魂から生じた妖怪」であり、幼くして命を落としてしまった子供の霊が成仏するまでの間、その子供の霊の相手をすることを生業としている善良な妖怪である。子供の霊が成仏できないと目を開き地獄に送る性質も持ち、その際にはその子の死の瞬間を再現する。
蜘蛛頭（くもがしら）
声 - 麦人
人の頭から蜘蛛の脚が生えた異形の妖怪。親玉は蜘蛛の巣のような姿をしており、普段はある寺の老住職に化けて暗躍している。言葉巧みに犬夜叉一行を自らの領域である寺に宿泊させ、手下を率いて襲撃した。アニメ版では、手下たちは人間の身体に蜘蛛の首が付いたデザインに変更されている。
桃果人（とうかじん）
声 - 堀秀行
人面果の果実を食したことで人肉を食らう妖怪化した元人間。一人称は「俺」。
当初は痩せ細っていたが、人面果を食して以降は肥満体型になり、四魂のかけらを埋め込んでからは鉄砕牙を通さない弾力を得、かごめの持っていたかけらを埋め込んでからは更に岩のような硬い肌になった。また、四魂のかけらの力とは別に仙術も使用できる。
仙人に弟子入りしたものの修行に段々嫌気が差し、仙人の留守中に盗み見た巻物から、仙術を覚えるには仙術を会得した仙人の肉を食らうのが一番だと知り、仙人を襲ってその肉を食らい、更に不老長寿の薬の製造法を知るために頭のみを花にして残した。
不老長寿の薬の材料に人面果が必要であると知ると、世の中に嫌気がさした人間を「仙人にしてやる」とそそのかしては、その人間を縮小して箱庭で飼い、その箱庭に生える木の実を食べさせて思考力を奪い、腹がへった時にその人間を食らい、残った骨は人面果の肥料にした。
アニメ版では修行の毎日に嫌気がさしていた頃、たまたま見つけた四魂のかけらを、食べ物じゃないと落胆して放り投げた際、かけらが当たって喋れるようになった人面果の木に促されるまま果実を食し、人面果の木に意思を支配されてしまった。原作では主に人肉を食らっていたが、倫理的な表現の問題でアニメでは実った人面果を食べている。最終的に犬夜叉の体当りを受けて共に落下し、原作ではそのまま墜死。アニメでは落下後に人面果の木に捕縛され、自由に動ける体として取り込まれてしまったが、朔の夜が明けて妖力が戻った犬夜叉の「風の傷」を受けて人面果の木もろとも粉砕された。
杖
桃果人が常に持っている杖。木のつるが巻き付いている。この杖から「風の傷」を消し飛ばす花びらを撒き散らしたり、杖の先から茨のような鞭を繰り出す。
瓢箪
アニメ版にて、杖と同じく桃果人が常に所持している。この瓢箪を相手に向けると、その相手を吸い込んでしまい、吸い込まれた者は中の特殊な液体で溶かされて人面果の肥料にされる。
人面果（にんめんか）
声 - 堀之紀
人間を養分とする果実。原作では人間の生首の形で、木に付いている間は養分にされた人間の意思が有り喋ることも可能。この果実を食べた者は人肉を食らう妖怪になる。不老長寿の秘薬の材料にもなり、その製造法を知るのは仙人のみ。なお、桃果人が作った不老長寿の秘薬の紛い物もあるが、それでも傷を直す効力がある。桃果人の仙術で作られたため、桃果人が死ぬと果実も消失する。
アニメでは倫理的な表現の問題か、果実は人の顔が付いた逆さまの桃のような形、果実を食べた者は人面果の木に意思を支配される、などの変更がなされた。
人面果の木
声 - 堀之紀
人面果の果実を実らせる妖木。原作では川沿い、アニメでは桃果人の住処の崖の近くにある。養分とした人間が多い程に大きくなる。桃果人が喰らった人間の骨を養分として吸収し、その骨の人間の生首をした人面果が実る。元は只の木を桃果人が仙術で人面果が実る木に変えたもので、桃果人が死ぬと元の木に戻った。
アニメでは元から人面果を実らせる妖木で、桃果人を仙人にした張本人。一人称は「儂」。
修行に嫌気がさした桃果人が放り投げた四魂のかけらが刺さったことで妖力が増して話せるようになり、桃果人に「仙人にしてやる」と唆して人面果を食べさせ、彼を支配して更に自らの力を高めようとした。
養分となる人間を桃果人に集めさせるも、あまりに催促し過ぎた為に鬱陶しがられた桃果人にかけらを抜かれてしまった。その後、かごめの矢を受けて桃果人の体から弾き飛んだかけらが刺さったことで再び妖力が増し、落下中の犬夜叉と桃果人を茨のような根で捕縛、最初から養分にするつもりだった桃果人を取り込んで自由に動ける体を手に入れ、更に犬夜叉をも取り込もうとしたが、朔の夜が明けて妖力が戻った犬夜叉の風の傷を受けて桃果人共々消滅、只の枯れ木となった。
ニセ水神
声 - 大林隆介
神官の姿をした大蛇の精霊。一人称は「私」。元々は水神に仕える眷属だったが、本物の水神を騙して岩戸へ幽閉し、神器「雩（あまこい）の鉾」を奪って神に成り代わった。生贄の少年達を食らっていた。手足を自由に伸び縮みさせる他、神器により嵐や竜巻を自在に操ったり、鉄砕牙の妖気を浄化し変化を解くこともできる。神器を持った精霊は神同然とされ、湖の精霊たちも彼に逆らえないでいたが、弥勒により本物の水神が救出され、彼女の助けと犬夜叉たちの活躍により成敗された挙句、風穴に吸い込まれた。
アニメ版では別個体のオロチ太夫（声 - 中村大樹）が登場するが、こちらは妖怪とされる。
水神さま
声 - 勝生真沙子
湖の女神。ニセ水神にだまされ、岩に幽閉されていた。弥勒に救い出された時、手のひらに乗るほどの小さい姿であったが、雩（あまこい）の鉾を手にし、元の大きさに戻る。犬夜叉たちがニセ水神を倒した後、太郎丸たちの村を、竜巻から救った。
大蟷螂（おおかまきり）
声 - 大神いずみ（変化前の女）
弥勒を罠にはめる為に奈落が差し向けた妖怪。自分の喰った女の皮をかぶり美女（クレジットでは姫・妖怪が身分を姫と偽っている）に化けて言葉巧みに弥勒を誘ったが、正体を見破られ風穴に吸い込まれる。風穴に吸い込まれた際、鎌で風穴を傷つけ、弥勒の寿命を縮めた。
壺使い（つぼつかい）
札を何枚も身体に貼った妖怪。蠱壺虫（ここちゅう）を壺に飼い、呪文で使い働かせる。奈落の命令で蠱壺虫を夢心に放ち弥勒の命を狙ったが、かごめと珊瑚に見つかった。逃げ出したところを、飛来骨にやられる。蠱壺虫は壺に戻すしか対処法はない。
極楽鳥（ごくらくちょう）
妖狼族の天敵。高い岩山に巣を作る。鳥の下半身から男女の体が生えている。親玉は鳥の下半身から、兄弟（兄の声 - 志村知幸、弟の声 - 西前忠久）である二体の上半身が生えた異形の姿をしている。妖狼族と戦いになるが、弥勒と犬夜叉の参戦で殲滅された。
灰刃坊（かいじんぼう）
声 - 青野武
妖怪の刀鍛冶。かつては刀々斎の弟子であったが、邪悪な力を持った刀ばかりを打つうえに、刀作りのためなら子供を殺しまくるなど如何なる悪辣な手法でも構わず実行するその姿勢を嫌われて破門された。当人はそのことを逆恨みしており、殺生丸に元師匠を超える刀を作って見返せばいいとそそのかされて悟心鬼の牙を素材とした宝剣・闘鬼神を作り上げた。自ら作った刀の邪気に取り憑かれ犬夜叉一行を襲撃し、最後は闘鬼神の力に耐えきれず死亡する。アニメ版では星黄泉の依頼で乾坤の薙刀も打っている。
蛾天丸（がてんまる）
声 - 子安武人
普段は巨大な斧を持った人間の姿に化け、人間の手下を率いて野盗稼業にいそしんでいる外道。その正体は、羽毛で覆われた腕を持つ巨大な青い毒蛾の妖怪。毒の糸を吐く。一人称は「俺」。人間の女性を手下に集めさせ、その精気を生き血ごと食らうことを趣味にしている。妖怪化した犬夜叉に一撃で瞬殺される。
アニメ版では後に別個体・蛾羅丸が登場。蛾羅丸曰く人間の精気を食らうことは下郎が行うものである事が判明する。
蛾羅丸（がらまる）
声 - 関俊彦
アニメオリジナルキャラクター。一人称は「我」。性格は邪悪にして陰湿。巨大な斧を持ち、蛾天丸と似た姿をしているが、耳が尖っており、目の下には赤い線の模様がある。犬夜叉一行を自身の妖術による幻影で作り上げた無数の蛾が飛び回り、枯れた木々が生い茂る「嘆きの森」に迷わせた。人型の姿でも羽根で飛行しながら戦い、口からは光球状にした蛾妖怪の卵や散魂鉄爪、飛刃血爪、鉄砕牙でも破壊できないほどの繭を作り出す強靭な糸を吐き出せる。当初は犬夜叉に蛾天丸の仇討ちを疑われたが、蛾羅丸自身は蛾天丸を低俗な人間の野盗共と徒党を組んだ挙句、半妖ごときに殺された毒蛾妖怪一族の恥さらしとして蔑んでいる他、死んで当然の外道と忌み嫌っている。蛾天丸と同じく正体は巨大な蛾だが体色は黄色。毒蛾妖怪が本来、食らう物は人間の精気や生き血ではなく、悪夢によって具体化させた恐怖心と怯える魂である事を明かしながら、かごめ、弥勒、珊瑚、七宝に自らの分身を植え付けた。口から吐き出して作った繭にかごめ達を閉じ込めると犬夜叉を翻弄し、言葉巧みに犬夜叉を追い詰めた。最後は正体を現して犬夜叉を食おうとしたところを風の傷で倒されるが、かごめ達を閉じ込めた繭は消えず、救いのない苦しみと絶望を食うためにかごめには井戸を通じて現代にやってきた奈落、弥勒には父との別れや風穴に吸い込まれる自分と仲間達、珊瑚には雲母と七宝を殺す琥珀、七宝には雷獣兄弟に父を殺された瞬間などそれぞれの心の闇を基にした悪夢を見せ続けた。蛾羅丸本人は犬夜叉が蛾妖怪となったかごめ達に食われる結末と、その時に孤独の恐怖から解放される事を犬夜叉に教え、嘲笑いながら死亡。しかし、夜明けまで蛾羅丸の分身に体と魂を食われて蛾妖怪になってしまう寸前にかごめ達は犬夜叉の必至な呼びかけによって悪夢の繭を打ち破り、現実世界に回帰。犬夜叉が嘆きの森の歪みに赤い鉄砕牙の風の傷を放った際は、森は作った蛾羅丸が死んだ事もあって消滅する。
『半妖の夜叉姫』では蛾羅丸と容姿が似た蛾ヶ御前が登場。蛾天丸は犬夜叉、蛾ヶ御前は暴走したせつなに瞬殺されているのに対して、こちらは死してなお、犬夜叉一行を苦しめた蛾妖怪の猛者となっている。
猿神（さるがみ）
声 - 沢りつお
御神体の石を漬物石に使われていた猿の神。犬夜叉達に奈落の放つ邪気が向かった方角を教えた。
ケン / ゴン / ブン
声 - 清水香里 / くまいもとこ / 小林由美子
猿神に仕える三匹の子猿の精霊。猿神さまが宿ったご神体を捜して、畑を荒らしていたという。一人称は「ワシ」。
多宝塔の鬼（たほうとうのおに）
声 - 川津泰彦
アニメオリジナルキャラクター。黒巫女・椿がかつて修行していた寺の多宝塔に代々封印されていた巨大な鬼。犬夜叉一行へのお礼参りを画策した椿の手によって多宝塔が壊されたことによって復活したが、その直後に椿の持つ四魂のかけらに吸収されてしまい消滅した。
ブンザ
声 - 野田順子
アニメオリジナルキャラクター。山猫の妖怪。里を襲った結界を使う妖怪ナナフシ（声 - 田中一成）を倒すため、刀々斎に弟子入りしようとするが犬夜叉が妖怪ナナフシを撃退したため必要なくなった。
大獄丸（たいごくまる）
声 - 槐柳二
血玉珊瑚によって強い結界を張ることができる百鬼蝙蝠（ひゃっきこうもり）という妖怪の長。一人称は「ワシ」。通常の百鬼蝙蝠と違い強力な妖気を放ち、体格も巨大。口から凄まじい輪状の光線を放つ。人間と夫婦になった息子・月夜丸に失望し殺害、孫（紫織）を人質にとるなど凶悪な妖怪である。紫織が張った結界で身を守り村を襲ったが彼女の父親であり自身の息子である月夜丸を殺した事を独白した事で紫織の怒りを買い、結界からはじき出され、犬夜叉の爆流波に倒される。血玉珊瑚に蓄えられていた大獄丸の妖力はなおも紫織を殺そうとしていたが、同じく血玉珊瑚に蓄えられていた月夜丸の妖力による結界にはじかれ、最後は犬夜叉の鉄砕牙によって討ち滅ぼされた。
月夜丸（つくよまる）
声 - 鈴木琢磨
大獄丸の息子で紫織の父。百鬼蝙蝠でありながら人間は襲わず、人間の娘・紫津との間に子供を作った。紫織が生まれてからは人間を襲わないよう仲間を説得した。大獄丸の跡を継ぎ、結界の守り役となったが、娘の紫織とその母を守るために一族を去ろうとするが父に殺される。その魂は紫織と紫織の母親・紫津を大獄丸の怨霊から守った。
巫女封じ（みこふうじ）
アニメオリジナルキャラクター。洞窟の姿をしており、桔梗の霊力を奪い、弱体化させる。かごめの攻撃も通用しない。入ったかごめと桔梗の四魂の三つのかけらを1つにした連携攻撃の破魔の矢で心臓を貫かれ消滅。
甘太（かんた）
声 - ならはしみき
カワウソの妖怪。父を白童子に殺されたが天生牙により蘇生。
一宝（いっぽう） / 二宝（にほう） / 三宝（さんぽう） / 四宝（しほう） / 五宝（ごほう）
声 - 小桜エツ子 / 東さおり / 増田ゆき / 清水香里 / 釘宮理恵
アニメオリジナルキャラクター。妖狐の5人の兄弟。 七宝に弟子入りしようとして、事態を引っ掻き回す。トカゲ妖怪（声 - 石丸博也）は撃退するが、七宝は名主の娘・みずき（声 - 高木礼子）に振られる羽目に。
平薄平（たいらのうすひら）
声 - 茶風林
アニメオリジナルキャラクター。反物（着物）など色々なものを盗んでいた妖怪。
牛頭（ごず） / 馬頭（めず）
声 - 千葉進歩 / 巻島直樹
火の国にあるあの世とこの世の境の扉の門番。通常は扉の脇に鎮座する巨大な石像の姿をしている。門を通ろうとするものを死者にして通すのが役目。ひとたび動き出せば門が開いて閉じるまで止まらない。この世の物では無く、この世の刀では傷つけることができないが、あの世の刀である天生牙を持つ殺生丸は通ることができた。殺生丸が天生牙を抜いただけで「我らは斬られたも同然」と敗北を認めて跪き、殺生丸を通した。
親玉鼠
声 - 木村雅史
修行僧のような服装をした、赤い三つ目の鼠妖怪。背中に厨子鼠の入った厨子を背負っている。
人間や動物の骨を好んでおり、厨子鼠に人間や動物を襲わせてその肉を喰らわせた後、残った骨を食べている。なお、襲わせるのは自分が食べる分だけ。
とある民家を襲い、住人達の骨を食べていたところに現れた白童子を喰らおうとしたが、琥珀に首を切断されて死亡、厨子も奪われてしまった。
厨子鼠（ずしねずみ）
親玉鼠が飼っている小さな鼠妖怪。外見は赤い一つ目の鼠。
一体一体は村人でも簡単に振り払える程だが、切られると切った分だけ増えるという厄介な特性を持っている。また厨子を閉めない限りは、厨子から際限無く涌き出てくる。そのため対処するには、専用の毒草や弥勒の風穴、厨子を直接破壊するしか方法がない。
湖の主
声 - 茶風林
正体は巨大ナマズ。
音獄鬼（おんごくき）
声 - 石住昭彦
アニメオリジナルキャラクター。笛の音で人間の子供を攫う妖怪。
宿り蛹（やどりさなぎ）
妖怪に寄生するセミの幼虫のような見た目の寄生妖怪。一匹が七宝に取り憑いて悪事を働くが、犬夜叉に斬られる。その後、大量の宿り蛹が住処として寄生していた岳山人から追い出された事が判明する。
魄（はく）／魄喰い（はくぐい）
白い目のないナマズのような妖怪で空中を泳ぎながら、人間と動物、妖怪が魂魄として魂と共にある肉体を動かす力・魄を食らう妖怪。主に人間の魄を好み、これが魍魎丸の動力源として白童子に狙われ、琥珀に仕留めれて腹を裂かれた。奪われた魄は数々の試作品を経て、白童子の目論見通り完成した魍魎丸の動力源に利用された。
原作では「魄」とのみ呼称。
岳山人（がくさんじん）
声 - 側見民雄
大量の宿り蛹を宿していた山の大妖怪。争いを望む妖怪ではなく、「不妖璧」という玉により妖気を隠してただの山として眠っていたが、奈落により「不妖璧」を持ち去られて200年の眠りから目覚めてしまい、奈落を追っている。犬夜叉たちに「不妖璧」のありかを探すための妖気の結晶を与える。その後も一人で奈落を追うが御霊丸の配下の子供たちによって滅ぼされる。これによって御霊丸は犬夜叉一行に岳山人殺害の犯人として疑われるが、彼もまた不妖璧を持った赤子とそれを守る白童子と奈落に利用された犠牲者の一人になってしまう。
不妖璧はその後、奈落の心臓である赤子の妖気を消すために使われ、犬夜叉が竜鱗の鉄砕牙を手に入れた際には魍魎丸と赤子の妖穴を見えなくしたが、奈落が魍魎丸と赤子を吸収した際に一緒に捕らわれた鋼牙を助けるために放ったかごめの破魔の矢が鋼牙を一度だけ守る妖狼族の霊の加護に力を与えた事で鋼牙が再起。内部から心臓である赤子を攻撃した事で鋼牙の脱出と共に一時的に奈落の右胸部から浮上。最後は赤子を狙った弥勒の命懸けの風穴によって赤子の代わりに吸収された。
御霊丸（ごりょうまる）
声 - てらそままさき
つぎはぎ傷がある人間の行者。一人称は「私」。妖怪を汚らわしいと忌み嫌うが、無害な妖怪に敵意はなく、妖怪に両親を殺された子供たちを引き取り、彼らを心配する優しい性格をしている。右腕は妖怪（不妖璧を持った赤子が入った魍魎丸）に喰われてしまったが、その妖怪の力を法力でねじ伏せて自分の武器としている。武器となる異形の右腕は御霊丸の意思で展開、光を発射して敵を攻撃するが、この光の正体は妖怪でこの性質を利用して妖怪を倒す御霊壷を作り、子供たちに妖怪退治の武器として渡している。退治した妖怪の死体は寺の周辺にある羅漢像の洞窟に供養するために回収されているが、実は魍魎丸が取り込むための妖怪のパーツと妖怪の死体の臭いと邪気に惹かれた新たな妖怪を呼び寄せるためであり、御霊丸自身も無意識のうちに魍魎丸に操られていた模様。顔のつぎはぎ傷は魍魎丸に肉体を侵食されている証で目付きもかごめ曰く魍魎丸と同じ嫌な目付きとなっていた。原作と完結編1話では人間体に化けた魍魎丸だとかごめに誤解されているが、御霊丸自身は奈落一派とは無関係な人間で四魂の玉をめぐる戦いに巻き込まれた犠牲者に過ぎず、白童子も犬夜叉たちに「御霊丸は何も知らなかった」と断言している。
アニメでは無印最終回と完結編1話のみの登場で、魍魎丸と御霊丸の関係の説明は省略されている。原作では白童子に首を切り落とされて絶命しているが、アニメでは致命傷を負って切られたのみ。このため、後の完結編では御霊丸に擬態した魍魎丸を見て弥勒が一時的に「実は生きていたのか」と誤解している。
白童子が作った魍魎丸とは顔も名前も似てるが、両者の詳しい関係は不明。ただ、赤子は「もう一人の奈落」であるため、こちらは赤子が操る肉体である魍魎丸＝妖怪の死骸の集合体のつなぎとして利用されており、御霊丸は鬼蜘蛛のポジションに相当することになる。
赤子を守るため、知らぬうちに奈落と白童子に利用され、用済みになると最後は白童子に殺害されてしまうが、御霊丸の魂がなくなった死体は異形の右腕の正体である魍魎丸と融合して活動を再開する。完結編では描写はないが、1話で再び御霊丸の姿になり、不妖璧を持った赤子が入った魍魎丸の擬態として姿と死体を悪用された。
ムジナ
声 - 桑谷夏子
打ち損じの妖刀「奪鬼」を持った妖怪の少女。自分に好意を持った七宝を仲間に引き入れ犬夜叉と戦い鉄砕牙の妖力を奪った。
本人の腕が未熟だったため犬夜叉に敗北する。実は少女の姿は変化した姿であり、本性は単なるおっさん狸（声 - 茶風林）である。変身前と変身後の姿の落差は七宝を落胆させた。
三つ首の狼
声 - 菊本平
妖狼族の聖域の番人。五雷指を守っていた。灼熱の炎を吐き、この世ならぬ妖怪のため何度砕いても蘇る。
竜人（りゅうじん）
声 - 飯島肇
刀秋に自分の鱗を与え、奪鬼を鍛えさせる。竜人の持つ盾も妖力を吸う力を持っており、犬夜叉を圧倒するが、爆流波によって粉砕される。最期は刀を持つことは考えていなかったと言い残し、刀秋に妖気を吸われ死亡。
冥界の主（めいかいのぬし）
声 - 西前忠久
冥界の最深部、冥界の闇にいる冥界の主。人間の遺体を山のように積み上げる死の臭いを発する漆黒の巨人。冥界の闇をあやつり生きた人間の意識を引き込む力を持つ。りんの魂と遺体を奪ったが冥界の闇に侵入した殺生丸に倒される。
花皇（かおう）
声 - 矢尾一樹
丁寧な物腰の神官風の男。その正体は人間の苦しみと悲しみを養分にするおぞましい植物の妖怪。一人称は「私」。花皇に養分を吸われた者は血の涙を流し、幸福を感じながら妖の花を育てる土となる。妖の花の匂いは甘ったるく、七宝と雲母に花粉症に似た症状を出させ、夜になると相手の心を探るために強くなる。手始めに珊瑚に琥珀の幻を見せ、弥勒の風穴の傷を言い当て、最後に極上の餌として桔梗の死を悲しむ犬夜叉とそれに傷つくかごめを狙った。妖の花は蔓と花粉で相手の心を読み、苦しみと悲しみを吸うと花びらが血のように赤く変色する他、血の池を作って花皇が極上の味を持つ者と判断した相手を引きずり込み、妖の花が生い茂る花皇の屋敷へと空間転移させる。転移した相手は幸福な夢を見ながら血の涙を流し、そのまま花皇の餌となる。また花皇自身も転移できる他、妖力で風の傷や破魔の矢を防ぐほどの強い結界も張れる。
犬夜叉一行が桔梗の二度目の死を見届けて立ち寄った村を拠点にしており、この村は大して豊かでもないにも関わらず旅人のための家と花皇の屋敷があるなど、かなり前から棲みついていたとされる。犬夜叉は雑魚妖怪と吐き捨てていたが、風の傷を防御した上でダメージを受けたように見せかけるために血の跡を残し、屋敷に誘き寄せて犬夜叉の心を見透かしながら桔梗の夢を見せるなど、奈落や赤子、蛾羅丸に匹敵するほどの精神攻撃に長ける他、狡猾で話術にも長けるなど決して侮れない。
赤い目と文楽人形のガブのように裂けた口とギザギザの歯を持つ仮面のような顔、無数の植物の蔓でできた身体という不気味な本性を現し、犬夜叉の心臓を掴み出そうとするが、かごめが放った弥勒の魔除けの数珠を付けた破魔の矢によって阻まれる。最後は弥勒の数珠を失ったかごめの心を読み、犬夜叉以上に傷ついたかごめを更なる極上の餌と判断して狙うが、「人の心を覗いて発表するのがそんなに楽しい？私が何に傷ついていようが、あんたに喰わせる不幸はないわ！」と力強く言い放つほどの覚悟を持つかごめの破魔の矢と犬夜叉の鉄砕牙の連携攻撃に敗れ去る。
骨鬼（こつき）
声 - 梁田清之
全身が人骨で構成されている牛のような角が生えた骨の鬼。人間や妖怪の骨を主食としていてそれらを集める雑魚妖怪だが、強力な毒と人骨の大群を操る事ができる。病を患い、珊瑚の飛来骨を味見した際に気に入り、極上の薬として病を治すために喰おうとするが、珊瑚が塗った溶毒ごと飛来骨を喰った事で倒される。この一件で珊瑚は薬老毒仙の下で飛来骨の修復、弥勒は毒で苦痛を感じない毒薬を飲むことになった。
幽骨（ゆうこつ）
声 - 大本眞基子
骨鬼の娘。美女に化けている。動物の口に手をかざすことで、骨格を抜き取る能力をもつ。弥勒の札を防ぐ結界の他、父の骨鬼がダメージを受けた際は妖力で再生させる。原作では美女の姿で弥勒を誘惑するが、完結編では冒頭の時点で弥勒と珊瑚を相手に骨鬼と共に戦っている。溶毒を塗った飛来骨を喰った事で骨鬼が倒され、それに激怒して弥勒と珊瑚に人骨の大群を襲わせようとするが、最後は朔の日が明けて妖力を取り戻した犬夜叉の金剛槍破によって住処の屋敷の天井を破壊され、そこから弱点である朝日を浴びて朽ち果てた。
根の首（ねのくび）
声 - 江頭宏哉（半妖の夜叉姫）
特別編、及び『半妖の夜叉姫』に登場する敵。犬夜叉と出会う前の桔梗が封印していた妖怪で、桔梗の封印が破れ塚から抜け出した。巨大な木の根のような妖怪で人間を好んで食らい、首だけを自分の身体に吸収する。
封印されていたため四魂の玉が滅びたことを知らず、かごめを桔梗と思い込んでいる。殺生丸が言うには雑魚妖怪らしいが、犬夜叉一行が総出でも苦戦する厄介な妖怪。一度は犬夜叉の刃を逃れ、人間を吸収しながら楓の村の地下にひそむ。
楓がかつて封印に使われた桔梗の矢で破魔の矢を射ち、それに反応し本体が姿を現したところを犬夜叉とかごめによって退治された。
しかし『半妖の夜叉姫』では、犬夜叉の冥道残月破で本体を冥界に送られたものの残骸が地中に一本だけ残されていたことや、その残骸が「時代樹」と同化していたことが判明し、せつなともろはが現代（元号は「令和」）にタイムスリップする切っ掛けとなった。

### 半妖
地念児（じねんじ）
声 - 江川央生
森の精霊の美男子の父と人間の母の間に生まれた半妖。両親に似ず、異形の姿で巨大な体と剛力を持つ。気が優しくおとなしいため、村の人間から迫害されており体中に古傷がある。母（声：藤夏子）と薬草を育てながら暮らしている。かごめが妖怪に襲われた際、本来の力を発揮した。アニメでは人間の姿の時に（隠れているので姿は不明）りんと会っている他、3年後、巫女見習いとなったかごめに薬草のことを教えている。
紫織（しおり）
声 - 水橋かおり
百鬼蝙蝠の父、月夜丸と人間の母の紫津との間に生まれた半妖の少女。血玉珊瑚を持ち、月夜丸から結界を張る力を受け継いでいる。祖父の大獄丸に守り役として人質にされていたが、父を殺したことに対する怒りで大獄丸を結界の外に弾き出して犬夜叉一行に形勢逆転のチャンスを与え、打倒に協力した。大獄丸を倒したその後は、血玉珊瑚に蓄えられていた大獄丸の怨霊を犬夜叉の鉄砕牙に斬らせることで鉄砕牙の強化に貢献する。
『半妖の夜叉姫』では大獄丸との一件から程なくして紫津は病死し、その後はとある山中に半妖の子供達を匿う隠れ里を作り、能力で張った結界で守っていたことが語られた。森の火事に遭ってから邪見に連れて来られたせつなを半妖の隠れ里で育てていた。また弥勒とも再会している。
牛王（ぎゅうおう） / 出雲（いずも）
声 - 松本大
アニメオリジナルキャラクター。人間の父と牛妖怪の母の間に生まれた半妖。出雲とは父の名前である。昼間は人間の姿に、夜は巨大な牛妖怪の姿になるが、本人は人間になることを望み、新たな四魂の玉を生み出そうとしていた。オロチ太夫（声 - 中村大樹）と九十九の蝦蟇次郎（声 - 立木文彦）と協力している。普段は知的で冷静な性格だが、牛王での姿では激情的な一面も持ち声も変わる。劇中では四魂の玉を調べるため諸国を旅していた人間「出雲」として妖怪に襲われていた芝居をして犬夜叉達に近づき、四魂を補うため、犬夜叉の魂を勇の荒魂、弥勒の魂を知の奇魂、珊瑚の魂を愛の幸魂、七宝の魂を親の和魂にして、直霊であるかごめの魂と本物の四魂の玉の欠片を核にして新たなる四魂の玉を作り出そうとしていた。だが、その目論見を犬夜叉とかごめに阻止された後、正体を現した牛王は未完成の四魂の玉を大量に吸収して戦闘力を増大化させて犬夜叉と最後の戦いを行う。四魂の玉の力で増大化された力で犬夜叉と互角の戦いを繰り広げながら同じ半妖の犬夜叉に「半妖の姿が憎くは無いのか」と問い詰める。最後には風の傷で致命傷を負った後、夜が明けたために妖怪の力を失い敗北。紛い物の玉の力に蝕まれ、かごめに「私は人として死ねるのだろうか？」と言い残し死亡した。形態上「半妖」の姿が存在しない特殊な半妖。
娑蘿姫（さらひめ）
声 - 折笠富美子
アニメオリジナルキャラクター。殺生丸を愛した女。奈落や神久夜と同じ部類に入る、人間を繋ぎにした多くの妖怪の集合体。ただし、繋ぎとなった人間の姿が基本で妖怪による新たな姿は持たず、妖怪の意思に支配されるが僅かに人間の意志が残る。雑魚妖怪達＝魑魅魍魎（声 - 井田国男）が集合しただけで野望や大きな目的もないので、奈落や神久夜のような強大な力を持つ存在にはなれなかった。本来は人間で阿佐野城の姫だった。城が攻め落とされる直前に、犬夜叉との戦闘で左腕を斬り落とされた直後の殺生丸の姿を目撃する。偶然その場に降り立った殺生丸は向かって来た兵士達を倒したため、結果的に娑蘿や阿佐野城を救ったことになってしまう。その後娑蘿は城近くの森で傷ついた殺生丸を見つけ、殺生丸のうわ言で犬夜叉の名と殺生丸が鉄砕牙を求めていることを知る。その時から娑蘿は殺生丸に恋心を抱き何度も殺生丸に会いに行くが、父親である阿佐野城の殿・阿佐野双樹（声 - 小室正幸）が妖怪（殺生丸）に娑蘿が誑かされていると誤解し、娑蘿の制止も無視して殺生丸討伐に乗り出し返り討ちに遭う。父親は乱心し自ら城を焼き、娑蘿は近くの村で尼として生きることとなる。
その後流行病に掛かり死を目前にしていたが、偶然通りかかった犬夜叉の姿を見て、殺生丸への思いを強く思い出してしまう。その心を常人には見えない妖怪達に付け込まれ、「身体を差し出せば力を提供する」と取引を受ける。
犬夜叉達に罠を仕掛け、娑蘿は鉄砕牙を奪い取るが、その場所に殺生丸が現れ娑蘿の妨害を始める。一方、殺生丸は娑蘿のことを思い出すとかつて娑蘿と逢った森へと向かう。そこで再び自分の前に現れた娑蘿は今までの自分の経緯と殺生丸への思いを告白する。だが、娑蘿が無意識に妖怪達に取り込まれていると気づいていた殺生丸は娑蘿に斬りかかり、正体を現した妖怪は娑蘿を乗っ取ると鬼のごとき醜い姿で殺生丸をも取り込もうと襲い掛かった。彼女に自分を殺せと懇願された殺生丸は、恨みの念を糧とする妖怪を闘鬼神では倒せないと判断すると、鉄砕牙の結界に拒まれながらも風の傷で致命傷を与える。そして鉄砕牙を取り返した犬夜叉の風の傷とかごめの破魔の矢で妖怪達は倒される。妖怪達と一体化していた娑蘿は解放されるが、遺言を残し安らかな笑みを浮かべると光となって消滅した。形見の笛は殺生丸がその場に残した。

### 雷獣一族
七宝の父の仇。いい女をさらって食べてしまうという説もある。アニメでは雷鳴谷と言われる谷に住んでいた。
飛天（ひてん）
声 - 神奈延年
雷獣三兄妹の長男。額を露出したヘアスタイルで、人間の少年の姿をしている。一人称は「俺」。足元に付いている滑車で空を飛びまわり、「雷撃刃（らいげきじん）」と呼ばれる矛を使って攻撃する。姿は人間に近く一見優しそうな美男子の風貌をしているが実は弟・満天より凶暴な性格で、満天のマヌケ振りに激怒した勢いで口説いた女妖怪の頭をぶち抜いた。四魂のかけらを持っている犬夜叉と対決。その一方で弟想いでもあり、満天の死に際しては亡骸を抱いて人目も憚らず号泣し、その心臓を喰らい妖力を取り込んだ。弟の仇を討とうするが、かごめに滑車を破壊され、最後は犬夜叉の鉄砕牙で雷撃刃ごと一刀両断にされ遺体は灰と化し消滅した。アニメでは満天の心臓ではなく四魂のかけらを体内に取り込んだ。また、珊瑚も犬夜叉達と出会う前から雷獣三兄妹の噂は知っていたようである。
満天（まんてん）
声 - 稲田徹
雷獣三兄妹の次男で蒼天の兄。一人称は「俺」。兄・飛天とは違い蜥蜴のような顔をしており（アニメでは飛天が父親似で満天が母親似だということが判明）、雲に乗って空を飛び、口から雷撃波を吐く。ブサイクな上に毛がない事にコンプレックスを抱いているのか、飛天のように髪の毛を多くして女にもてるのが夢らしい。冷酷で人をバカにした態度をとるが、兄には逆らえない。3本しかなかった自分の残り少ない髪を散らされ激昂し攻撃。その後、かごめをさらって毛生え薬の材料にしようとした。犬夜叉と飛天の対決の際、最後の髪の毛一本を七宝に散らされ本気で激怒し、七宝やかごめを襲って殺そうとするが、犬夜叉の投げ飛ばした鉄砕牙に貫かれて死亡した。アニメでは貫かれた後も息があり、「今度生まれても飛天あんちゃんの弟で生まれたい」と言い残し飛天に看取られ息絶えた。
蒼天（そうてん）
声 - 水谷優子
アニメ版のみ登場。雷獣三兄妹の末妹。一人称は「私」。紅竜を従がわせ、二人の兄の仇である犬夜叉一行を罠に落とし入れ七宝をさらった。他人におでこを触られることをひどく嫌がる。七宝の持っていたもの（かごめが現代から持ち込んだクレヨン）を欲しがるようになり、それを掛けて対決をする。しかし、七宝との戦いは団栗の背比べで一向に決着が着かなかった。そして、彼女が女子だと知った七宝はあきれて負けを認めた形となり、彼からクレヨンを受け取った。その後、クレヨンを譲られたことで七宝に好意を持った彼女は野原で七宝の似顔絵を書いていた。雷撃刃を持っているが七宝との戦いでは使っていない。
紅竜（こうりゅう）
声 - 大谷育江
アニメ版のみ登場。蒼天の配下。3回殴られると雲のような物体に変身する。蒼天の指示で犬夜叉一行を罠に落とし入れた。最初の内は成功していたが、犬夜叉とかごめの時は見事に失敗して捕まる。その後、犬夜叉をうまく利用して雲に変化し、矢を乱れ打ちして犬夜叉とかごめを襲うが、その矢はこけおどしだとばれてあっけなく敗れ、蒼天のアジトへの道案内をさせられた。

### 豹猫族（ひょうねこぞく）
アニメ版のみ登場。犬夜叉の父率いる東国の妖怪がかつて闘った西国の猫妖怪の集団。犬夜叉と殺生丸の父との戦から150年後、今度は殺生丸や妖怪たちと戦をした。豹猫族は逃げたが、多くの妖怪達も死んだ。それからさらに50年後、とある城を根城にして、城下町の人間をお館様復活の生贄に捧げようとしたが犬夜叉や殺生丸達に負け、犬夜叉たちと和解し、西国に帰った。
お館様（おやかたさま）
声 - 西前忠久
200年前、西国で猛威を振るった猫の大妖怪。犬夜叉の父や竜骨精にも並ぶ圧倒的な巨体を誇る大化け猫。犬夜叉の父に敗れミイラ化していたが、四魂のかけらを取り込み復活。春嵐、夏嵐、秋嵐の魂を取り込んで再び肉体を得た。
しかし、殺生丸が天生牙で春嵐、夏嵐、秋嵐を蘇らせたことで、吸収した3人の魂を失い再びミイラ化。最期は犬夜叉の風の傷を受け、四魂のかけらを斬り出され完全に死亡した。
邪見曰く、四魂のかけらの妖力を考慮すると竜骨精よりも強い。
一睨みで相手を昏睡状態に陥れ、爪から光線を放つ。風の傷も全く通用しない。天生牙によって倒せはしたものの、殺生丸でさえ実力では手も足も出なかった。
豹猫四天王
豹猫族の四姉弟で、豹猫族を率いる幹部的存在。姉弟仲は良く、それぞれの妖気を活かして連携する。春嵐、夏嵐、秋嵐はお館様に殺され魂を取り込まれ死亡するが、殺生丸の天生牙により蘇生。殺生丸との不和が解消された。なお、容貌は人間とそれほど変わらず、いわゆる『猫耳キャラ』ではない。
冬嵐（とうらん）
声 - 冬馬由美
豹猫四天王の長女。50年前の戦いではお館様に代わり戦いの指揮を執った。冷酷でその強さは四天王でも別格であり、殺生丸と互角に渡り合う凄まじい実力を誇る。氷を操る力を持ち、氷の刃を創り出す。
春嵐（しゅんらん）
声 - 増田ゆき
豹猫四天王の次女。裾の短い着物を着た少女。花の幻術を使うことができ、この幻術を使って犬夜叉たちを気絶させてかごめを攫った。
夏嵐（からん）
声 - 鉄炮塚葉子
豹猫四天王の三女。逆立った赤髪の少女。単純な性格。火を操る力を持つ。四天王の中で最初に犬夜叉たちを襲った。
秋嵐（しゅうらん）
声 - 高塚正也
豹猫四天王の末弟。巨漢で、雷を操る力を持つ。

### 妖忍衆
星黄泉率いる妖怪の忍集団。妖忍四人衆と呼ばれる4人の妖忍がいる。アニメ版のみ登場。
星黄泉（ほしよみ）
声 - 中井和哉
妖忍の首領で乾坤の薙刀の持ち主。昔は月黄泉という人間の女性と恋仲にあり、星黄泉という名も彼女に出会ってから名乗るようになった。体の弱い月黄泉を戦わせなくてすむようにと願っており、その願いから月黄泉の霊力と同等の力を求めて灰刃坊に「乾坤の薙刀（けんこんのなぎなた）」を打たせるが、乾坤の薙刀の凄まじい力にとりつかれたため薙刀の力に危険を感じた月黄泉に封印され、乾坤の薙刀も乾の刃・坤の刃に分かたれてそれぞれ封印された。復活後は月黄泉に裏切られたと思い人間を儚み、全ての人間を滅ぼすために乾坤の薙刀を再び復活させた。最期は犬夜叉とかごめを自分と月黄泉に重ね、自らの妖気を爆流破と破魔の矢で返され、「これで良かったんだ」と言い遺して月黄泉と共に成仏した。坤の刃を使った時は黒い爆風を放ち、乾坤の薙刀を使った時はブラックホールのような黒い穴を発生させたり火炎球を使う。
朱雀（すざく）
声 - 岩田光央
妖忍四人衆の一員。二つ名は「花の朱雀」。オカマ。乾の刃を狙ううちに乾の刃の持ち主である北条秋時に一目惚れする。本来の姿は焔の鳥。
青龍（せいりゅう）
声 - 西前忠久
妖忍四人衆の一員。二つ名は「月の青龍」。自身の鱗を使った攻撃を得意とする。
玄武（げんぶ）
声 - 田中一成
妖忍四人衆の一員。二つ名は「闇の玄武」。回転での攻撃を得意とする。
白虎（びゃっこ）
声 - 川中子雅人
妖忍四人衆の一員。二つ名は「雪の白虎」。攻撃方法は爪。
妖忍四人衆はそれぞれ犬夜叉、珊瑚、弥勒、七宝を追い詰めるが、全員弥勒の風穴により次々に吸い込まれた。